# Geschichte der Preußischen Armee
Die Geschichte der Preußischen Armee war von Wandlungsprozessen unterschiedlicher Intensität geprägt, in deren Folge die Preußische Armee umgruppiert, neu ausgerichtet oder grundlegend reformiert wurde, um die bewaffnete Macht wieder in Einklang mit neu aufgekommenen politisch-gesellschaftlichen Verhältnissen zu bringen.

## Zeitliche Übersicht
Die fundamentalen Evolutionsetappen der preußischen Armee waren:
1. Übergang vom temporären Söldnerheer zum stehenden Heer ca. 1650 bis 1680
2. Professionalisierung, Vereinheitlichung, Disziplinierung und Institutionalisierung von ca. 1680 bis 1710
3. Ausbau und der Erhalt einer Armee ersten Ranges in Europa von ca. 1710 bis 1790
4. Ablösung der Armee der Kabinettskriege durch eine Volksarmee von ca. 1790 bis 1820
5. Restauration der Armee als Herrschaftsinstrument und quasi Prätorianergarde des Königs von ca. 1820 bis 1850
6. Übergang zu einer modernen Massenarmee mit industrialisierter Kriegsführung von ca. 1850 bis 1910

## Vorläufer der Armee
Bereits im Spätmittelalter waren zeitweise Heere für Kriegszüge aufgestellt worden. Friedrich I. brachte 1420 in der Belagerung der Burg Alvensleben unweit von Magdeburg 8.000 Mann zusammen. Als sich Albrecht Achilles 1478 für einen Feldzug gegen Pommern-Wolgast rüstete, brachte er durch das Aufgebot 7.130 Mann, 2.000 Reiter bzw. Lehnspferde des Roßdienstes und durch Miettruppen und Verbündete ergänzte Truppen insgesamt 11.800 Mann zusammen.
1610 wurde die bereits seit dem 16. Jahrhundert existierende Schlosswache, die kurfürstliche Leibwache mit einer Stärke von 70 Mann festgesetzt.
Daneben gab es noch ein älteres Milizensystem und eine Landesdefension deren Aufstellung aber auf reine Verteidigungshandlungen gebunden war und zudem nur auf eigenes Territorium begrenzt war. In der Mark gelang es dem Kurfürsten Johann Sigismund in den Jahren vor dem Dreißigjährigen Krieg nicht, eine Defensionsverfassung moderner Art zu schaffen, die zum Beispiel eine festere Gliederung und Kommandostruktur vorhandener Mannschaften umfasste. Im Herzogtum Preußen gab es dagegen um 1600 ein Defensionswerk. Dort gab es die Einrichtungen der Wibranzen und des Ausschusses auf den Ämtern. Zudem kamen Praxisübungen, Zeughäuser und Offiziere dazu. Immerhin wurden im 16. Jahrhundert neue Festungen in Küstrin, Peitz, Spandau und Driesen angelegt, wo es auch Büchsenmeister und einige Garnisonsmannschaften gab. Die Mobilisierungsstärke in Brandenburg lag um 1600 bei etwa 4000 Mann zu Fuß und 1073 Reiter. Das Aufgebot der Infanterie setzte sich vornehmlich aus städtischen Angehörigen zusammen. Ein Aufgebot aus Landbewohnern war selten geworden mit Verfestigung der gutsherrlichen Verhältnisse in Folge des Bauernkrieges. Vermessungsingenieure aus den Niederlanden angeworben, begannen mit der kartografischen Beschreibung des Landes. Rüstungsmaterial wurde eingekauft, das für ein Aufgebot von 12.000 Soldaten ausreichen sollte.
Im Jülich-Klevischen Erbfolgestreit stellte der brandenburgische Kurfürst Johann Sigismund (Brandenburg) 1609 bewaffnete Truppen von etwa 4000 Mann auf, darunter stellte der Adel 1000 Infanteristen, die Städte boten 2600 Mann auf, 400 Reiter komplettierten das Korps. Diese Truppen wurden auf Kosten der Stände für wenige Monate unterhalten. Nach Ausbleiben der Zahlungen gingen die Einheiten wieder auseinander.

## Unter Georg Wilhelm I. (1619–1640)
Das Kurfürstentum Brandenburg-Preußen entwickelte sich im Verlaufe des 17. Jahrhunderts zu einem Staat von europäischen Dimensionen. Das Territorium erstreckte sich von der Memel bis zum Rhein. Es bestand aus dem Herzogtum Preußen, der Kurmark, Hinterpommern, dem Erzstift Magdeburg, den Bistümern Halberstadt und Minden, den Grafschaften Mark und Ravensberg und dem Herzogtum Kleve. Von 1598 bis 1648 wuchs es von 40.000 auf 110.000 km².
Die Entwicklung des Militärwesens im frühneuzeitlichen Europa wurde vor allem durch die Oranische Heeresreform beeinflusst. Diese sorgte europaweit für einen langanhaltenden Umbau der spätfeudalen Heereshaufen. Im 17. Jahrhundert setzte in Zentraleuropa der Frühabsolutismus ein, in denen die Landesfürsten nach absoluter Herrschaft zu Lasten der Ständeinstitutionen strebten. Der Aufbau und die Kontrolle eines stehenden Heeres wurde dabei ein wirkungsvolles Machtinstrument der Territorialherrscher nach innen und nach außen. Hierfür gab es zu Beginn des 17. Jahrhunderts in Brandenburg noch keine sichtbaren Ansätze. Der Staat war erst durch kürzlich erworbene Landesteile in Preußen und am Rhein erheblich gewachsen und hatte noch keine zentralstaatlichen Institutionen außerhalb der fest tradierten und aus dem Mittelalter stammenden Einrichtungen der einzelnen Landesteile entwickelt. Wie überall im frühabsolutistischen Europa war auch unter der Regierung Georg Wilhelms die staatliche Hoheit zwischen Landesherren und Landständen geteilt. Finanzierung und Verfassungsrecht hingen eng zusammen, vom Steueraufkommen hing wiederum der kostspielige Truppenunterhalt ab und die hierzu erforderlichen Verwaltungsstrukturen fehlten. Folglich gab es auch keine funktionierende zentralstaatliche Verteidigungspolitik. Stattdessen hatten die regionalspezifischen und zentrifugal wirkenden politischen Kräfte die politische Initiative in diesem dynastischen Herrschaftsverband inne und die zentralstaatlichen Kräfte in dem zergliederten Staatsgebilde waren schwach entwickelt.

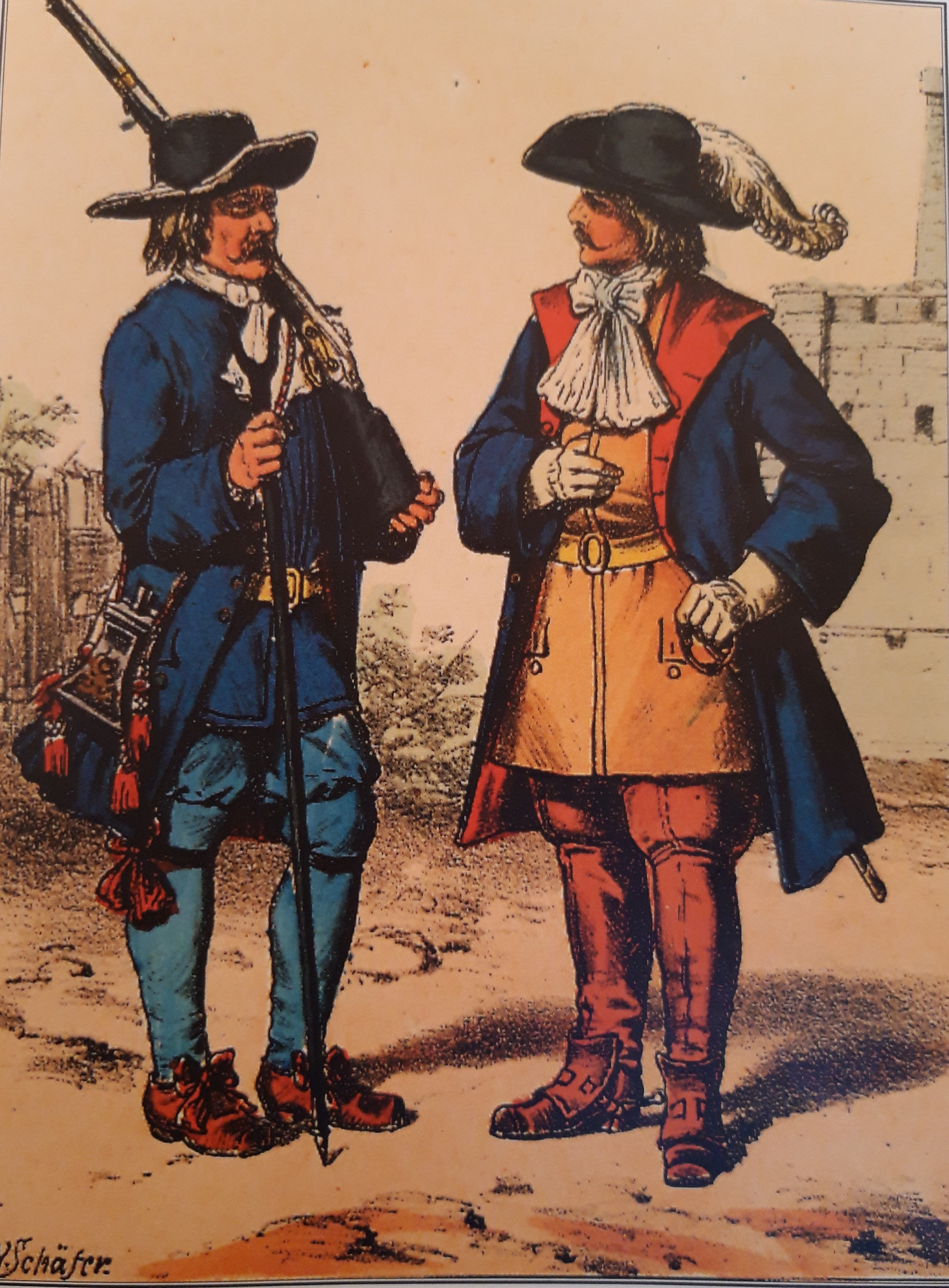
Kurfürst Georg Wilhelms Leibgarde genannt Blauröcke um 1632 (das spätere Infanterieregiment No. 1), links Musketier, rechts Reiteroffizier

Entsprechend dem Zeitgeist stellten die Regierenden nur im akuten Kriegsfall ein bezahltes Söldnerheer auf, das sofort nach Kriegsende wieder aufgelöst wurde. Dieses Verfahren, so zeigte der Verlauf des Dreißigjährigen Krieges, war nicht mehr zeitgemäß. Das Vorgehen zum plötzlichen Heeresaufbau ohne Stammtruppen erforderte eine lange Anlaufzeit, die Kampfkraft der neugebildeten Einheiten war zweifelhaft, da sie nicht einheitlich ausgebildet wurden. Das mögliche Leistungsniveau in der Kriegsführung durch geworbene Truppen war insgesamt niedrig und lag deutlich unter dem abrufbaren Leistungsspektrum der stehenden Heere ein Jahrhundert später.
Während Brandenburg fähige Heerführer im Dreißigjährigen Krieg wie Hans Georg von Arnim-Boitzenburg, Georg Ehrentreich von Burgsdorff oder Christian von Ilow hervorbrachte, waren die administrativen Amtsinhaber nicht in der Lage, ein schlagkräftiges Heer aufzustellen. Noch um 1618 verfügte der Kurfürst lediglich über eine kleine Trabantengarde zum persönlichen Schutz. Erst als die Kriegshandlungen auch nach Norddeutschland übergriffen, begannen in Brandenburg die Söldnerwerbungen. Doch bewilligten die Stände viel zu geringe Mittel, um eine eigene wirksame Verteidigung aufzustellen. Da die Stände zu längerfristigen Finanzierungen nicht bereit waren, entließ Georg Wilhelm die 1300 geworbenen Soldaten 1621. Auch die Berliner Garnison, die beiden Leibkompanien des Kurfürsten mit 350 Mann und 152 Pferden wurden auf 70 Fußsoldaten 1623 reduziert. Mitte der 1620er Jahre waren erst 3000 Infanteristen und 500 Reiter gemustert worden. Die Plünderung der Mark durch fremde Armeen konnten sie allerdings nicht verhindern. Ende 1626 verlegte der Kurfürst seine Residenz unter Mitnahme fast aller seiner Truppen in Höhe von 4500 Mann nach Preußen. Nur 900 Mann ließ er in Brandenburg zurück, eine Zahl, die sich noch weiter reduzierte.
1631 betrug die Truppenstärke noch 1600 Mann in zwei Regimenter. Nach dem Prager Frieden 1635 erfolgte auf Betreiben von Adam von Schwarzenberg eine Heeresvermehrung. Nach dem Plan des Ministers sollte eine Truppe von 25.000 Mann aufgestellt werden. Die Aushebungen fanden statt und die Treueschwüre erfolgten auf den Kaiser und den Kurfürsten. Die Generäle dieser Armee wurden Hans Caspar von Klitzing, Hildebrand von Kracht und Georg Ehrentreich von Burgsdorff. Klitzing, der den Oberbefehl dieser Armee führte, gilt als der erste brandenburgische General. Bei der Musterung bei Neustadt-Eberswalde 1638 erschien das Heer in einer Stärke von 8000 Mann Infanterie und 2900 Reitern, doch schon kurz darauf wurde es wieder deutlich reduziert, da die Finanzmittel zur Unterhaltung fehlten. Brandenburg geriet durch das Fehlen einer starken Militärmacht in eine Bedrohungslage und Gefährdung seiner Existenz durch äußere Mächte. Fremde Heere durchzogen das Land ungehindert. Kurfürst Georg Wilhelm I. und sein Hof musste mehrfach vor dem Anmarsch fremder Truppen fliehen.
Trotz der geringen Truppenzahl fanden im Dreißigjährigen Krieg 30 Gefechte mit brandenburgischen Truppen, vornehmlich innerhalb von Brandenburg bis 1640 statt.

## Unter dem Großen Kurfürsten (1640–1688)

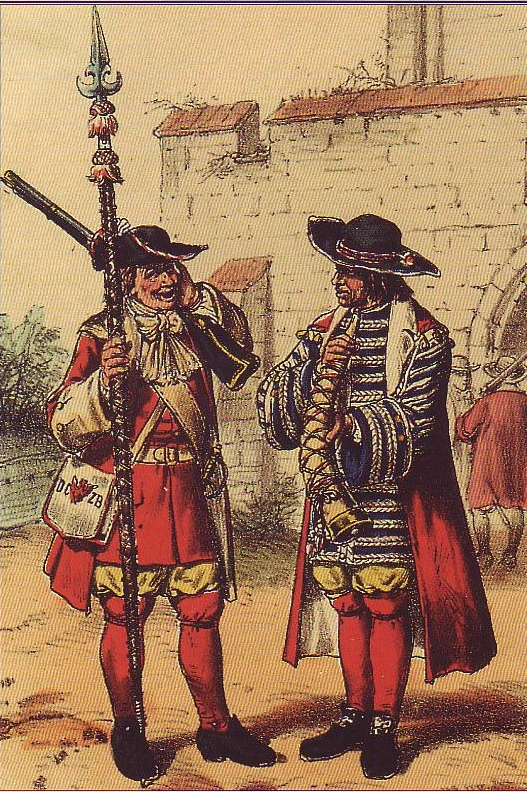
Brandenburgischer Soldat und Schalmeienpfeifer des Infanterieregiments „Kurfürstin Dorothea“ nach 1675
Zeichnung von Maximilian Schäfer

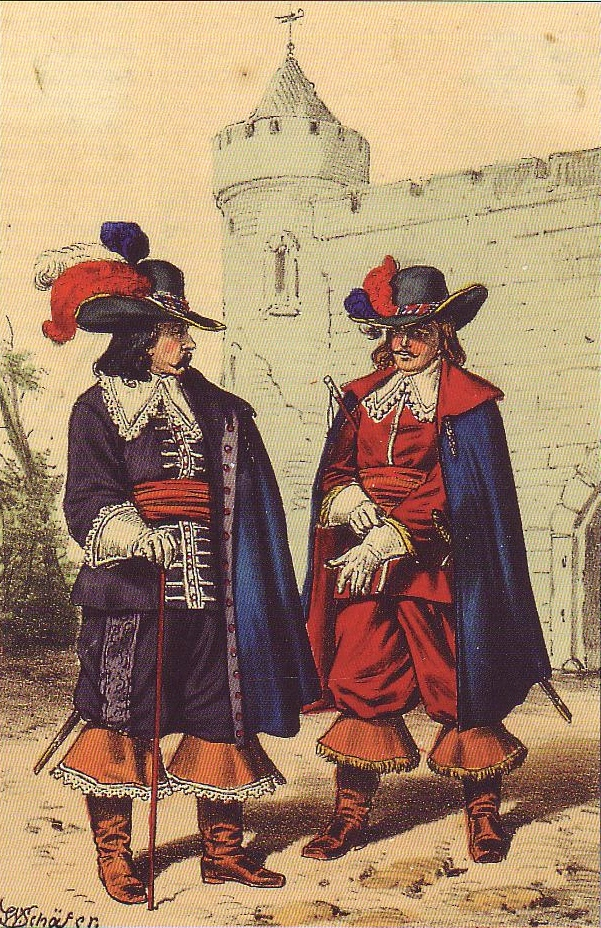
Brandenburgischer Hauptmann und Leutnant des Infanterieregiments „Kurfürstin Dorothea“ nach 1675

### Übergang vom Kriegswesen zum Militärwesen
Als der brandenburgische Kurfürst Friedrich Wilhelm 1640 die Regierung antrat, war Brandenburg schwer von den Kriegsfolgen gezeichnet. Nach Einschätzung der politischen Gesamtsituation durch Johann Friedrich von Calcum († nach 1640), brandenburgischer Hofmarschall und Prinzenerzieher, drohte um 1640 die Annexion des Herzogtum Preußen durch Polen-Litauen, der Verlust der Ansprüche auf Pommern und die Kontrolle Kleves durch die Niederlande. In den Köpfen der Zeitgenossen hatten sich die extremen Gewaltexzesse der Söldnerarmeen und deren schwere Beherrschbarkeit durch die Landesfürsten im Dreißigjährigen Krieg dauerhaft verankert. Um die Unabhängigkeit Brandenburgs wiederherzustellen und den außenpolitischen Forderungen Nachdruck zu verleihen, wurde eine disziplinierte und zuverlässige Streitmacht notwendig. Die Schaffung einer solchen Institution wurde ein Hauptanliegen in der Herrschaftszeit Friedrich Wilhelms. Damit folgte der Kurfürst einer europaweiten Konjunktur des Militärwesens. In nahezu allen Territorien des Reiches oder der Staaten Europas setzte eine vergleichbare Entwicklung ein. Im Heiligen Römischen Reich begannen viele der Reichsstände nach 1648 stehende Heere zu errichten. Dies ermöglichte ihnen der gestiegene Kompetenzbereich, den sie als Reichsstände im Westfälischen Frieden zugestanden bekamen. Seit dem Westfälischen Frieden wurde das jus armorum (Artikel 16, § 5), das Recht Heere zu unterhalten, ein Bestandteil der den Reichsständen zuerkannten Landeshoheit, des jus territori et superioritatis. Das jus armorum wurde nun im Zusammenhang zum Bündnisrecht (jus foederum) gesehen, welches den Reichsständen im Westfälischen Frieden ebenso zuerkannt wurde. Die Landesherren mussten künftig die Integrität des Territoriums auch in Kriegszeiten mit militärischen Mitteln gewährleisten können. Dafür hatten alle Reichsfürsten ein Mindestmaß an Vorkehrungen zu treffen. Die beschleunigte Professionalisierung des Militärwesen setzte einen langanhaltenden Innovationsprozess in Gang, der Umstrukturierungen, eine Personalpolitik, eine klarere Hierarchisierung, logistische Vorsorge und Uniformität nach sich zog die weit bis in das 18. Jahrhundert andauerte. Strukturen mussten aufgebaut werden um auf längere Sicht eine größere Zahl von Soldaten zu unterhalten. Die vielen neuen Aufgaben bedeuteten gleichzeitig eine Vergrößerung der staatlichen Strukturen und eine Verdichtung der landesherrlichen Herrschaft. Die Dynamik dieser Periode wurde im 20. Jahrhundert von Historikern als Militärische Revolution beschrieben.
Reichsrechtlich führte der Aufbau eines dezentralen Militärwesens zu legitimatorischen Problemen. Der Kurfürst war wie die anderen Reichsstände nicht Souverän (wie ein König) und die Reichsverfassung ermöglichte die bedarfsorientierte Stellung von Militärkontingenten für den Kaiser und die Errichtung einer kooperativen Verteidigungsorganisation. Zudem ließ sich eine Söldnerarmee offensiv einsetzen und widersprach damit der reichsrechtlichen Defensivbindung militärischer Reichsgewalt. Der Ausweg fand sich im Jüngsten Reichsabschied von 1654 (§ 180) mit der Einbindung der Fürstenarmeen in die Sicherheitspolitik des Reiches. Die Fürstenarmeen legitimierten sich fortan als Teil der Reichsverteidigung, als armierte Reichsstände.

### Heeresstärken und Rekrutierung
Der Kurfürst verfügte um 1640 über einige Truppenteile mit zweifelhafter Loyalität zum Herrscherhaus, insgesamt 4650 – 6100 Mann, darunter 800 – 2500 Reiter. Diese hatten sowohl auf den Kaiser als auch auf den Kurfürsten geschworen und nutzten diese unklare Doppelstellung zum Ausbau der eigenen Autonomie. Die kleine Truppe, die Adam von Schwarzenberg aufgestellt hatte, war am Auseinanderfallen und es fehlte Geld, diese zu ersetzen. Offene Befehlsverweigerung der Regimentsinhaber war ein alltägliches Vorkommnis. Zum Beispiel drohte der Regimentskommandeur Oberst Hans von Rochow Spandau in die Luft zu sprengen, als man ihm einen Befehl sandte, der ihm nicht passte. Kurz darauf wechselte Rochow die Seiten und heuerte beim Kaiser an. Gleich zu Beginn des Regierungsantritts von Friedrich Wilhelm versuchten die höchsten dreizehn Offiziere der Armee, den Kurfürsten zur Zahlung eines höheren Salärs zu erpressen unter Androhung, sie würden ansonsten ebenso zum Kaiser wechseln. Unter diesen Umständen war die Aufrechterhaltung dieser Truppen gefährlicher, als deren Auflösung zu veranlassen die zudem nur unter Schwierigkeiten umgesetzt werden konnte. Ein Waffenstillstand mit Schweden ermöglichte den Neustart in der Heeresrüstung.
Die Zusammenstreichung der Truppen erfolgte bis auf 2000 Mann. Fast die gesamte Kavallerie wurde dem Kaiser überlassen. Vornehmlich die Leibgarde des Kurfürsten und Garnisonskräfte blieben erhalten. Zum Schutz der Neutralität Brandenburgs erfolgte zeitnah eine Wiederaufrüstung. In einer Sitzung des Geheimen Rates am 5. Juni 1644 wurde die Verstärkung dieser Rumpftruppen und die Aufstellung einer dauerhaft stehenden Armee beschlossen. Bezahlt werden sollte dies aus den Schatullgeldern des Kurfürsten.
Das Wachstum des Heeres erforderte massive Rekrutenaushebungen in Brandenburg. Die nötigen Rekrutenzahlen konnten nur mit Zwangsmaßnahmen aufgebracht werden. Die Anregung zur ersten Truppenwerbung ging von dem Berater des Kurfürsten, Konrad von Burgsdorff aus. Noch bestanden für jeden Landesteil eigene Verteidigungseinrichtungen und Traditionen, die hinderlich zur Ausprägung einer gesamtstaatlichen Institution wie das einer gemeinsamen Armee waren. Die für die neue Armee unternommenen Werbungen brachten allein in Kleve 4000 Mann zusammen. Im Herzogtum Preußen konnten 1200 reguläre Soldaten und etwa 6000 Milizen ausgehoben werden. In der Kurmark war die Bilanz aufgrund der dezimierten Bevölkerung weit geringer. Lediglich 2400 Soldaten konnten rekrutiert werden. Hinzuzuzählen waren noch die 500 Musketiere der Leibgarde des Kurfürsten. Bereits 1646, zwei Jahre nach seiner Gründung, bestand das kurfürstliche Heer aus 14.000 Mann, bestehend aus 8.000 regulären Soldaten und 6.000 bewaffneten Milizen. Nach Beendigung des Dreißigjährigen Krieges 1648 setzte bei den meisten Mächten eine Reduktion der Truppen ein. In den kriegsfreien Jahren wurde auch in Brandenburg das Heer auf gut die Hälfte reduziert, so dass die Friedensstärke der Armee eher symbolischen Charakter aufwies und die verbliebenen Truppen gerade zur Deckung der Landesfestungen, der Stellung einiger Stadtsoldaten und einer Leibgarde für den Kurfürsten ausreichten.
Als der Kurfürst im Düsseldorfer Kuhkrieg 1651 vergebens versuchte, das Herzogtum Berg zu besetzen, bestand die Armee bereits aus 16.000 Mann. Da der Krieg aber ausblieb, wurden bereits im November der Großteil wieder abgerüstet. 1653 beschnitt der Landtag die Finanzmittel des Kurfürsten derart, dass die Truppen verringert werden mussten. Die Leibkompanie zu Pferde und die Leibgarde blieben bestehen. In allen Garnisonen der Mark Brandenburg gab es noch 1200 Mann. In den anderen Territorien Brandenburg-Preußens gab es nur noch 20 Kompanien. 1654 erfolgte durch den drohenden Krieg mit Schweden wieder eine Heeresvermehrung. Im Zweiten Schwedisch-Polnischen Krieg (1655–1660) erreichte das brandenburgisch-preußische Heer bereits eine Gesamtstärke von rund 25.000 Mann bis zu 38.000 Mann einschließlich der Garnisonstruppen, Artillerie und zehn Reiterregimenter. Nach Friedensschluss 1660 wurde die Armee auf zunächst circa 12.000 Mann reduziert, um die Finanzen zu entlasten. Neben 34 Garnisonskompanien existierten nun 5100 Mann Infanterie und zwei Kompanien Dragoner 300 Mann stark. 1666 gab es dann wieder ein Heeresaufwuchs: es entstanden sieben Kavallerieregimenter zu je 500 Reitern, acht Infanterieregimenter und zwei Dragonerregimenter. 1667 betrug die Stärke des Feldheeres 8200 Mann. Im Feldzugsjahr 1674 standen dann 15.400 Mann im Feld, davon 5950 Mann Reiter und 1150 Mann Dragoner. 1679 zum Ende des Nordischen Kriegs gab es 21.033 Mann an Infanterie verteilt in 17 Regimenter, 4178 Mann Garnisonstruppen verteilt auf neun Festungen, 3454 Dragoner verteilt auf drei Regimenter und zwei Schwadronen und 9703 Reiter in 13 Regimenter und zwei Schwadronen. Das sind zusammen 38.368 Mann, wobei Landmilizen und die Artillerie hierbei fehlen.
In der Rekrutierungspraxis gingen die Werber zwar vorsichtiger vor als zuvor, allerdings waren militärische Qualifikationen bei der Auswahl des Personals entscheidender als Loyalitätsaspekte. Bedeutende Generäle der ersten Dekaden wurden Christoph von Kannenberg, Georg Adam von Pfuhl, Joachim Ernst von Görzke, Albrecht Christoph von Quast, die alle aus schwedischen Diensten in die brandenburgische Armee wechselten. Für die Werbungen wurde von den Landkassen nach bestimmten Sätzen Mittel angewiesen. Dazu kamen Oberste, die auf eigene Kosten Soldaten anwarben. Dies galt vor allem für einzelne Schwadronen und Kompanien, die als Freikompanien als selbständiger Truppenkörper agierten. Sollte ein Regiment errichtet werden, so wurde mit dem Obersten eine Kapitulation abgeschlossen und darin die Bedingung der Errichtung, die Höhe der Besoldung, die Kosten der Werbung festgesetzt, die Werbe- und Musterplätze und der Zeitpunkt bestimmt, bis zu dem die Formierung des Regiments abgeschlossen sein sollte. War die Truppe formiert, wurde sie von einer Kommission aus drei Beauftragten gemustert, einem Generalleutnant, einem Kriegskommissar und einem Regierungsrat oder Landrat. Jeder einzelne Soldat, der in der Musterrolle aufgenommen wurde, hatte nun seinen körperlichen Zustand und seine materielle Bewaffnung zu beweisen. War alles in Ordnung befunden worden, bildete die Truppe einen Kreis und hörte den Artikelbrief bei wehender Fahne an, schwor auf den Kurfürsten und marschierte dann unter klingendem Spiel an der Musterungskommission vorbei. Diese Musterung wurde alles zwei Jahre wiederholt, in Kriegszeiten auch häufiger.
Es handelte sich bei dem Heeresaufwuchs nicht um einen linear-stetigen Wachstumsprozess, da die Verstärkungen der 1640er Jahre nicht dauerhaft waren und plötzliche starke Aufwüchse kurz darauf wieder drastisch zurückgeführt wurden, so dass man bis hierhin noch nicht von einem vollständig stehenden Heer, sondern allenfalls von einem schwankenden Heer sprechen kann. Allerdings blieben die Regimentskerne um die Offiziersstellen fortan erhalten. Die Mannschaftsstärke der Regimenter wurde dann in Kriegsfällen durch Werbungen wieder ergänzt. Letztlich bewirkte die institutionelle Kontinuität, das sich der Charakter der Einheiten von Privatunternehmungen der Obersten hin zu einer Art öffentlich-rechtlichen Einrichtung wandelte. Was bedingt durch die kurzzeitigen Heeresstrukturen planlos und regellos wirkte, konnte nun ausgehend von den inneren Regimentskernen einer festen Regel und Ordnung unterworfen werden und sich als feste Tradition verstetigen und damit das formell zulässige Handeln der militärischen Akteure stärker regulieren. Obwohl im 17. Jahrhundert bereits 18 der 60 in der Stammliste von 1806 aufgeführten Infanterieregimenter der Altpreußischen Armee aufgestellt wurden, war der Fortbestand eines Regiments in dieser Phase nicht gesichert. Einzelne Regimenter wurden ganz oder teilweise abgedankt und bei Bedarf wieder vergrößert oder neu aufgestellt. Von der Mitte der 1650er Jahre bis 1688 wurden über 75 Regimenter aufgestellt und wieder aufgelöst. Die Verstetigung der Regimenter zu dauerhaften militärischen und sozialen Einheiten war ein längerer Prozess.
Auch in der Militärverfassung blieben noch lange traditionelle Elemente neben dem kleinen Stehenden Feldheer erhalten. So gab es weiterhin Lehensaufgebote und bäuerliche Milizen, die zum Landesschutz aufgeboten wurden. Dieses Mittel wurde aber nur noch in besonders schwerwiegenden Situationen wie zum Beispiel beim Einfall der Schweden in die vom Militär entblößte Mark Brandenburg in den Jahren 1674/1675 so angewandt. Ebenso 1661 und 1663 wurden die neumärkischen Lehnpferde vom Kurfürsten gefordert. Auch bei den Städten deren Verteidigungsrechte zunehmend geschmälert. Dies betraf die Befestigung der Städte, die Einrichtung städtischer Zeughäuser oder die Stellung städtischer Geschützmeister. Auch diese wurden der neuen monarchischen Ordnung unterworfen.

### Sozio-demographische Entwicklung
Aus den improvisierten Truppen der 1640er und 1650er Jahre entwickelte sich allmählich eine Art stehendes Heer. Dieses war allerdings vom Charakter her noch immer ein Söldnerheer, das sich aus Soldaten unterschiedlicher Herkunft rekrutierte. So waren 1681 im Regiment Kurfürstin von 1105 Angehörigen der Mannschaftsdienstgrade Vertreter aus Preußen, Pommern, Sachsen, Westfalen, Schlesien, der Mark, ferner 36 Dänen, 83 Schweden, 47 Polen, 15 Böhmen, 8 Ungarn und andere eingeschrieben. Solche Erscheinungen erklären sich aus den Kriegsfolgen. Das eigentliche Ziel Friedrich Wilhelms war es aber, zu einer homogenen Armee aus Landeskindern zu kommen. Weitere sozio-demographische Merkmale des damaligen Truppengefüges um 1680 waren:
- Die Masse der Soldaten war zwischen 20 und 30 Jahre alt.
- Von den Älteren hatten Einzelne bis zu über 30 Jahre gedient.
- Verheiratet waren nur die Wenigsten.
- Die berufliche Herkunft war im Grund ein Querschnitt der Bevölkerung, die Soldaten stammten aus allen Schichten und Berufen.
- Die Unterbringung in Privatquartieren, auf dem Land meist weit verstreut, machte einen regelmäßigen Exerzierdienst unmöglich.
- Einzelne der Ausgedienten fanden in der „Spandauer Blessiertenkompanie“ ein Auskommen.

### Militäreinsätze

Ansichten der Kurbrandenburgischen Armee im Einsatz
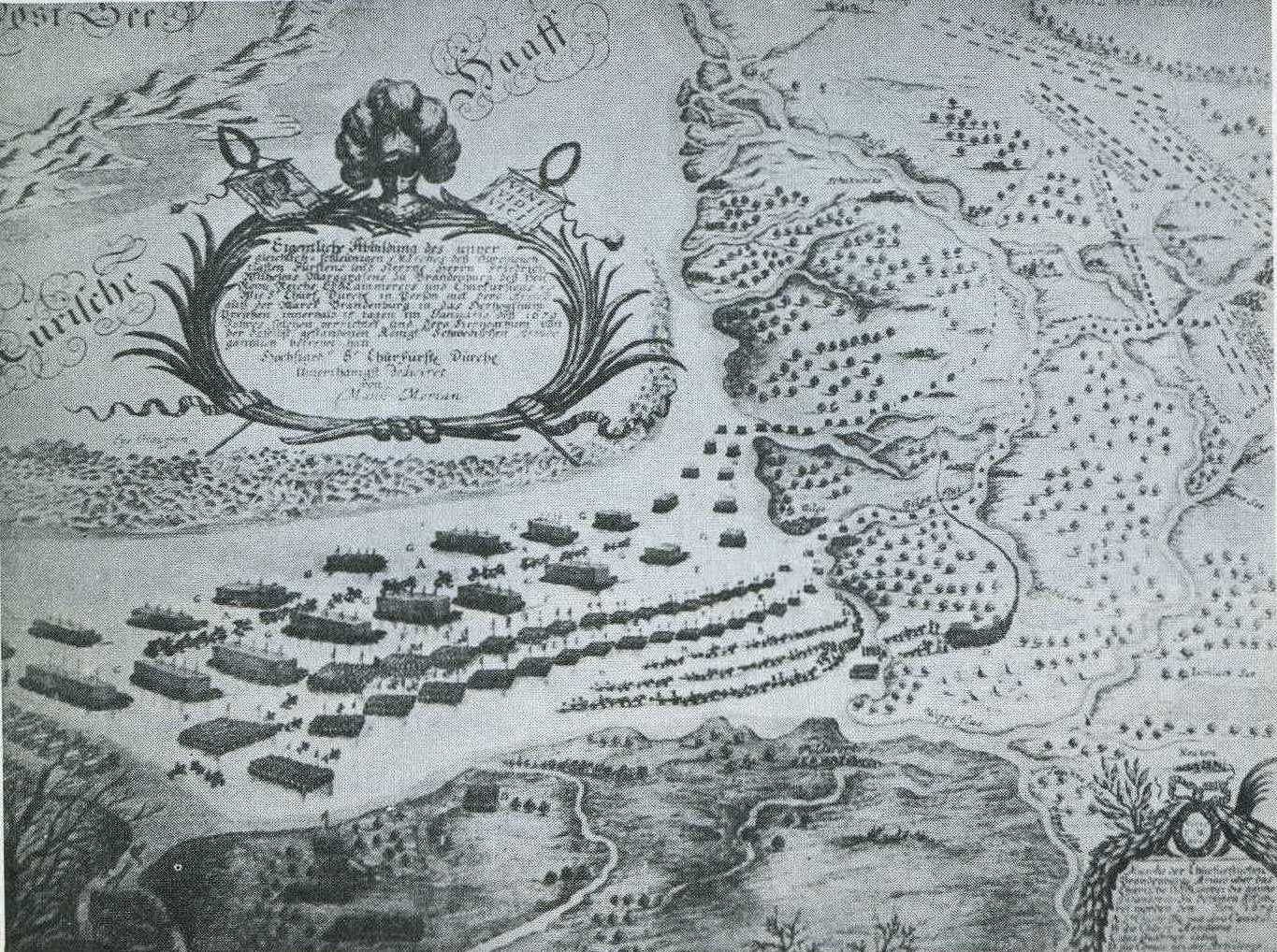
Übergang über das Kurische Haff 1679 von Matthäus Merian d. J. 1687
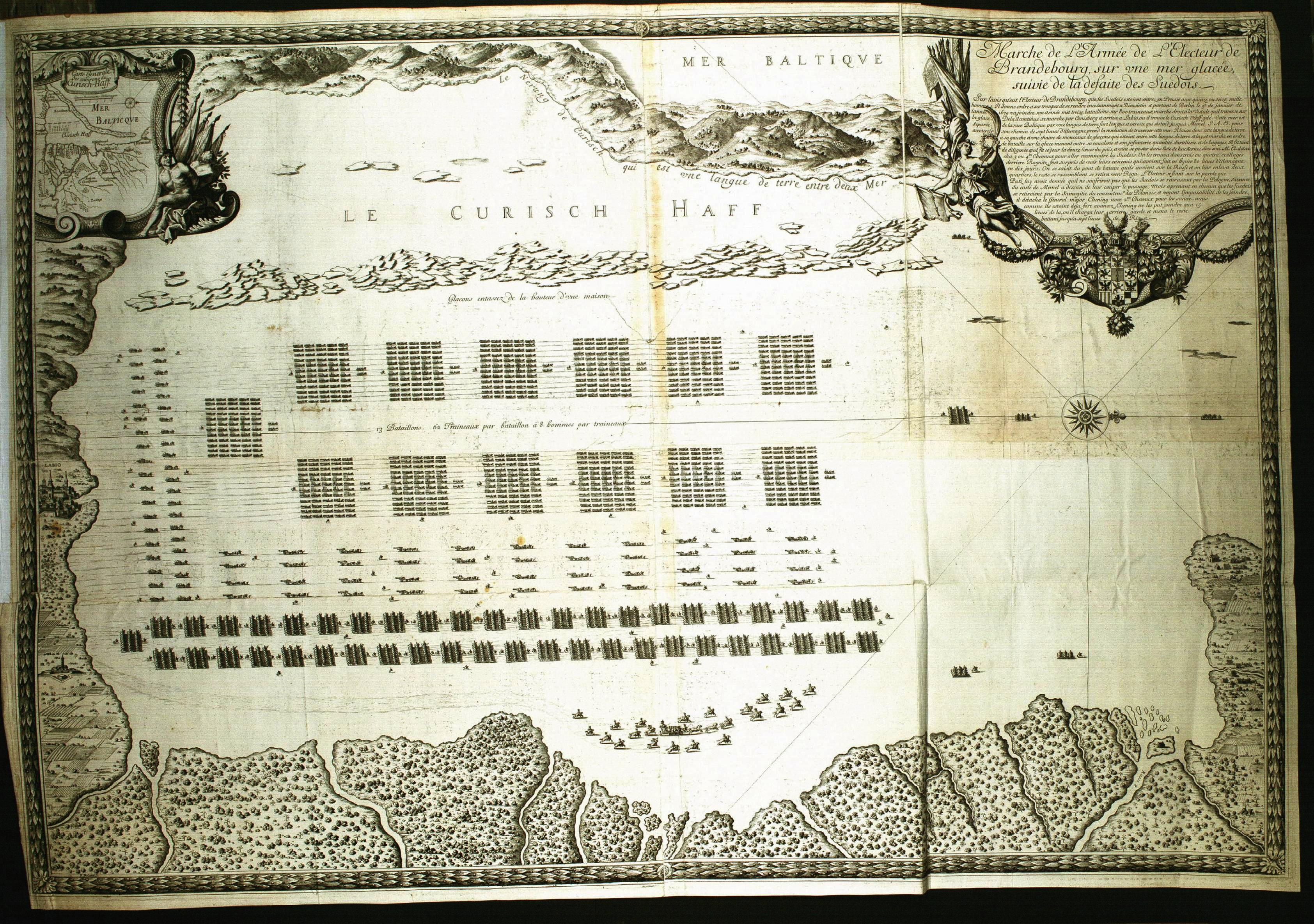
Die legendäre Jagd über das Kurische Haff von Brissar, 1679
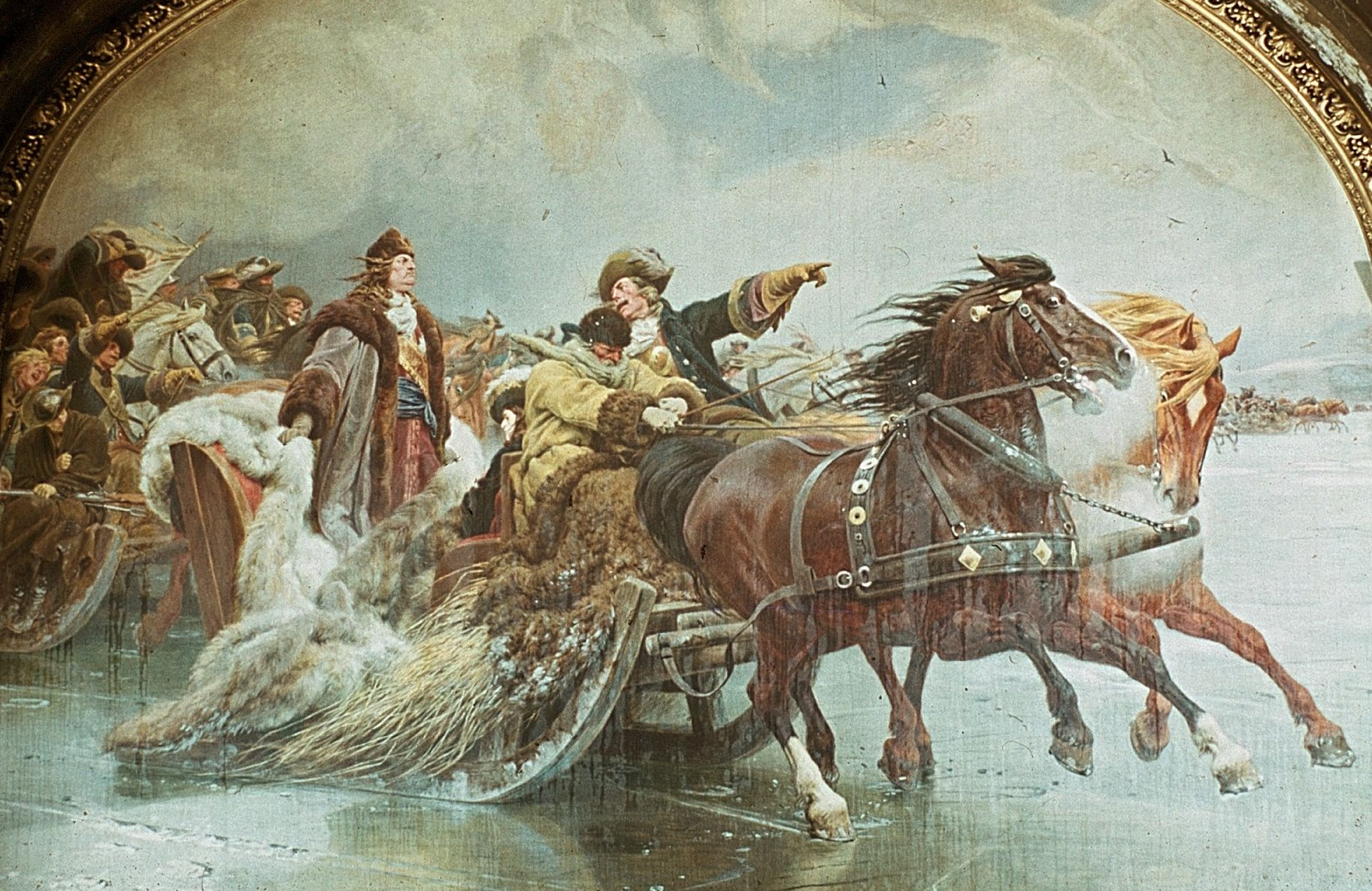
Übergang über das Kurische Haff 1679 von Wilhelm Simmler um 1891
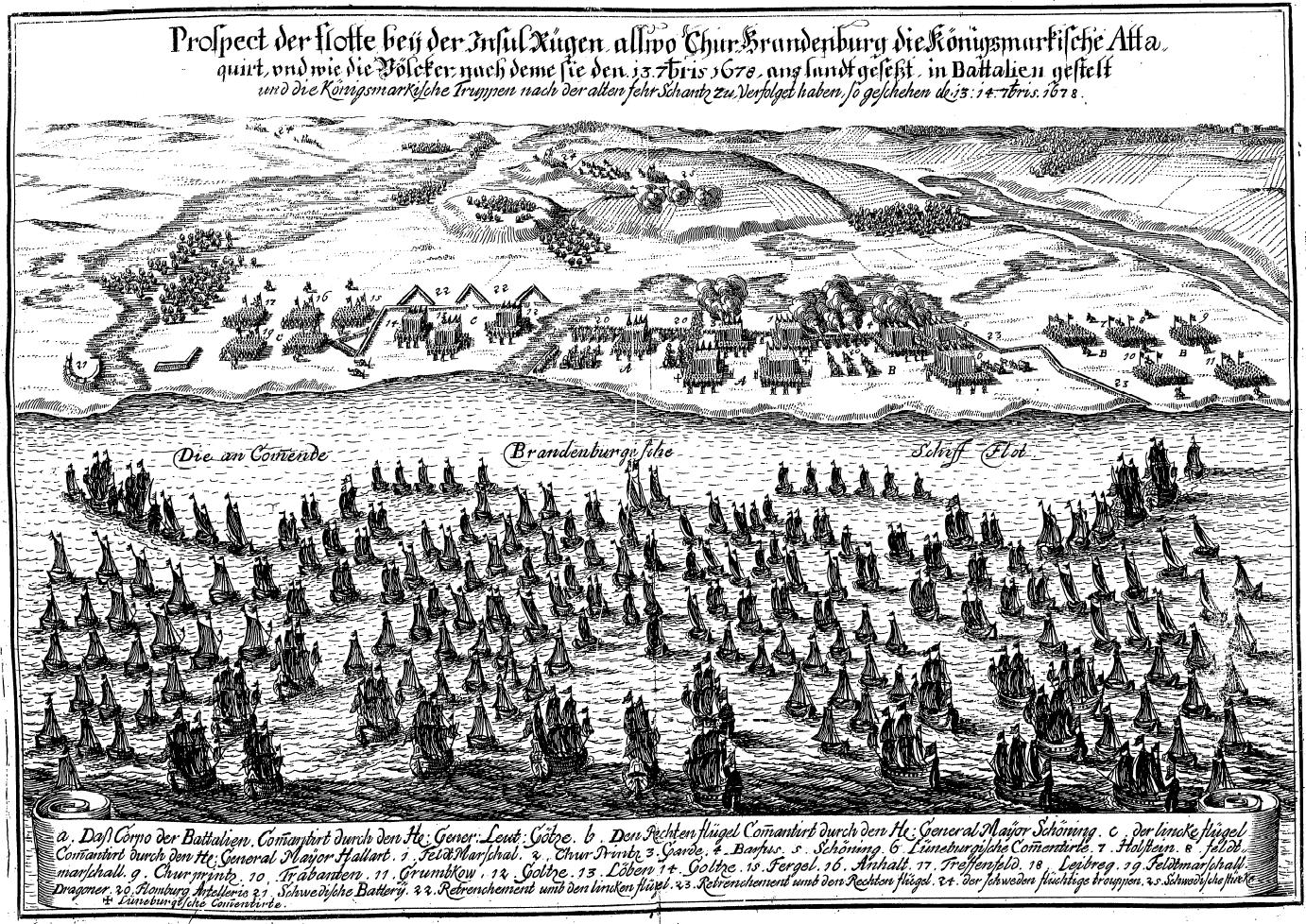
Landung der Brandenburger auf Rügen am 13. September 1678
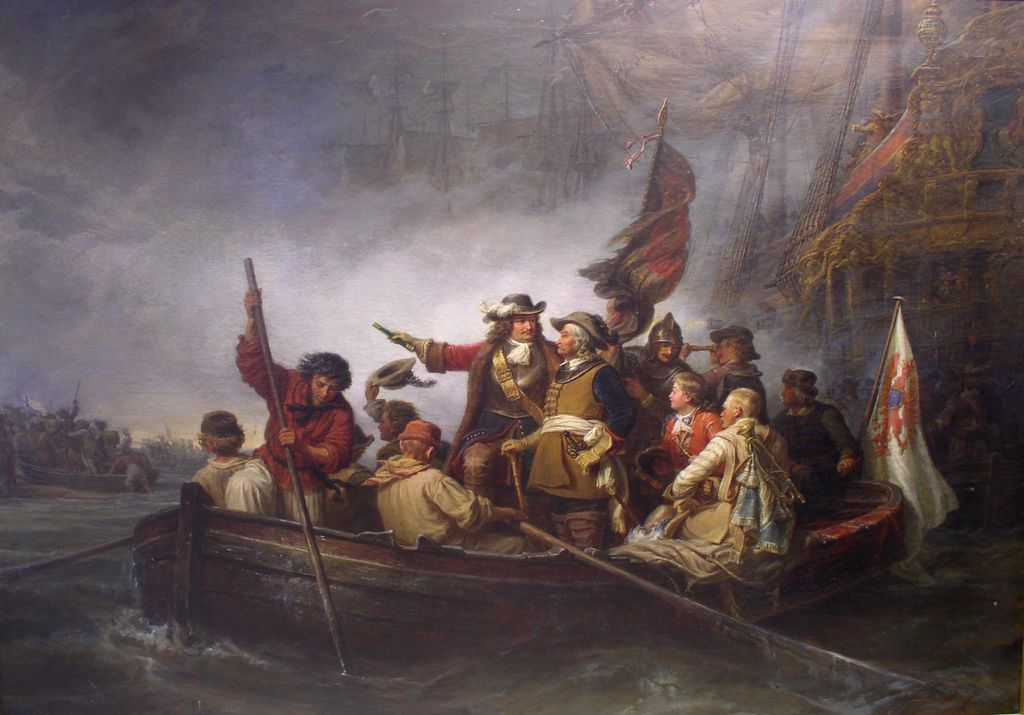
„Landung des Kurfürsten auf Rügen“,Hermann Kretzschmer, Öl auf Leinwand Deutschland, um 1862
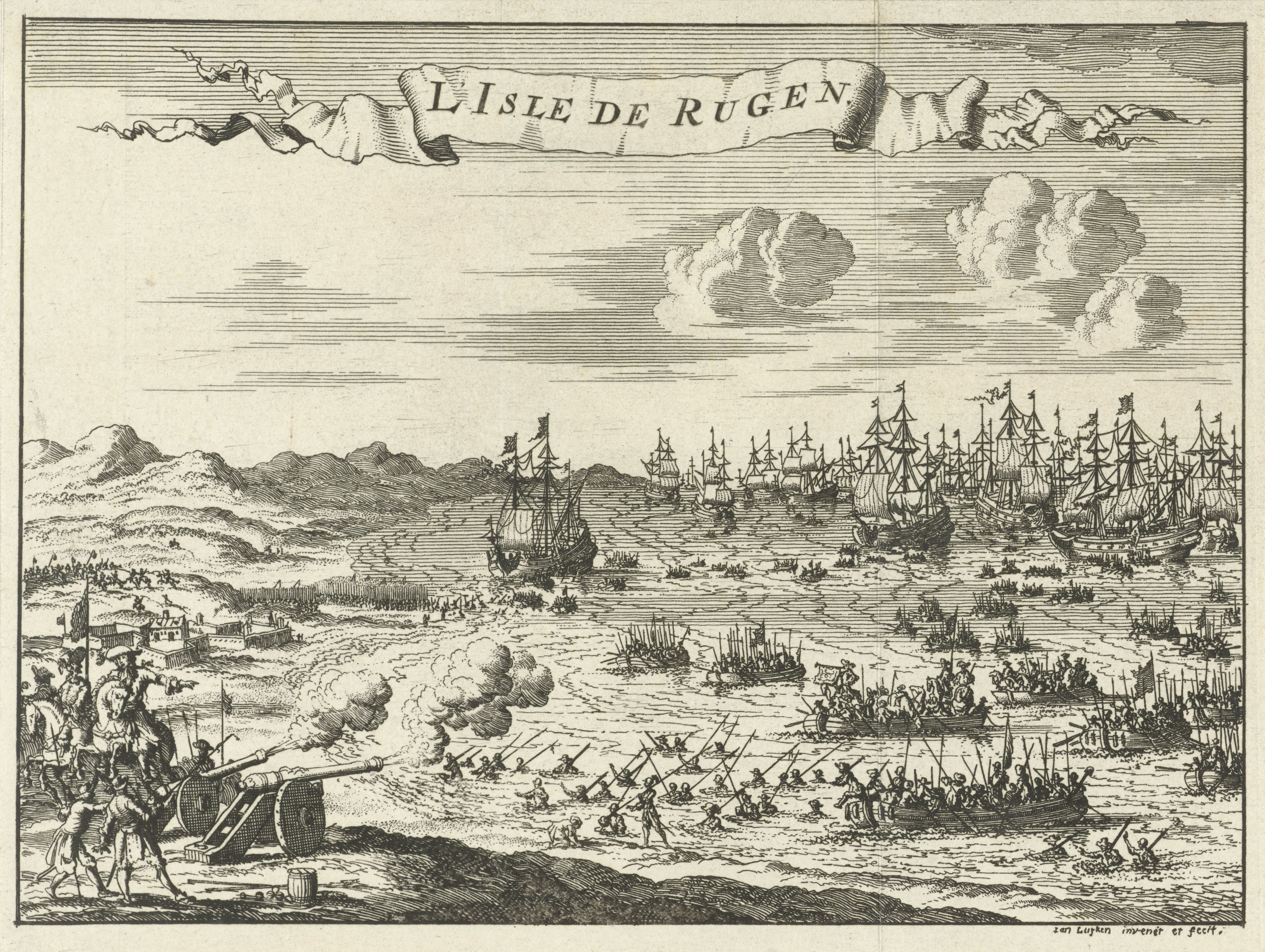
Beschuss der anlandenden Brandenburger durch schwedische Artillerie am 23. September 1678 bei Neukamp (von Jan Luiken)

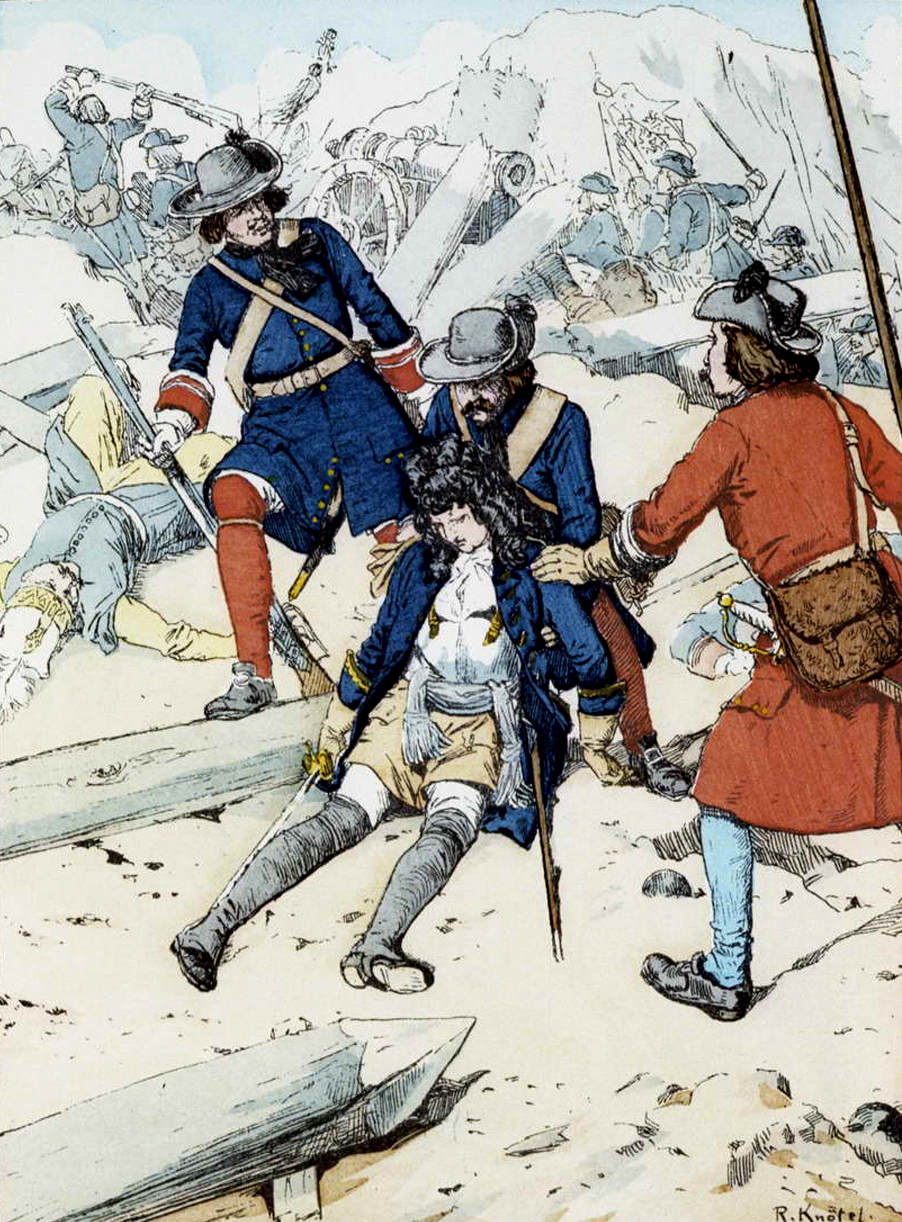
Das Kurland-Regiment bei der Zweiten Belagerung von Ofen 1686, hier: der Tod des Prinzen Alexander von Kurland, Richard Knötel

Die Jahrzehnte nach dem Dreißigjährigen Krieg waren in Nordeuropa eine Zeit heftiger kriegerischer Konflikte, die vornehmlich von Schweden bestimmt wurden. In diesem gefahrvollen Umfeld erwies sich das wachsende Heer Brandenburgs als unverzichtbar. Große Teile des Heeres befanden sich daher in der zweiten Hälfte des 17. Jahrhunderts länger fernab der eigenen Territorien auf den damaligen europäischen Kriegsschauplätzen. Da die kontinentale Mittellage Brandenburg-Preußens dazu führte, dass das Land ständig mit den politischen Absichten der anderen europäischen Mächte in Berührung kam, musste die Staatspolitik regelmäßig darauf reagieren und Bedrohungssituationen abwenden. Neben der schwedischen Armee waren zeitweise polnische, Osmanische oder französische Armeen die Gegner im Feld. Vom Großen Kurfürsten persönlich geführt, besiegten 8500 Brandenburger und 9000 Schweden 40.000 Polen in der Schlacht bei Warschau. Dabei tat sich die brandenburgische Armee das erste Mal als militärische Truppe in der europäischen Öffentlichkeit hervor. In diesem Krieg erlangte Friedrich Wilhelm im Vertrag von Oliva im Jahre 1660 die Souveränität im Herzogtum Preußen. Es folgten weitere Kriegseinsätze im Türkenkrieg von 1663–1664 in Ungarn und im Holländischen Krieg am Rhein. Friedrich Wilhelm und sein Feldmarschall Derfflinger schlugen 1675 die schwedische Armee im Schwedisch-Brandenburgischen Krieg in der Schlacht von Fehrbellin. Anschließend vertrieb die kurfürstliche Armee die Schweden aus Deutschland und später aus Preußen während der „Jagd über das Kurische Haff“ von 1678. Diesen Siegen verdankte Friedrich Wilhelm seinen Beinamen „Der Große Kurfürst“.
Darüber hinaus bedeutende militärische Einzelereignisse im Zeitraum von 1674 bis 1678 waren: die Schlacht bei Türkheim, der Pommernfeldzug von 1675/76, der Bremen-Verdener Feldzug, die Belagerung von Stettin, die Schlacht bei Warksow, die Invasion Rügens, die Belagerung von Stralsund. Während die Armee in den 1660er Jahren eher als Kontingentarmee und Hilfskraft stärkerer Armeen eingesetzt wurde, so zum Beispiel in Ungarn im Kampf gegen die Osmanen, stieg ihr militärischer Wert in der Betrachtung der Zeitzeugen stetig an. Mit Anwachsen der generellen Armeegröße wuchs auch die Größe der für einen Feldzug mobilisierbaren Truppen an. In den Gefechten der 1670er Jahre am Rhein und in Norddeutschland nahmen mehrfach 20.000 Kombattanten der kurbrandenburgischen Armee teil. Im Vergleich dazu erreichten westeuropäische Armeen wie die französische, holländische oder kaiserliche Armee in den Schlachten dieser Zeit Kampfstärken von 30.000 bis zu 40.000 Mann.
In den 181 Jahren von 1626 bis 1807 fanden mindestens 4000 Kampfhandlungen mit Beteiligung der preußisch-brandenburgischen Armee statt. Darunter waren 270 Belagerungen oder Verteidigungen eines festen Platzes, die sich auf 210 Truppenverbände der Stammliste von 1806 verteilten. Bis 1715 überwiegen die Belagerungen vor Schlachten und Gefechten. Später nahm der Kampf im freien Feld eine höhere Bedeutung ein. Die Regimenter mit den meisten Kämpfen hatte das Husarenregiment H 8 mit 537 Kampfhandlungen, gefolgt vom Husaren-Regiment H 2 mit 482 Kampfhandlungen und dem Husaren-Regiment H 5 mit 395 Kampfhandlungen.
Die Armee gewann die deutliche Mehrzahl ihrer Kampfhandlungen in dieser Zeit.

#### Festungswesen, Generalstab, Taktik, Ausbildung und Ausrüstung

Uniformenkunde nach Zeichnungen von Richard Knötel im Zeitraum von 1675 bis 1700
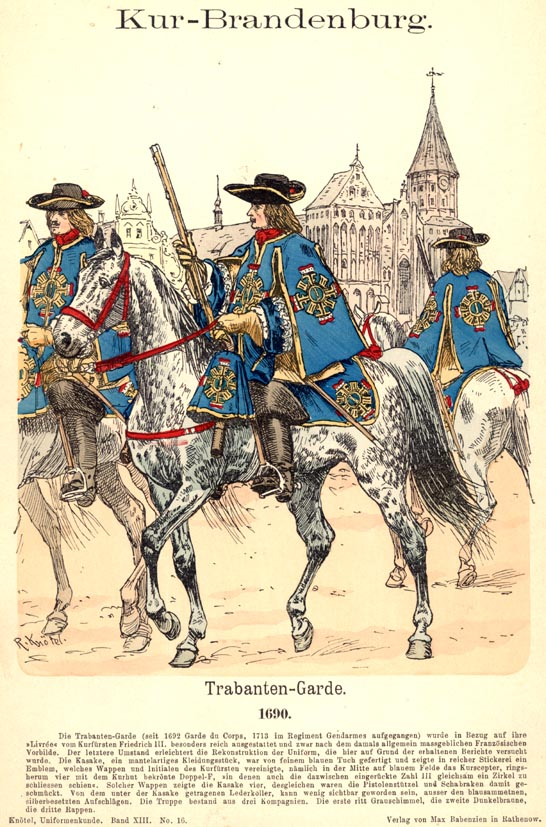
Trabantengarde um 1690, ab 1692 Garde du Corps
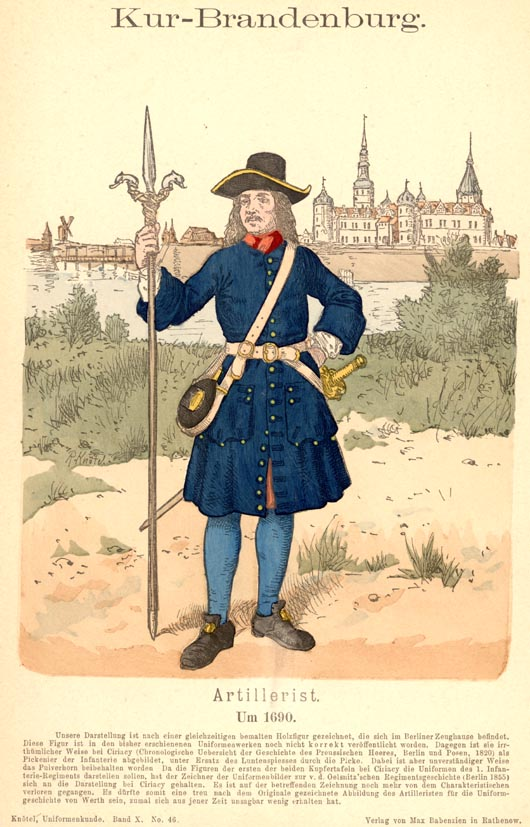
Artillerist um 1690
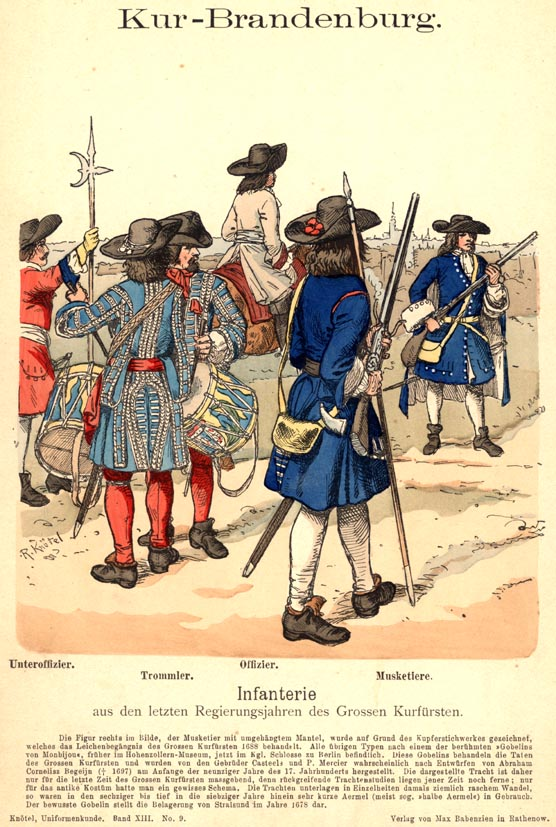
Truppen in den 1680er Jahren
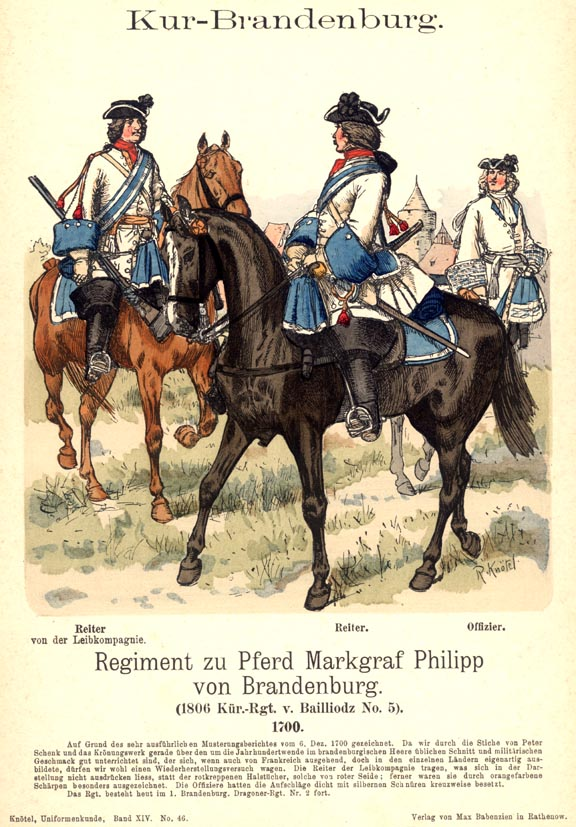
Reiter um 1700
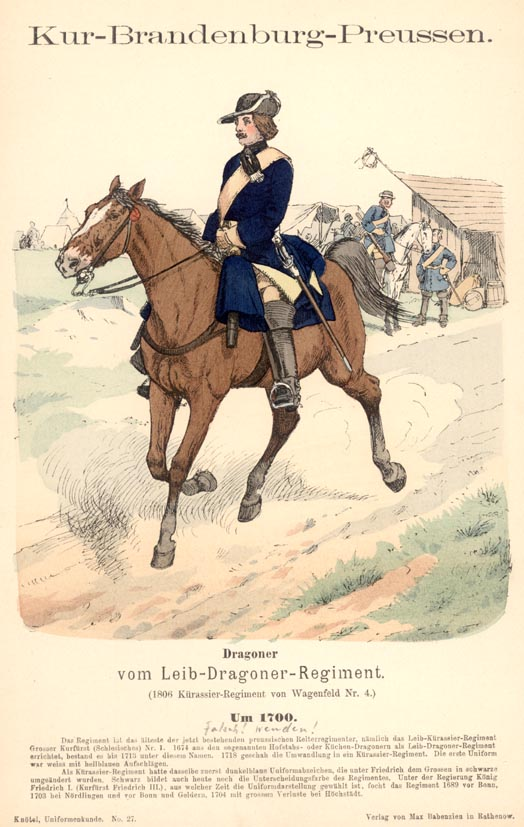
Dragoner um 1700
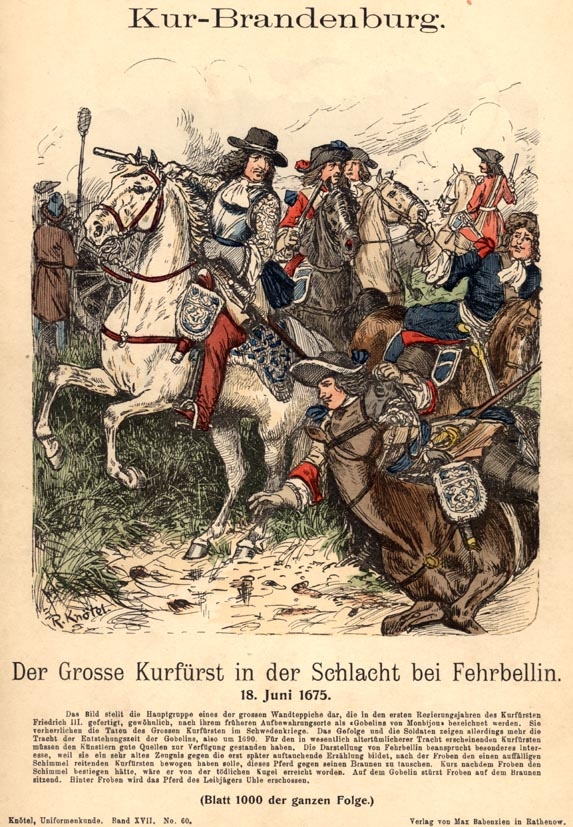
Schlacht bei Fehrbellin 1675
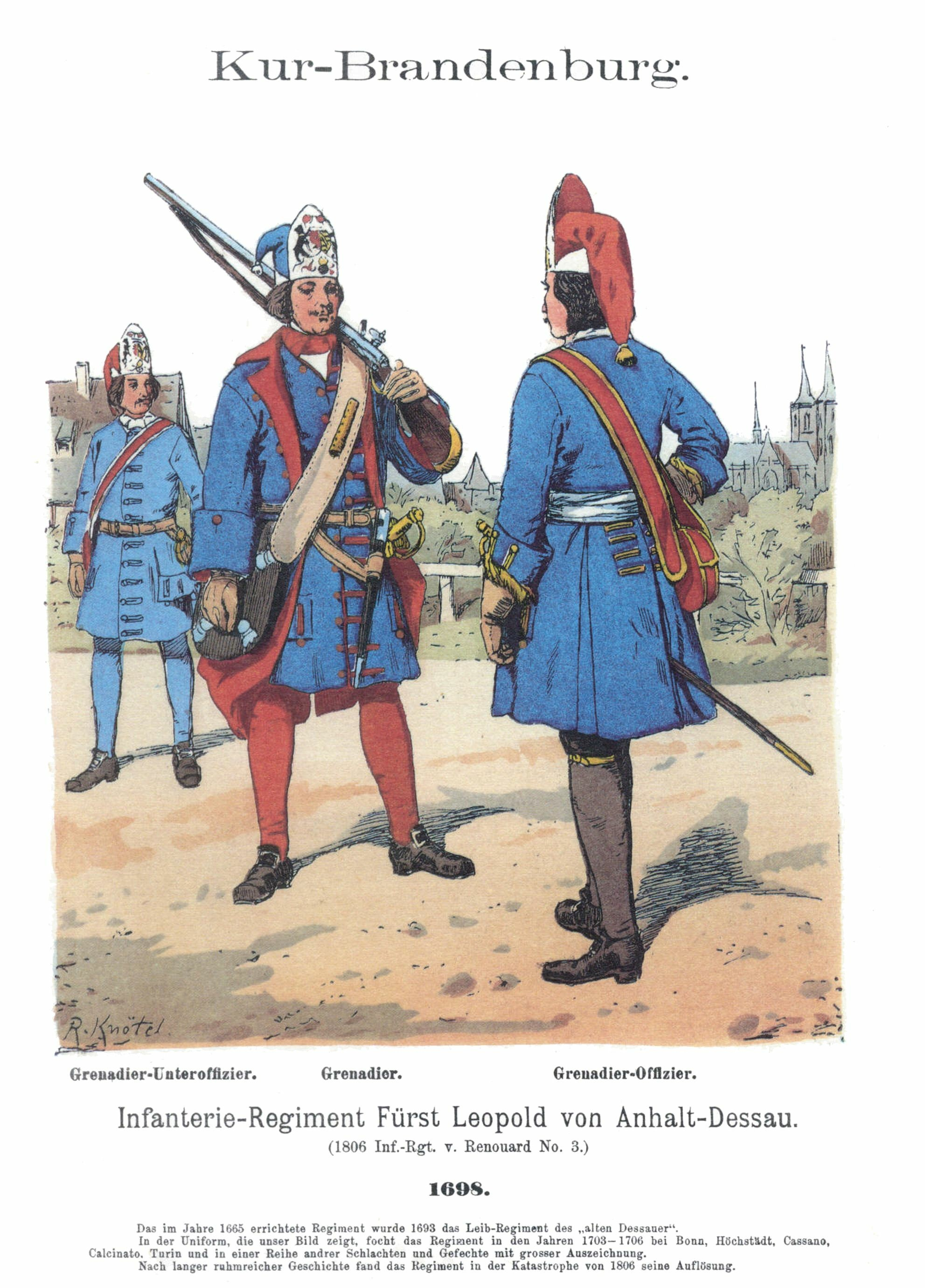
Grenadiere um 1698

Der Staat richtete auf seinem Territorium 24 Feste Plätze ein, die ständige Garnisonen, die der Armee unterstanden, unterhielten. Diese waren 1688:
- Altmark: Festung Magdeburg,
- Herrschaft Cottbus: Festung Peitz
- Hochstift Halberstadt: Festung Regenstein
- Hinterpommern: Festung Kolberg, Burg Draheim, Peenemünder Schanze
- Kurmark (hier ohne Uckermark): Stadtbefestigung Frankfurt (Oder), Festung Spandau,
- Neumark: Festung Küstrin, Festung Driesen,
- Herzogtum Preußen: Festung Groß Friedrichsburg, Festung Memel, Festung Pillau
- Uckermark: Festung Löcknitz, Festung Oderberg
- Westfalen: Burg Altena, Festung Duisburg, Festung Hamm, Festung Herford, Zitadelle Kalkar, Festung Lippstadt, Festung Minden, Festung Sparrenberg, Festung Wesel

Zum Generalstab gehörten 1657 sieben Personen. Dies waren: Generalfeldmarschall von Sparr, Generalkriegskommissar von Platen, Generalmajor Joachim Rüdiger von der Goltz, der Generalproviantmeister, der Generaladjutant Balthasar von der Goltz und der Generaladjutant von Brandt.
Es folgte eine numerische Ausweitung des Generalstabs. 1675 gehörten zum Generalstab insgesamt 28 Armeeangehörige, darunter der Generalfeldmarschall Georg von Derfflinger, der General der Kavallerie Landgraf von Hessen-Homburg, die Generalleutnants von Goltz und Herzog von Holstein, die Generalmajore Joachim Ernst von Görzke, Alexander von Spaen, Pälnitz, Götzen, Marcus von der Lütcke, Ludwig von Beauveau und der Kurprinz, ein Generalquartiermeister, drei Generaladjutanten, ein Generalauditeur, ein Generalproviantmeister, ein Rat und Kommissar, ein Kriegskommissar, ein Generalquartiersmeisterleutnant, ein Generalauditeurleutnant, ein Feldarzt, ein Ingenieur, ein Kassierer, ein Feldapotheker, ein Feldscherer, ein Baumeister, ein Kondukteur.
Durch Verbesserung der taktischen Ausbildung und Bewaffnung nach dem Vorbild der französischen, niederländischen, schwedischen und kaiserlichen Armee wurde das brandenburgische Heer auf den neuesten Stand der europäischen Kriegstechnik gebracht. Die Piken wurden ausgemustert und die unhandlichen Luntenschlossgewehre der Infanterie wurden durch leichtere, schneller feuernde Steinschlossgewehre ersetzt. Bei der Artillerie wurde ein Standardkaliber eingeführt, damit Feldgeschütze flexibler und effizienter eingesetzt werden konnten. Die Gründung einer Kadettenschule für Offiziersrekruten war ein wichtiger Schritt hin zu einer standardisierten Ausbildung der Offiziere. Bessere Lebens- und Versorgungsbedingungen von Soldaten und Versehrten sorgten für eine stabilere Befehlsstruktur. Durch diese Neuerungen wurde zugleich der Zusammenhalt und die Moral der niederen Dienstgrade gestärkt. Dies zeigt sich an der geringen Anzahl von Deserteure in den 1680er Jahren.
Die Ausbildung erfolgte nach niederländischem und schwedischem Reglement. Ein erster Schritt zur schulmäßigen Erziehung des jungen Offiziersnachwuchses erfolgte durch die 1653 für bis zu 30 Kadetten eingerichteten Ritterakademie zu Kolberg.
Einer der berühmtesten Vertreter dieser Aufbaudekaden des ausgehenden 17. Jahrhunderts war der oberösterreichische Bauernsohn Georg von Derfflinger, der zum Reichsfreiherrn und zweiten Generalfeldmarschall der Kurbrandenburgischen Armee aufstieg. Nach seinem Eintritt in die Kurbrandenburgische Armee 1654 baute er vor allem die Kavallerie als eigene Truppengattung auf. Außerdem nahm er Einfluss bei der Herausbildung eines neuen, nicht mehr auf Söldnertum basierenden Soldatengeistes und einer leistungsfähigen Wehrverwaltung. Das Offizierskorps prägte er durch Anerziehung eines immateriellen Ehr- und Pflichtgefühls und einer empfundenen Treuepflicht gegenüber dem Landesdienst über den Militärdienst hinaus. Eine weitere prägende Persönlichkeit der frühen preußischen Armee war der erste brandenburgische Generalfeldmarschall Otto Christoph von Sparr. Dieser kümmerte sich vor allem um die Artillerie und das Pionierwesen. Die Kanonen waren schwer, unbeweglich und wenig leistungsfähig. Vor allem reduzierte er die große Zahl der verschiedenen Kaliber bei den Geschützen. Außerdem veranlasste er die Bildung eines besonderen Artillerietrain, mit dem die Beweglichkeit der Geschütze erhöht wurde.

### Finanzierung, Verwaltung und innere Verfasstheit
Die althergebrachte Regimentsordnung mit einem Regimentschef als Inhaber des Verbandes und der zügellosen Soldateska wirkte noch in den ersten Jahrzehnten nach Gründung des stehenden Heeres fort. Da staatliche Strukturen und Versorgungseinrichtungen bis zum Ende des 17. Jahrhunderts nur gering entwickelt waren, galt auch nach 1650 weiter das Prinzip des söldnerbasierten Kriegsunternehmertums (Regimentsinhaber als private Unternehmer in herrschaftlichem, obrigkeitlichem Auftrag), wonach sich der Krieg von Krieg ernährt. Da es keine staatlichen Versorgungseinrichtungen gab, breiteten sich die Söldnerheere wie Heuschreckenschwärme über die besetzten Gebiete aus, wobei nicht zwischen Freund und Feind unterschieden wurde. Nicht der Landesherr war der Anführer der Armee, sondern der General oder Obrist, der als militärischer Führer und Unternehmer zugleich auftrat. Oft über beträchtliches Eigenkapital verfügend, das er für die Anwerbung und Entlohnung der Söldner einsetzte, galt ihm der Krieg als Geschäft. Der Obrist schloss mit den kriegführenden Seiten eigenständig Verträge ab, so genannte Kapitulationen und er wechselte die Fronten, wenn dies opportun war. Die zeitgenössischen Schilderungen der brandenburgischen Regimentschefs dieser Zeit vermittelten nur geringfügige Unterschiede zwischen einem Oberst der Armee und einen Räuberhauptmann. Aus diesem strukturell bedingten verselbständigten Söldnertum ergaben sich für die Zentralgewalt erhebliche Nachteile.
Viele der strukturellen Probleme gingen von der Führungsebene der Armee, dem Offizierkorps aus und mussten von dort aus behoben werden. Ausgehend von modernen Beurteilungskriterien war das soldatische Niveau der damaligen Offiziere niedrig. Die Offiziere und Generale untereinander duellierten sich, überfielen sich untereinander, stachen sich tot, ohne dass der Kurfürst wirkungsvoll intervenieren konnte und eine Meuterei der Obersten auch für den Landesherren zur Gefahr werden konnte. Problematisch war auch das Schuldverhältnis des Kurfürsten gegenüber seinen Obristen. Aufgrund der finanziellen Engpässe der kurfürstlichen Kasse gingen die Obristen im Kriegsfall wie zum Beispiel im Zweiten Nordischen Krieg in Vorkasse. Der Kurfürst konnte daher deren Autonomie nicht beschränken. Zunächst ging es dem Kurfürsten darum, die Offiziere und Generäle von Spekulanten und Unternehmern in eine loyale und pflichtbewusste Truppe umzuwandeln. Als Mittel hierfür suchten die kurfürstlichen Stellen vor allem das Vorrecht der Besetzung der Offiziersstellen und die autonome Gerichtsgewalt innerhalb der Regimenter den Obristen zu entziehen. Der Machtkampf um die Besetzung der Offiziersstellen machte verschiedene Phasen durch. Die Obersten wollten unbedingt das Ernennungsrecht behalten. 1659 wurden sie dazu gezwungen, in die Ernennungsurkunden den Passus aufzunehmen, das sie ihre Offiziere nur nach Urteil und Recht entlassen. 1672 erfolgte die Aufnahme des Passus, dass es tüchtige, fähige, kriegserfahrene und dem Kurfürsten gegenüber loyale Personen sein müssen. Der Kurfürst hatte damit zumindest ein Verweigerungsrecht bekommen. Erst Friedrich Wilhelms Nachfolger, Kurfürst Friedrich III., hat nach dem Regierungswechsel 1688 das volle Ernennungsrecht erhalten.
Der geringen Disziplin in den Verbänden, den Plünderungen und der Gewalt an der Zivilbevölkerung begegneten die Landesherren auf deutschem Gebiet durch Aufbau einer eigenen Administration und Reglements. Die Regimenter wurden bis dahin wenig von der Administration gesteuert. Dies änderte sich ab April 1655, als zwei Generalkriegskommissare bei den Truppen eingesetzt wurden, die die finanziellen und materiellen Ressourcen der Armee überwachen sollten. Der eine war Klaus Ernst von Platen, ein märkischer Adliger und der andere Johann Ernst von Wallenrodt. Beamte dieser Art hatte es schon in der ersten Hälfte des 17. Jahrhunderts gegeben, bis auf eine entscheidende Neuerung. Sie waren nicht mehr an ein Regiment gebunden und traten stattdessen als Sachwalter der einzelnen Territorien auf. Sie achteten auf die Besoldung, Vollzähligkeit und generell auf die Erfüllung der Kapitulationen der Obersten und Kapitäne im Interesse des Landesherren. Dieses System der lokalen Kriegskommissare entwickelte sich zur zentralen Militärverwaltungsbehörde mit ständigen Beamten. Es bildete sich eine Aufgabenteilung zwischen dem Oberbefehlshaber, dem Generalfeldmarschall und dem Generalkriegskommissar heraus, die nicht ohne Spannungen war, weil sie die Selbständigkeit der obersten Militärs beschnitt. Nach 1679 wurde die Zuständigkeit des Generalkriegskommissariats unter Leitung von Joachim von Grumbkow auf das gesamte Territorium der Hohenzollern ausgeweitet. Dabei übernahm es nach und nach die Funktion der ständischen Beamten, die traditionell die Aufsicht über Militärsteuern und -disziplin vor Ort hatten. Um 1688, beim Tod des Kurfürsten waren Generalkriegskommissariat und die Amtskammer noch relativ kleine Institutionen. Diese wurden aber in der Zeit danach ausgebaut und mit ihrer Hilfe der brandenburgische Zentralstaat weiter gegenüber den Ständeinstitutionen gefestigt.
Wie in allen anderen Armeen stand die Rangordnung nicht von vornherein fest, sondern bildete sich allmählich aus, analog der Beseitigung des Regimentsverbandes. 1684 folgte die Verordnung, dass der Rang ausschließlich durch das Dienstalter bestimmt wird. Die monarchische Militärgesetzgebung begann, die Kapitulationen zu verdrängen und sich über die einzelnen Verträge mit den Obersten zu legen.
Die dauerhafte Sicherung der Finanzierung der Armee blieb der wichtigste Baustein auf dem Weg zum Stehenden Heer. In Brandenburg fand sich kein militärischer Unternehmer wie etwa Wallenstein, der im großen Stil auf eigene Rechnung Truppen anwerben konnte. Der Landadel war selbst vom allgemeinen Niedergang betroffen. Niemand konnte mit Eigenkapital Kompanien oder gar Regimenter aufstellen. Daher blieb der Kurfürst abhängig von den Subsidien fremder Mächte und den Bewilligungen der Stände. Um das Heer als Grundlage außenpolitischer Mitsprache im Frieden zu erhalten, musste Kurfürst Friedrich Wilhelm die dem Stehendem Heer und dem sich in ihm zuerst verkörpernden gesamtstaatlichen Denken widerstrebenden Landstände zum Unterhalt ständiger Garnisonen und zur Steuerbewilligung zwingen. Den größten Anteil an der Finanzierung der Armee hatten die Stände, da diesen das Steuerbewilligungsrecht zustand. Mühsam musste der Kurfürst auf Landtagen den Ständen die Zahlungen abringen. Stehendes Heer und landständische Rechte liefen einander entgegen und waren doch eng aufeinander angewiesen; denn ohne Sicherheit und ohne den Schutz von Leben und Eigentum konnte sich kein Aufschwung entfalten. Im traditionellen Stammland Brandenburg gelang das ohne größere Probleme. Die 1641 aufgestellten Regimenter wurden jeweils nur jährlich von den Ständen bewilligt. Im Landtagsabschied vom 21. April 1643 waren hierfür 118.000 Taler vorgesehen. Dieses Verfahren wurde so bis 1652 fortgeführt. Auf dem Landtagstreffen vom 5. August 1653 gelang es dem Kurfürsten, im Landtagsabschied Steuern in Höhe 530.000 Talern jährlich bei einer Laufzeit von sechs Jahren für den Unterhalt der Truppen bewilligt zu bekommen. Damit wurde im Wesentlichen das Prinzip der Truppenhaltung in Friedenszeiten anerkannt. Faktisch datiert die Institution des Miles Perpetuus (Stehenden Heeres) von daher. Probleme bereiteten vor allem die Stände in Preußen. Die preußischen Stände lehnten sich stark an die polnische Krone an und orientierten sich am polnischen Adel und dessen Freiheiten. Der Kurfürst drohte mit militärischen Exekutionen (ähnlich einer Reichsexekution) und Einmärschen in das Herzogtum, um seine Forderungen durchzusetzen. Nach dem Königsberger Aufstand und unter Einsatz von Gewalt stimmten die preußischen Stände den neuen Prinzipien unter Führung eines zentralen Staats und einer gesicherten Finanzierung auf Basis eigener Finanzverwaltungsstrukturen zu. Erst danach war die dauerhafte Aufstellung eines Heeres in Brandenburg-Preußen gesichert. Mit der Einführung der Akzise 1676 konnten sicherere Einnahmen generiert werden, die der Kriegskasse zuflossen. Die Stände hatten da schon stark an Einfluss verloren und auch die Landtage wurden nicht mehr einberufen.

### Zusammenfassung
Die Phase der Herrschaftszeit von Friedrich Wilhelm kann als Übergangszeit zum System des Absolutismus klassifiziert werden, in denen in der Armee neue Strukturen eingeführt wurden und die Alten zunächst noch fortbestanden. Während der Regierung Friedrich Wilhelms erreichte die Armee zeitweise eine Friedensstärke von 7.000 und eine Kriegsstärke von 15.000 bis 30.000 Mann. Der Armeeausbau erfolgte nicht linear und die überkommenen Strukturen der Söldnerära wirkten weiter fort. Die Armee wurde während der Regierungszeit von Friedrich Wilhelm zu einem wichtigen Instrument bei der Transformation der Personalunion der Hohenzollerlanden in eine Realunion und ebenso bei der Durchsetzung des Absolutistischen Ständestaats. 1688 betrugen die Militärausgaben bei einer Heeresstärke von 30.000 Mann und einer Einwohnerzahl von 1,1 Millionen Einwohner 1,62 Millionen Taler bei einem Staatsgesamthaushalt von 3,3 Millionen Talern. Der Militäranteil an den Staatsausgaben lag folglich bei 50 Prozent. Der Große Kurfürst hinterließ eine auf den Anfängen einer zentralistischen Militär- und Finanzverwaltung ruhenden Armee. Erste Schritte zur Einbindung des Adels in die Armee wurden eingeleitet. Das Offizierkorps bestand im Jahr 1688 aus 1030 Offizieren, rekrutiert aus überwiegend dem einheimischen Adel und rund 300 hugenottischen Offizieren. Die Rechte und Bereicherungsmöglichkeiten der Obristen, die im Dreißigjährigen Krieg als autonome Militärunternehmer in Erscheinung getreten waren, drastisch beschnitten.
Stand die brandenburgische Armee um 1640 in militärischer Hinsicht weit hinter der Bayerischen oder Hessischen Armee zurück, so war um 1688 die Armee die stärkste im Reich nach derjenigen des Kaisers und in etwa so groß wie die dänische Armee.
Kurfürst Friedrich Wilhelm setzte zusammengefasst wesentliche Prinzipien der Kurbrandenburgischen Armee gegenüber der althergebrachten Ordnung durch:
1. Zentrale Personalverwaltung durch den Staat über die bestellten Kriegskommissare
2. Anciennitätsprinzip bei Beförderungen
3. landesherrliches Musterungsrecht
4. landesherrliche Militärgesetzgebung über die Kanzlei des Kurfürsten

## Unter Kurfürst und König Friedrich I. (1688–1713)

### Vermietung der Truppen an England und Holland
1688 übernahm der Nachfolger des Großen Kurfürsten, Friedrich III. die Regierung über Brandenburg-Preußen. Die bereits aufgebauten Grundprinzipien des Vorgängers wurden weitergeführt und im militärorganisatorischen Bereich änderte sich in der Regierungszeit von Friedrich I. wenig. Zwischen 1688 und 1713 befand sich der Staat Brandenburg-Preußen bis auf eine vierjährige Friedenspause im Krieg mit Frankreich. Dabei kämpften die Regimenter auf allen Kriegsschauplätzen, weil es als Reichsstand dazu verpflichtet war. Bei Beginn des Reichskrieges mit Frankreich 1688 im Pfälzischen Erbfolgekrieg ordnete Kurfürst Friedrich III. erstmals an, dass zum Mannschaftsersatz neben der Werbung durch einzelne Regimenter auch seine lokalen, kurbrandenburgischen Landesbehörden innerhalb des Reichs einen Teil der Rekruten aufzubringen haben. Seither ergänzte sich die Armeemannschaft mehrheitlich durch zwangsrekrutierte „Inländer“ und weniger durch geworbene „Ausländer“. Nach dem Frieden von Rijswijk wurde aufgrund von finanziellen Engpässen die Hälfte der Armee entlassen. Im Jahr 1701 krönte sich Friedrich III. zum „König in Preußen“. Dies hatte zur Folge, dass seine Armee seitdem „königlich-preußisch“ und nicht länger „kurbrandenburgisch“ hieß. Der Name Preußen ging im Laufe des 18. Jahrhunderts auf den gesamten, inner- und außerhalb des Reichs gelegenen brandenburg-preußischen Staat über. Der Preis, den Preußen für die kaiserliche Anerkennung der Standeserhöhung zu zahlen hatte, war die Teilnahme am Spanischen Erbfolgekrieg. Vor dem Hintergrund leerer Kassen betrieben die Minister in Berlin einen gesteigerten Soldatenhandel im Tausch gegen Subsidien, die als zusätzliche Gewinne der prunkvollen Hofhaltung Friedrichs zugeführt wurden. Der Spanische Erbfolgekrieg war geradezu ein Höhepunkt der Subsidienpolitik. In Subsidienverträgen verpflichtete sich der ausleihende Landesherr, gegen eine finanzielle Vergütung für einen festgelegten Zeitraum, der zumeist über die Dauer des Krieges hinausreichte, ganze militärische Einheiten einem anderen Landesherrn zur freien Verfügung im Rahmen selbständig vom Entleiher geplanter Operationen zu überlassen. Während des Spanischen Erbfolgekrieges teilte Friedrich I. seine Truppen an die verschiedenen Kriegsschauplätze auf. 5.000 Mann wurden in die Niederlande geschickt, 8.000 Soldaten nach Italien.
Die preußischen Truppen nahmen unter anderen an den Schlachten von Höchstädt, Ramillies, Turin, Toulon und Malplaquet teil. Die preußische Armee hatte insbesondere in der Schlacht von Malplaquet (11. September 1709) sowie bei der Belagerung und Einnahme von Aire an der Lys (Pas de Calais; 12. September bis 2. November 1710) schwere Verluste erlitten. Infolge der langen Kriegsphase verfügten die preußischen Provinzen offenbar kaum mehr über Wehrfähige. In der Regel wurden keine Rekruten mehr aus den einzelnen Provinzen gestellt, sondern die Stände leisteten nur noch Zahlungen und die Aushebung der Truppen erfolgte durch die Militärs selbst oder durch vertraglich vereinbarte Übernahme ganzer Einheiten von anderen Landesherren. Einzelne Teile der Armee beteiligten sich insgesamt an 56 Gefechten während des Krieges in Italien und an der Rheinfront. Durch die vielen Kämpfe verbesserte sich die Kampfkraft der Armee. Sie lernte als Verband verschiedene Kampfarten wie zum Beispiel den Festungskampf. Schon zu der Zeit hatten die preußischen Truppen einen sehr guten Ruf. So hielt Prinzen Eugen die preußische Infanterie für die beste Infanterie Europas.

### Disziplinierung und Drill
Die Außenwirkung der Armee wandelte sich um 1700 drastisch, weg von einer gering disziplinierten und buntcheckigen Truppe hin zu einem gleichförmig wirkenden Gesamtkörper in der alle Unterschiede verschwinden. Angestoßen wurde dies durch die übergeordnet stattfindende Gesellschaftstransformation, die durch eine staatlich gesteuerte umfassende Sozialdisziplinierung gekennzeichnet ist. Eine Vielzahl von Disziplinierungstendenzen setzte ein, die nicht mehr nur oberflächlich wirkten, sondern auf alle gesellschaftlichen Bereiche und den Menschen selbst abzielten. Die sich langsam entwickelnde politische Ordnung sollte durchgesetzt, disziplinierte Verbundenheit im Staatswesen sollte geschaffen werden. Der Soldat soll schanzen, der Adel soll arbeiten, der Untertan gehorchen, der Staatsbeamte uneigennützig die Regierungs- und Verwaltungsgeschäfte führen; der Mensch soll mit seinem Verstand die Gefühle besiegen. Alle müssen arbeiten.
In dem Rahmenprozess der gesamtgesellschaftlichen Disziplinierung wurde Fürst Leopold von Anhalt-Dessau als Chef des preußischen Korps im Spanischen Erbfolgekrieg ein bedeutender Akteur für die preußische Armee. Er spielte eine ähnliche Rolle für die Preußische Armee wie Prinz Eugen für die Kaiserliche Armee. Als Verfechter der Infanterie bewirkte er bei seinen Truppen durch einen neuen Drill und weitere organisatorische Änderungen deutliche Leistungssteigerungen. Die Situation in den Truppen war damals von einer allgemeine Laxheit der Dienstauffassung im adligen Offizierkorps außerhalb der Schlacht gekennzeichnet. Diese folgten dem Bild des Honnêteté homme aus Frankreich. Die Offiziellen aus Preußen versuchten eine andere Mentalität und Dienstauffassung durchzusetzen. Statt Kavaliere sollten die Offiziere Funktionäre, Praktiker und Drillmeister sein. Bedingt durch die frühe Autonomie der Regimentsinhaber war die Ausstattung der Armee höchst unterschiedlich und jedes Regimenter exerzierte nach eigenem Reglement. Ein organisiertes Chaos war die Folge. Demgegenüber lag die zeitgemäße Idee zugrunde, dass die Soldaten zu einem disziplinierten Truppenkörper geformt werden sollten, in dem jeder Schütze mit der gleichen Präzision und Geschwindigkeit seine Waffe trug, lud und abfeuerte. Dieses gleichförmige Handeln im Verband war noch nicht fest verankert und minderte die Leistungsfähigkeit des Truppenkörpers im Einsatz. Vereinheitlichung wurde zur Maxime der Reorganisationen des Kurprinzen und des Fürsten Leopold von Anhalt-Dessau.
Durch die Einführung der Steinschlossgewehre und die Ablösung der Haufenheere durch die Linientaktik im vorangegangenen Jahrhunderts stiegen auch die technischen Möglichkeiten. Höchste Präzision und Schnelligkeit des Ladevorgangs und ein geregelter Exerzierschritt nach Takt und Tempo wurden die wirksamsten Mittel zur Verbesserung der Kampfkraft der Infanterie im Gefecht. Fürst Leopold führte um 1700 den eisernen Ladestock (bis dahin aus Holz) ein. Der eiserne Ladestock ermöglichte ein schnelleres und sicheres Laden. Um den Ladestock entwickelte Leopold zunächst für sein Regiment ein Exerzierreglement, das zur Grundlage einer Heeresreform wurde. Das Exerzieren spielte sich nun folgendermaßen ab. Zunächst wurden die Griffe geübt. Dann wurde zugweise und divisionsweise gefeuert. Dann wurde unter langsamem Vorrücken in gleicher Weise gefeuert, ebenso im Zurückgehen. Zum reibungslosen Funktionieren dieses „Uhrwerks“ gehörte eine weitere Neuerung Leopolds, der Gleichschritt. Er gewährleistete, dass alle Soldaten einer Einheit stets gleichauf mit ihren Kameraden manövrierten und exakt zur gleichen Zeit ihre Position in der Formation einnahmen. Aufgrund des besonders harten und intensiven Drills der preußischen Soldaten waren diese zu Bewegungen auf dem Gefechtsfeld fähig, die andere Armeen in Unordnung gebracht hätten. Auch hatte Fürst Leopold erkannt, dass der taktmäßige Marschschritt das Feuern aus der Bewegung heraus ermöglichte. Das konzentrierte Pelotonfeuer führte Leopold ebenso ein. Ziel der regelmäßigen Trainingsmaßnahmen im preußischen Korps war die Erlangung der absoluten Feuerüberlegenheit der dünnen Infanterielinien im Gefecht gegenüber der feindlichen Heereslinie. Beweglichkeit und Feuergeschwindigkeit wurden von den Offizieren mit der Uhr in der Hand überprüft. Das Training erreichte, das die Feuergeschwindigkeit der einzelnen Pelotons auf drei Salven pro Minute anstieg, während österreichische oder russische Verbände nur auf zwei Schuss in der Minute kamen. Die erhöhte Beweglichkeit und die schnelle Schussfolge ermöglichte eine Veränderung der Taktik. Waren die Schützenlinien früher mit bis zu sechs Gliedern aufmarschiert, reduzierten die Preußen dies auf bis zu drei Kompanien. Der preußische Drill bewirkte, das den Soldaten jede Eigeninitiative abtrainiert wurde, bis sie maschinengleich auch unter den größten Belastungen funktionierten.
Unterstützung in seinen Bemühungen erhielt Prinz Leopold von Anhalt vom Kronprinzen Friedrich Wilhelm, der mehrfach in die Kriegsgebiete reiste und die dortigen Truppen inspizierte. Beide freundeten sich an. Anders als der amtierende König, der das Militärwesen durch Generalfeldmarschall von Wartensleben leiten ließ, war der Kronprinz und spätere König Friedrich Wilhelm ganz und gar militärisch geprägt. Er betätigte sich bereits seit dieser Zeit im Militärwesen und förderte die innere Entwicklung der Armee in den Bereichen Ausbildung, Uniformierung und Organisation. Als Friedrich Wilhelm 1709 die Feldtruppen auf dem Kriegsschauplatz in Brabant zum zweiten Mal besuchte, hat er die Infanterieregimenter im Beisein der alliierten Generale Marlborough und Prinz Eugen unter anderem nach der Dessauischen Methode vorexerzieren lassen. Beide verstanden allerdings nicht die Sinnhaftigkeit des Tuns des zukünftigen Königs, der sich ganz mit seinem preußischen Korps umgab und pausenlos Exerziergriffe und Gewehrgriffe übte. 1729 führte schließlich König Friedrich Wilhelm I. Leopolds Neuerungen in der gesamten preußischen Armee ein.
Neben der typischen Exerzierschule die in Erscheinung trat, wirkte die begonnene militärische Kleinarbeit auf allen Gebieten des Heereslebens unter dem Gesichtspunkt der Vereinheitlichung. Alles wurde in der ersten Dekade des 18. Jahrhunderts bis ins kleinste von oben vorgeschrieben: die Bekleidung, die Ausrüstung, überhaupt der gesamte Ausbildungs- und Feldbetrieb, das Meldewesen, die Lagerordnung bis zum Aufstellen der Latrinen und die Waffenpflege. Für die Einhaltung der gegebenen Befehle wurden die Offiziere verantwortlich gemacht. Die Soldaten wurden fortan einheitlicher gekleidet. Eine uniforme Kleidung brachte mehrere Vorteile: Erstens erfüllte die Uniform die Soldaten mit einem gewissen Korpsgeist. Zweitens war es leichter, Freund und Feind zu unterscheiden. Drittens wurde die Einkleidung der Soldaten durch die Massenanfertigung günstiger. In der preußischen Armee dominierte als Grundfarbe Blau. Das erste preußische Exerzierreglement wurde 1702 erlassen. Durch solche einheitliche Reformarbeit im Detail wollten Friedrich Wilhelm und sein Unterstützer Leopold von Anhalt die Truppen zu einem absolut willfährigen, gleichförmig funktionierenden Instrument formen.
Der Kronprinz erarbeitete in dieser Zeit ein Armeeprogramm, das er nach Amtsantritt umsetzte. Neben einer Heeresvermehrung wollte er den verbliebenen Rückstand zu den größten Heeren durch eine bessere Ausbildung beseitigen. Er entwickelte die Idee der preußischen Verwaltung und Disziplin weiter zum preußischen Drill. Dieser wurde zu einer Tradition des preußischen Militärwesen und zur Grundlage der Klischeevorstellung vom blind gehorsamen preußischen Soldaten.

### Militärgerichtswesen
Das frühneuzeitliche Militärgerichtswesen als Sonderjustiz setzte sich aus der
- Kriegsgerichtsbarkeit beziehungsweise der Kriegsgerichtsordnung und dem
- Kriegsrecht beziehungsweise der Militärgesetzgebung zusammen.

Im 17. Jahrhundert wurde beim Militärgerichtsverfahren unterschieden zwischen Unter- oder Regimentsgericht, Garnisonsgericht, Standgericht und Ober- oder Generalkriegsgericht. Die Gerichtshoheit lag noch bei den Regimentsobersten und nicht beim Landesherren, den Kurfürsten.
Zwar gab es seit dem 2. September 1656 ein Kurfürstliches brandenburgischen Kriegsrecht, das 1673 erneuert wurde. Eine Gerichtsordnung wurde aber nicht erlassen. So gab es bis 1712 keine einheitlichen Bestimmungen über die Kriegsgerichtsbarkeit, sondern nur eine gewohnheitsmäßig entwickelte Gerichtsverfassung und Prozessordnung. 1712 erließ Friedrich I. eine Kriegsgerichtsordnung.
Mit der kurfürstlichen Verordnung vom 27. April 1692 wurde unter der Aufsicht Eberhard von Danckelmanns ein Militärgericht in kirchlichen Angelegenheiten des Militärs gegründet. Das geistliche Militärgericht blieb von der militärischen Führung unabhängig und stärkte die kurfürstliche Kontrolle über die Armee um eine weitere Instanz. Neben grundsätzlichen Regelungen schrieb es schriftliche Instruktionen für den Umgang der Feldprediger mit den Soldaten fest. Als unabhängige Kontrollinstanz war das Konsistorium dafür zuständig, dass die Inhalte der Kriegsartikel (Militärgesetze) von den Soldaten auch tatsächlich eingehalten wurden und die Disziplin der Soldaten gehoben wird. Die Kriegsgerichtsbarkeit der Armee verstärkte die soziale Militarisierung bedeutend. Die Kriegsgerichte besaßen die Zuständigkeit nicht nur für die noch nicht gezogenen „Enrollierten“, sondern auch für die Familien der Soldaten und die Gesinde der Offiziere. In den Städten war ein großer Prozentsatz der Bevölkerung von der Kriegsgerichtsbarkeit umfasst.
Die Kriegsartikel der schwedischen Könige Gustav II. Adolf von 1621 und Karl XI. von 1683 galten als fortschrittlich, so dass sich viele Landesherren, als auch 1656 der Kurfürst Friedrich Wilhelm die früh bürokratisierte Struktur des schwedischen Militärrechts zum Vorbild nahmen. Die Kriegsartikel oder auch Artikelbriefe vom 2. September 1656 haben mit Abwandlungen rund 200 Jahre in Brandenburg-Preußen Geltung gehabt und dienten als Grundlage für die preußische Militärstrafgesetzgebung, seit Friedrich Wilhelm I. jedoch nur noch für die Unteroffiziere und Mannschaften. Die drei darauffolgenden Modifikationen der preußischen Artikelbriefe erfolgten 1673, am 12. Juli 1713 und am 31. August 1724 und bis 1870 folgten sieben weitere Modifikationen. In der Modifikation von 1673 umfasste das brandenburgische Kriegsrecht insgesamt 19 Titel und 91 Paragraphen. Gemäß § 91 der brandenburgischen Kriegsartikel von 1673 mussten alle Kriegsartikel jedem Regiment alle drei Monate vorgelesen werden. 1712 wurde eine Kriegsgerichtsordnung eingeführt. Dieser lag ebenso wie bei den Kriegsartikeln das schwedische Vorbild, die General- und Obergerichtsordnung zu Grunde. Als Schlussstein zum Militärrecht trat das Dienstreglement vom 1. März 1726 hinzu. Dieses Reglement enthielt die Gesetze zu den Offizieren, während die Kriegsartikel fortan nur für die Mannschaften und Unteroffiziere galten.
Weitere kurfürstlich-königliche Regelungen aus der Zeit um 1670 bis 1720 betrafen die Verpflegungsordonnanz, ein Einquartierungsreglement, ein Enrollierungsreglement, die Aufstellung einer Rang- und Quartierliste, Beförderungsregeln der Generale, ein Marschedikt, eine neue Musterordnung, eine Uniformierungsregelung, Werbeverbote fremder Heere und so weiter. Das Generalkriegskommissariat hatte inzwischen den höchsten Einfluss gewonnen und entschied selbst in den Personalangelegenheiten der Offiziere, während die Generalität bis 1700 ohne Einfluss auf die innere Entwicklung der Armee blieb.

### Armeegröße im Vergleich
Als der König Anfang 1713 starb, war die Armee auf 40.000 Mann Heeresstärke angewachsen bei einer Gesamtbevölkerungszahl von 1,6 Millionen Einwohnern. Zu diesem Zeitpunkt standen fünf Regimenter mit knapp 4000 Mann in englisch-holländischem Sold.
Die Armee hatte sich von ihrer Gründung als stehendes Heer 1644 bis 1713 etwa verzehnfacht. Auch die meisten der anderen Mächte haben in dem Zeitraum ihre Armeestärken stark erhöht. International gesehen war die absolute Kriegsstärke der Armee im Vergleich mit den anderen Spitzenarmeen in Europa im Jahr 1710 nicht sehr stark. Die preußische Armee (Abbildung-Nummer 1) erreichte annähernd oder übertraf numerisch die Höhe des (sächsisch)-polnischen Kronheeres (Abbildung-Nummer 11) in Kriegszeiten, des dänisch-norwegischen Heeres (Abbildung-Nummer 9), der Janitscharen des Osmanischen Reiches (Abbildung-Nummer 10), der portugiesischen Armee (Abbildung-Nummer 12) und sie erreichte auch annähernd die Stärke der Spanischen Armee (Abbildung-Nummer 8). Deutlich stärker war die schwedische Armee (Abbildung-Nummer 6), die russische Armee (Abbildung-Nummer 3), die englische Armee (Abbildung-Nummer 7), die holländische Armee (Abbildung Nummer 4), die Kaiserliche Armee (Abbildung-Nummer 5) und zuletzt die stärkste Armee des Kontinents, die französische Armee (Abbildung-Nummer 2) die rund neunmal so groß wie die preußische Armee war. Rein numerisch war die preußische Armee damit die 11. größte Armee des Kontinents. Das Wachstum der Streitkräfte in Europa hielt im gesamten 18. Jahrhundert an, wobei die preußische Armee bis zur Jahrhundertmitte deutlich gegenüber den Spitzenarmeen aufschließen konnte und fortan zu den stärksten Armeen gehören sollte.
Die Armee verfestigte in den 25 Jahren der Regierungszeit Friedrichs I. weiter ihre Strukturen. In dieser Zeit gewann die Armee erheblich an Außenreputation bedingt durch ihr innovatives Ausbildungssystem, das in einer deutlichen Leistungssteigerung gegenüber den anderen Armeen kumulierte.

## Unter dem Soldatenkönig Friedrich Wilhelm I. (1713–1740)
Besondere Bedeutung erlangte die Armee in der Regierungszeit des Soldatenkönigs Friedrich Wilhelm I. (1713 bis 1740). Die Armee genoss Priorität im sich nunmehr herausbildenden preußischen Staat, der ohne Armee undenkbar wurde. Bereits bei seinem Regierungsantritt 1713 veränderte Friedrich Wilhelm, die Rangtabelle drastisch und privilegierte die militärischen Würdenträger vor den Zivilen. Anstelle des abgeschafften zivilen Oberkämmerers führte nun ein Generalfeldmarschall die Tabelle an. Ihm folgten der Statthalter und die Generale der Infanterie. Der König trug fortan nur noch Uniform. Am 4. März 1713 wurde die Miliz, die eine Stärke von 7.767 Mann hatte, aufgelöst. Die Miliz, die nur wöchentlich am Sonntag exerzierte und daher kaum als militärische Einheit durchging, hatte den militärischen Ansichten Friedrich Wilhelm I. nicht entsprochen. Auch modisch folgte ein tiefer Schnitt zur Praxis seines Vorgängers. Noch 1713 führte der König den Soldatenzopf als Pflichtmode für sein Heer ein und verbot das Tragen der Allongeperücke, die sein Vater noch trug.

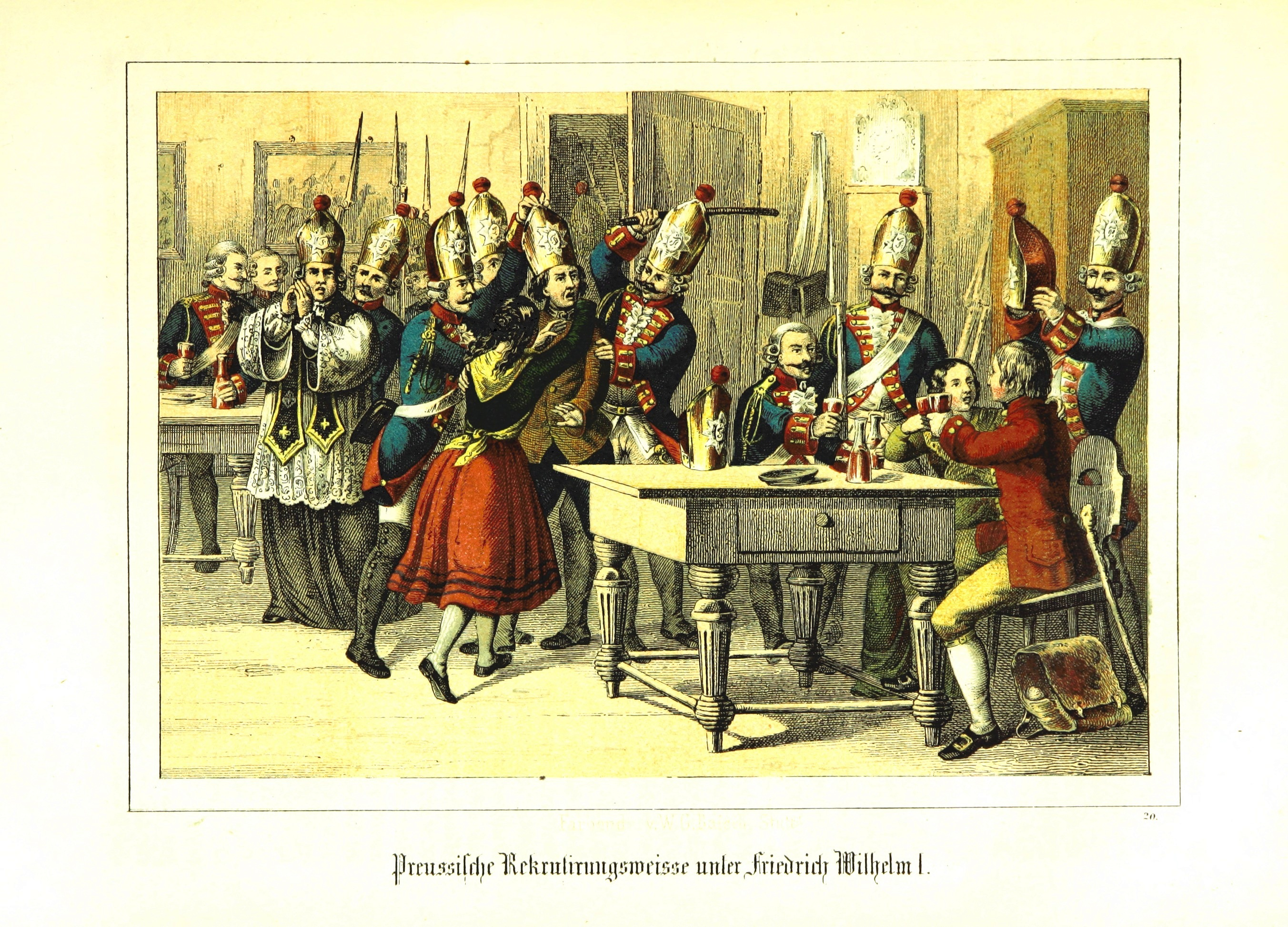
Preußische Rekrutierungsweise unter Friedrich Wilhelm I., Darstellung von 1858

In der Zeit als Kronprinz hatte Friedrich Wilhelm seine Grundprinzipien der Staatsführung erarbeitet. Preußen war unter der Führung seines Vaters eine europäische Mittelmacht, die keine eigenständige Außenpolitik betreiben konnte und nur gegen Hilfsgelder anderer Mächte seine Armee unterhalten konnte. Die Unterhaltung der Armee mit eigenen Mitteln, zentraler Staatszweck Friedrich Wilhelms, war allerdings nur durch die Umbildung des eigenen Staates möglich. Mit dem Tode des Königs Friedrichs I. wurde durch seinen Nachfolger der gesamte Haushalt zusammengestrichen und die kostspielige Hofhaltung auf ein Minimum reduziert. Die freigewordenen Finanzmittel wurden stattdessen der Armee zum Unterhalt zugeführt. Das führte wiederum dazu, das nach der Beendigung des Spanischen Erbfolgekriegs und dem Wegfall der Subsidienzahlungen eben nicht mehr das halbe Heer reduziert werden musste, so wie es alle anderen europäische Mächte im Anschluss taten. Der Mannschaftsbestand des preußischen Heeres konnte bedingt durch finanziellen Zuflüsse aus den Einsparungen der anderen Ressorts zwischen 1713 und 1715 um Sieben Regimenter verstärkt werden. Die Verstärkung geschah nach dem Prinzip der freien Werbung, so dass jedes Regiment auf eigene Faust agierte und teilweise durch illegale Betrügereien seinen Rekrutenbedarf deckte. Dieses Vorgehen sorgte für schnelle Rekrutenbedarfsdeckung, führte aber gleichzeitig zu einer Massenflucht der dienstfähigen Bevölkerung in das „nahe Ausland“ und zu einem Ansteigen der Desertionsrate. Um dem Aderlass an Bevölkerung und Wirtschaftskraft zu begegnen, wurden eine Vielzahl von Maßnahmen eingesetzt. Zunächst versuchte der König durch angedrohte Bestrafung der Flüchtlinge der Entwicklung entgegenzuwirken. Die brachte aber keine Besserung. Am 9. Mai 1714 führte der König per Dekret die allgemeine Dienstpflicht für alle jungen Männer ein. Zumindest de jure bestand damit eine allgemeine Wehrpflicht. Diese blieb aber undurchführbar, da der Entwicklungsstand des frühneuzeitlichen Staatswesens noch zu gering war und eine Überforderung der feudal-ständischen Gesellschaft nach sich zog. Um die Desertionsrate zu begrenzen erteilten offizielle Stellen zunehmend Urlaubsscheine für die Dienstverpflichteten. Dies brachte dann tatsächlich ab Mitte der 1720er Jahre Verbesserungen mit sich. Nach und nach verzichteten die verantwortlichen Stellen auf inländische Werbungen. Stattdessen wurde vermehrt im Ausland Werbungen durchgeführt, die den Rekrutenbedarf zu einem Anteil von 30 Prozent deckten. Betroffene Gebiete waren die anderen Staaten im Heiligen Römischen Reich, Polen, Russland, Südosteuropa und Irland.
Die anderen Staaten wehrten sich gegen das Vorgehen Preußens und erließen Werbeverbote. Ausdrücklich wurden die Menschen aufgefordert, beim Heranrücken preußischer Rekrutierungstrupps die Sturmglocken zu läuten. Kurhannover erließ am 14. Dezember 1731 folgenden Verordnung:

„Preußische und andere Werber … sollen als Straßen- und Menschenräuber, Störer des Landfriedens und Verletzer unserer Hoheit traktiert und, wenn sie schuldig befunden werden, am Leben gestraft werden. … Wer einen preußischen Werber tot oder lebendig einliefert, erhält aus der Kriegskasse fünfzig Taler.“

Inspektion von Rekruten der Langen Kerls durch den Soldatenkönig in Potsdam, Max Koch

Im Inland gingen die Rekrutierenden dazu über, alle dienstfähigen Männer in regional spezifische Listen einzutragen („zu enrollieren“) und nur einen Teil davon im Bedarfsfall zu rekrutieren. Daraus entwickelte sich durch diverse königliche Verordnungen im Jahr 1733 ein rechtsverbindliches Rekrutierungssystem, das so genannte Kantonreglement, welches bis 1814 Bestand haben sollte. Ziel war es, die oftmals gewaltsamen Werbungen der Armee zu beenden. Das Kantonreglement erzwang eine Registrierung zum Militärdienst aller männlichen Kinder. Zusätzlich wurde das Land in Kantone unterteilt, denen jeweils ein Regiment zugeteilt wurde, aus dem es die Wehrpflichtigen rekrutierte. Die Dienstzeit eines Kantonisten (Wehrpflichtiger) betrug in der Regel zwei bis drei Monate im Jahr. Den Rest des Jahres konnten die Soldaten zu ihren Höfen zurückkehren. Städtische Bürger waren oft vom Militärdienst befreit, hatten aber für die Soldaten Quartiere bereitzustellen.
Die Vergrößerung des Heeres wurde auch in der Folgezeit betrieben. 1719 zählte es bereits 54.000, 1729 reichlich 70.000, 1739 über 80.000 Mann, darunter waren 26.000 angeworbene Ausländer (zum Vergleich: im Jahre 1739 hatte Österreich 100.000 Mann, Russland 130.000 Mann, Frankreich 160.000 Mann unter Waffen). Da sich die Heere der anderen Mächte nach 1713 bis 1740 deutlich verringert hatten, wog der Aufwuchs der preußischen Armee schwerer. Dem allgemeinen Abrüstungsbestrebungen lag ein stabiles Mächtegleichgewicht in Europa zu Grunde, das eine relativ friedliche Periode nach sich zog.
Preußen steckte „als Zwerg in der Rüstung eines Riesen“. In der Rangfolge der europäischen Staaten an 13. Stelle stehend, besaß es die dritt- oder viertstärkste Militärmacht. Insgesamt gab Preußen zu dieser Zeit 85 % seiner Staatsausgaben für das Heer aus. Im Vergleich dazu lagen die Heeresausgaben der anderen Mächte bei etwa 40 bis 50 % der Staatsausgaben. Von der Gesamtsumme der Einnahmen und Ausgaben des preußischen Staatshaushaltes die 1740 rund sieben Millionen Taler betrugen, wurden fünf Millionen Taler für die Armee verbraucht und aus dem Rest die Kosten für die Hofhaltung und die Verwaltung bestritten. Aus den Ersparnissen wurden bis 1740 ein Kriegsschatz von acht Millionen Taler zusammengetragen. Was zur Ebenbürtigkeit mit den Großmachtheeren noch fehlte, wurde durch die Qualität der Ausbildung wettgemacht.
Die Armee lag in dem nun folgenden Frieden von 1715 bis 1740 verteilt auf die städtischen Bürgerquartiere und wurde von der städtischen Akzise und Grundsteuern unterhalten. Durch ihren Massenbedarf an Nahrung, Bekleidung und Ausrüstung wurde sie der größte Konsument und Arbeitgeber in Preußen. Auch die eigene Rüstungsindustrie wurde zur Versorgung der Armee mit Waffen und Ausrüstung ausgebaut. Es wurde unter anderem die Königliche Preußische Gewehrfabrique und das Königliches Lagerhaus als bedeutende Produktionszentren errichtet. Wurde die Armee mobilisiert so erfolgte sofort eine Unterbrechung des wirtschaftlichen Kreislaufs, die Steuerzahlung sanken und die Armee musste vom Kriegsschatz unterhalten werden. Aufgrund dieser Wechselwirkungen vermied es der König in kriegerische Konflikte hineingezogen zu werden, so dass der Pommernfeldzug von 1715/16 der einzige Kriegseinsatz der Armee in der Regierungszeit von Friedrich Wilhelm I. war.

Friedrich Wilhelm I. inspiziert in Potsdam seine Garde, Carl Röhling

Als Lehr- und Mustertruppe diente das Königs-Regiment der Langen Kerls in Potsdam. Dieses Regiment entsprang der Soldatenliebhaberei des „Soldatenkönigs“. Der König ließ in allen Himmelsrichtungen Europas Werbeoffiziere aussenden, um aller großgewachsenen Männern ab 1,88 Meter habhaft zu werden, die es gab. Diese Leidenschaft des Königs für „lange Kerls“ hatte einen praktischen Sinn, da diese Füsile mit längeren Läufen benutzen konnten. Der Ladestock konnte schneller aus dem Vorderlader gezogen und eingeführt werden. Damit konnten diese genauer und weiter im Gefecht schießen. Ein entscheidender Vorteil gegenüber anderen Armeen. Das Regiment umfasste drei Bataillone mit 2400 Mann. Die Langen Kerls waren bildhafter Ausdruck des gut geführten Heeres und der soldatischen Staatsraison unter Friedrich Wilhelm. Die Armee verkörperte gleichzeitig das in Preußen drastisch veränderte Verhältnis zu absolutistischer Reputation und Herrschaftssymbolik, weg vom Hofstaat hin zum effektiv gelenkten Militärstaat. Die preußischen Soldaten dienten daher dem König zur Repräsentation der preußischen Monarchie. Statt höfischer Prachtentfaltung und Festlichkeiten bei Staatsempfängen hatte das Militär bei den offiziellen Anlässen häufig die zentrale Rolle bei Fürstenempfängen inne. Programmpunkte waren die Besichtigung der Riesengarde, Durchführung mehrerer Revuen, Artillerieschießen und der Besuch des Berliner Zeughauses. Auch Manöver mit Abschluss einer Parade gehörten zu den offiziellen Anlässen. Gelegentlich kam noch die feierliche Übergabe eines Regiments hinzu.
Dem Adel wurden im Zuge des anhaltenden Ausbaus des absolutistischen Zentralstaates seine politischen Rechte aus der mittelalterlichen ständischen Ordnung mehr und mehr genommen. Als Ausgleich erhielt er eine größere wirtschaftliche Unabhängigkeit und wurde über den Offizierskorps der Armee an die Monarchie gebunden. So bestand das Offizierskorps seit der Regierungszeit Friedrich Wilhelm I. im Wesentlichen aus Angehörigen des Adels. Dies war in Europa einzigartig. Obwohl auch die Offizierkorps in Österreich, Frankreich, Schweden und Russland überwiegend vom Adel geprägt waren, stammten in Preußen fast alle Offiziere aus dem ansässigen Ritterstand. Dieser musste allerdings regelrecht systematisch gezwungen werden, in die Armee einzutreten. Friedrich-Wilhelm I. verbot außerdem dem Adel den Militärdienst in einer anderen als der preußischen Armee. Der Adelsanteil schwankte zwischen den einzelnen Regimentern bzw. Truppengattungen erheblich. So waren in den leichten Truppen wie den Husaren erheblich mehr Offiziere bürgerlicher oder bäuerlicher Herkunft als in alten und prestigeträchtigen Feldregimentern. Weiterhin erließ er die Anordnung, dass der Adel seine Söhne im Alter von 12–18 Jahren zur Ausbildung und Erziehung in das neu geschaffene Kadettenkorps zu geben hatte. Unter seiner Regentschaft rekrutierte sich ein Fünftel des Offiziersnachwuchses aus den Kadettenhäusern. Das Kadettenkorps diente aber nicht nur der Vorbereitung auf den Offiziersdienst, sondern besaß auch eine starke soziale Komponente. Unbemittelte Adlige konnten ihre Söhne hier versorgt wissen. Somit wurde der Adel, ähnlich den einfachen Bauern oder Bürgern, einer Dienstpflicht unterworfen. Grundsätzlich wurden in Friedenszeiten nur in Ausnahmefällen langgediente und besonders bewährte nichtadlige Unteroffiziere zu Offizieren ernannt. Aufgrund dieser Rekrutierungspraxis bildeten sich im Verlauf des 18. Jahrhunderts regelrechte Militärdynastien heraus, wobei einzelne Familien immer wieder in denselben Regimentern dienten. Zahlenmäßig entwickelte sich das Offizierskorps im 18. Jahrhundert wie folgt:
| Jahr               | 1713 | 1720 | 1733 | 1740 | 1755 | 1786 |
| ------------------ | ---- | ---- | ---- | ---- | ---- | ---- |
| Zahl der Offiziere | 1163 | 1679 | 2148 | 2523 | 4276 | 5511 |

Im Zuge der stetigen Heeresvergrößerung im 18. Jahrhundert stieg auch die Zahl der benötigten Offiziere.
Obwohl Friedrich Wilhelm I. als Soldatenkönig in die Geschichte einging, führte er in seiner gesamten Amtszeit seine Armee nur einmal in den Krieg und zwar während des Großen Nordischen Krieges in der Belagerung von Stralsund (1715).
König Friedrich Wilhelm setzte wesentliche Prinzipien der preußischen Armee durch:
1. Verbindung des Werbesystems mit der Dienstpflicht einheimischer Bauernsöhne,
2. Rekrutierung der Offiziere aus dem einheimischen Adel,
3. Finanzierung des Heeres durch die kurfürstlichen Domäneneinkünfte, durch die Ausgleichszahlungen adliger Lehnspflichten und durch Besteuerung der Städte.

Seit der Zeit des Soldatenkönigs wurde die preußische Armee von den Zeitgenossen anerkennend mit Akkuratesse, Diensteifer, Gehorsam, Pflichtbewusstsein und Effizienz in Verbindung gebracht. In negativer Hinsicht entstanden Stereotype zu Militarismus, Kriegstreiberei, einem barbarischen Strafwesen und gefühllosen Umgangsformen.

## Unter Friedrich dem Großen (1740–1786) bis zur Niederlage von 1806

### Einsätze im Ersten und Zweiten Schlesischen Krieg
Der Nachfolger von Friedrich Wilhelm I., Friedrich der Große (1740–1786), übernahm von seinem Vater eine nahezu perfekt organisierte Armee. Das armeeprivilegierende System des Vaters führte der Sohn im Verlauf seiner Regierungszeit bis auf einige kriegsbedingte Modifikationen weiter. Das führte dazu, dass auch weiterhin die Bedürfnisse der Armee an der ersten Stelle der staatlichen Anstrengungen gesetzt wurden und alle anderen nicht militärischen Bedürfnisse zurückgestellt wurden. Der Absolutismus erreichte in den ersten Jahrzehnten der Herrschaft Friedrichs seinen Höhepunkt. Stabilisierend und konservierend für das preußische Militärsystem wirkte der zum Dienstadel umgebildete preußische Landadel, der als Reservoir für das Offizierskorps ausersehen blieb. Offiziere mit Landbesitz wurden zur Ausnahmeerscheinung und der auf den königlichen Dienst angewiesene Adelige zum Normalfall. Dadurch ergab sich eine Doppelabhängigkeit des Adels, der nur in diesem Treuesystem seinen Einfluss erhalten konnte, da Veränderungen seine gesellschaftliche führende Stellung bedrohten. Der König hatte förmliche Standesschranken ausgebildet, die eine Durchmischung der sozialen Schichten verhinderte. In diesem auf den König ausgerichteten Gesellschaftssystem standen auf der einen Seite Gutsherr und Offizier, auf der anderen Seite Gutsuntertan und Kantonist. Das Ergebnis dieser verschränkten Standespolitik war die Unterordnung aller zivilgesellschaftlichen Stellen unter den militärischen Bediensteten bei gleichzeitig zunehmenden Erstarrungstendenzen in der weiteren gesellschaftlichen Entwicklung. Mit zunehmender Dauer der Herrschaft Friedrichs II. überlebte sich dieses System. Der Hintergrund der den König zur Ausbildung dieses starren Gesellschaftssystems unter Führung des Offizierskorps bewog, waren seine außenpolitischen Maximen, denen er alles andere unterordnete. Preußen galt es demnach als Staat im Wettkampf mit seinen Nachbarn zu erhalten und zu vergrößern.
Der König führte sofort nach dem Regierungsantritt die von Friedrich Wilhelm I. betriebene Heeresvermehrung fort und erhöhte die Truppenstärke auf fast 90.000 Mann. Ein halbes Jahr nach der Thronbesteigung begannen die Schlesischen Kriege und der, in europäischer Perspektive, übergeordnete Österreichische Erbfolgekrieg. Die preußische Armee fiel in die habsburgische Provinz Schlesien ein. Feldmarschall Kurt Christoph von Schwerin besiegte am 10. April 1741 in der Schlacht bei Mollwitz die österreichischen Truppen und entschied so den Ersten Schlesischen Krieg zu Gunsten Preußens. Doch die siegreiche Schlacht zeigte auch die Schwächen der Armee auf. In der Schlacht zeigten Monarch und Truppe die Mängel einer fehlenden Praxis und einer auf dem Exerzierplatz erworbenen Friedensausbildung. Mangelnde Übersicht auf Seiten der Kommandeure und Panik in den Regimentern brachten die preußische Armee einer Niederlage gefährlich nahe. Nur der Triumph des Drills über die Angst bei der preußischen Infanterie wendete das Blatt in letzter Minute. Die Schlacht hatte die Unterlegenheit der schwerfälligen preußischen Kavallerie verdeutlicht. Solange sie nicht zu Angriffsoperationen in der Lage war, fehlte dem König das wichtigste Element einer beweglichen Kriegführung.
Die kurze Friedenszeit zwischen dem Ersten und dem Zweiten Schlesischen Krieg (Juni 1742 bis August 1744) nutzte Friedrich II. zur kritischen Reflexion über die Kriegsereignisse. Seine Erkenntnisse verarbeitete er am 1. Juni 1743 in Lehrschriften und Instruktionen bei der Kavallerie und der Infanterie. Der König begründete 1743 die Praxis von Herbstmanövern, in denen Gefechtslagen simuliert wurden. Bereits seit 1715 gab es jährlich von seinem Vater durchgeführte Generalrevuen. Diese fanden in der Regel nordöstlich von Magdeburg, zwischen Pietzpuhl und Körbelitz, statt; zu diesen Heerschauen und Großmanövern der Preußischen Armee stieg der König im Pietzpuhler Schloss ab. An diese Truppenrevuen, die noch bis zu den Befreiungskriegen stattfanden, erinnert heute eine Schautafel am Schanzenberg und die Nachbildung des früheren Denkmals am Schanzenberg in Körbelitz; der Schießplatz Körbelitz diente 300 Jahre lang für militärische Übungen. Spezialrevuen fanden außerdem im Frühjahr statt, wurden aber nicht unter Gefechtsbedingungen abgehalten. Bei den Spezialrevuen wurde nur ein einziges Regiment vom König gemustert, bei den Generalrevuen große Truppenverbände.
Die Regimenter mussten sich während der Revuen in voller Stärke halten und Beurlaubte mussten dienstanwesend sein. Neue Taktiken wurden erprobt und der König dachte sich besonders komplizierte Manöver aus. Bei den Spandauer Manövern 1753 wurden 44.000 Soldaten zusammengezogen. Dadurch geriet ganz Zentraleuropa in Aufruhr. Ausländische Beobachter waren nicht zugelassen. So war es für Ausländer schwer, zu entscheiden, ob es sich um ein großes Manöver oder um eine Mobilmachung handelte. Diese Manöver vor dem Siebenjährigen Krieg haben wesentlich dazu beigetragen, die Schlagkraft der Truppen zu erhöhen. Fehler bei der Revue konnten leicht zu Wutausbrüchen des Königs führen und eine bis dahin erfolgreiche langjährige Offizierskarriere beenden, auch abhängig von der Laune des Königs. Regimenter, die im Krieg eine Schlappe hinnehmen mussten, hatten es besonders schwer, danach bei einer Truppenrevue zu bestehen. Der zeremonielle Aspekt der Revuen band die Armee an ihren König. In den späteren Regierungsjahren setzte der König Inspekteure ein, die ihn teilweise entlasteten. Sie suchten die ihnen zugewiesenen Regimenter auf, überzeugten sich von ihrem Zustand und gaben Meldung an den König.
Seine besondere Sorge galt neben der Ausbildung der Kavallerie der Vermehrung der Husarenregimenter, die für die Geländeerkundung und die Feindaufklärung zuständig wurden. Die preußische Armee wuchs in den zwei Friedensjahren um neun Feldbataillone, 20 Husarenschwadronen (darunter 1 Schwadron Bosniaken) und sieben Garnisonsbataillone. Durch die neue preußische Provinz Schlesien kamen acht weitere Festungen in den preußischen Festungsgürtel hinzu. Dies waren die Festung Glogau, Breslau, Brieg, Festung Cosel, Festung Neiße, Festung Silberberg, Festung Schweidnitz und die Festung Glatz. Die Aufgaben des Generalstabs beschränkten sich im Krieg auf ingenieurtechnische Dienste und der König war folglich sein eigener Generalstabschef. Die Offiziere waren, ähnlich wie die Adjutanten, dem König persönlich zugeordnet und er bedurfte als oberster Kriegsherr keiner selbständigen Organisation, sondern nur der Erfüllungsgehilfen.
Österreich versuchte, Schlesien im Zweiten Schlesischen Krieg zurückzuerobern. Den Zweiten Schlesischen Krieg begann Friedrich ähnlich wie den ersten mit einem raschen Vorstoß in feindliches Gebiet. Der Feldzug von 1744 verlief für Preußen jedoch katastrophal und endete in einer fast vollständigen Auflösung der Armee. Der König hatte sich zu weit von seinen Nachschublinien entfernt, und auch eine Versorgung aus dem besetzten Gebiet misslang. Ohne eine Schlacht geschlagen zu haben, verlor die preußische Armee fast die Hälfte ihrer Mannschaften durch Gefangennahme, Desertion oder Mangelkrankheiten. Im nächsten Feldzugsjahr wendete sich das Blatt. So wurden Österreich und Sachsen in der Schlacht bei Hohenfriedeberg 1745 besiegt. Besonders die Husaren (auch Zietenhusaren genannt) unter der Führung von General Zieten konnten sich in dieser Schlacht auszeichnen. Die Erfolge bei Hohenfriedberg, Soor und Kesselsdorf wurde dank einer verbesserten Kampfweise der Kavallerie sowie durch Präzision und Angriffsschwung der Infanterieregimenter erzielt. Die Gesamtverluste der Armee im Zweiten Schlesischen Krieg betrugen 14.000 Mann.

### Zwischenkriegsjahre
Die Folgejahre bis zum erneuten Kriegsausbruch waren eine Zeit des gezielten Ausbaus der Armee. Bis 1755 wuchs die Gesamtstärke der preußischen Streitkräfte auf 136.629 Mann und bis zum Beginn des Siebenjährigen Krieges auf 156.000 Soldaten an. Die Kriegserfahrungen wurden in der Armee genutzt, um durch Maßnahmen der Reorganisationsund der Organisationsentwicklung die Leistungsfähigkeit der Truppe insgesamt zu erhöhen. Die Truppengattung der Kavallerie wandelte sich fortlaufend weiter und verbesserte ihre Leistungskraft stetig. Sie wurde so von einer mängelbehafteten Truppe, wie sie noch im ersten Schlesischen Krieg wahrgenommen wurde, zu einer leistungsstarken Stütze der Infanterie im Siebenjährigen Krieg. Der Wandel gelang vor allem durch das Vorhandensein fähiger Führer. Bei der Kavallerie tat sich neben Zieten Friedrich Wilhelm von Seydlitz hervor. Er war nach dem Urteil englischer und französischer Militärhistoriker neben Joachim Murat der bedeutendste Reiterführer der modernen Kriegsgeschichte. Neben seiner erfolgreichen Führung großer Kavallerieverbände wie z. B. bei Roßbach (1757) und Zorndorf (1758) gilt er als der Schöpfer der modernen Kavallerie. Seine Grundsätze für die Ausbildung zu Pferde und im Gefecht galten noch bis zum Ersten Weltkrieg. Die ersten beiden Schlesischen Kriege zeigten ebenso Mängel bei der Feldartillerie auf. Es entstanden in der Folgezeit neue Einheiten, und die Zahl der Feldgeschütze wurde von 222 im Jahr 1744 auf 723 Geschütze im Jahr 1763 mehr als verdreifacht. 1763 betrug die Kampfstärke der Preußischen-Artillerie 6.309 Soldaten.
Das preußische Magazinwesen war im 18. Jahrhundert stark ausgebaut worden. Die Nahrungsmittelzuweisungen pro Soldat betrugen zunächst zwei Pfund Brot und zwei Pfund Fleisch wöchentlich, 1746 wurde die Ration dann auf eineinhalb Pfund gekürzt. Zu Beginn des Siebenjährigen Krieges verfügte Preußen über 32 Kriegsmagazine, in denen knapp 80.000 Pfund Getreide eingelagert waren. Für die geistige Betreuung sorgten 120 Feldprediger im Heer. Im Ersten Schlesischen Krieg reichten die Rücklagen des Kriegsschatzes für den Unterhalt aus. Beim Zweiten Schlesischen Krieg wurden die Rücklagen völlig aufgezehrt und zusätzliche Anleihen nötig. Der Kriegsschatz, der zum Unterhalt der Armee diente, wurde nach 1744 rasch wieder aufgefüllt und betrug zu Kriegsbeginn fast 18 Millionen Reichstaler. Diese Rücklage reichte etwa für ein Jahr aktive Kriegsführung aus. Die Ausgaben wurden für die Mobilmachung, Auffüllung der Magazine oder die Bildung von Feldkriegskassen getätigt.

### Einsätze im Siebenjährigen Krieg

Die Preußische Armee im Ersten und Zweiten Schlesischen Krieg
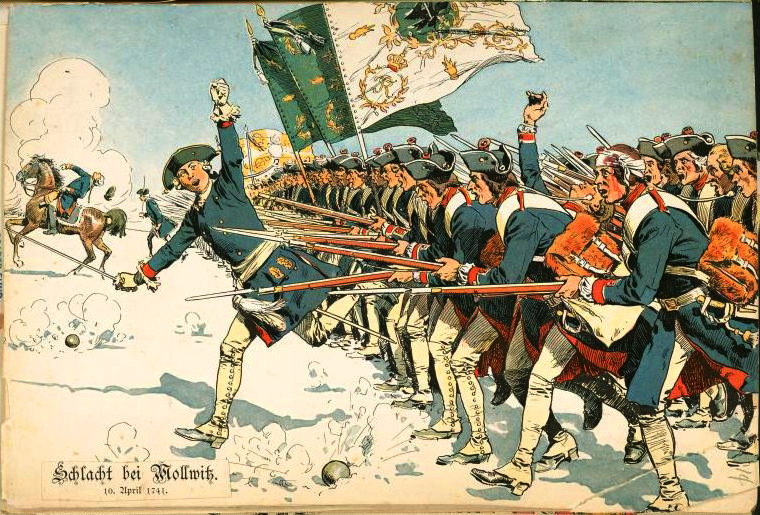
Die preußischen Truppen in der Schlacht bei Mollwitz 1741
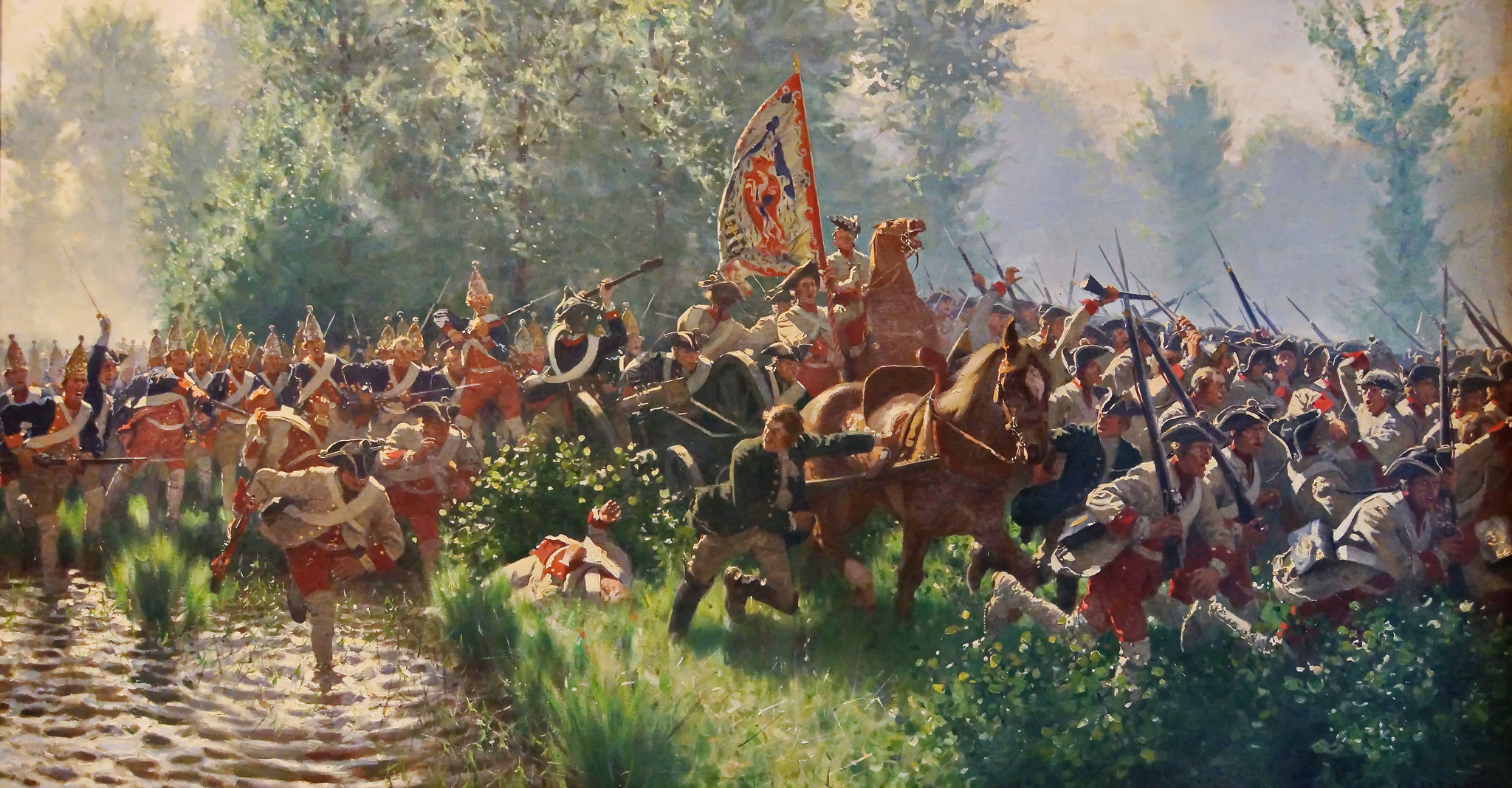
Die Schlacht bei Hohenfriedeberg am 4. Juni 1745. Preußische Grenadier-Bataillone schlagen die Sächsische Garde. Carl Röchling. Militärhistorisches Museum der Bundeswehr, Dresden
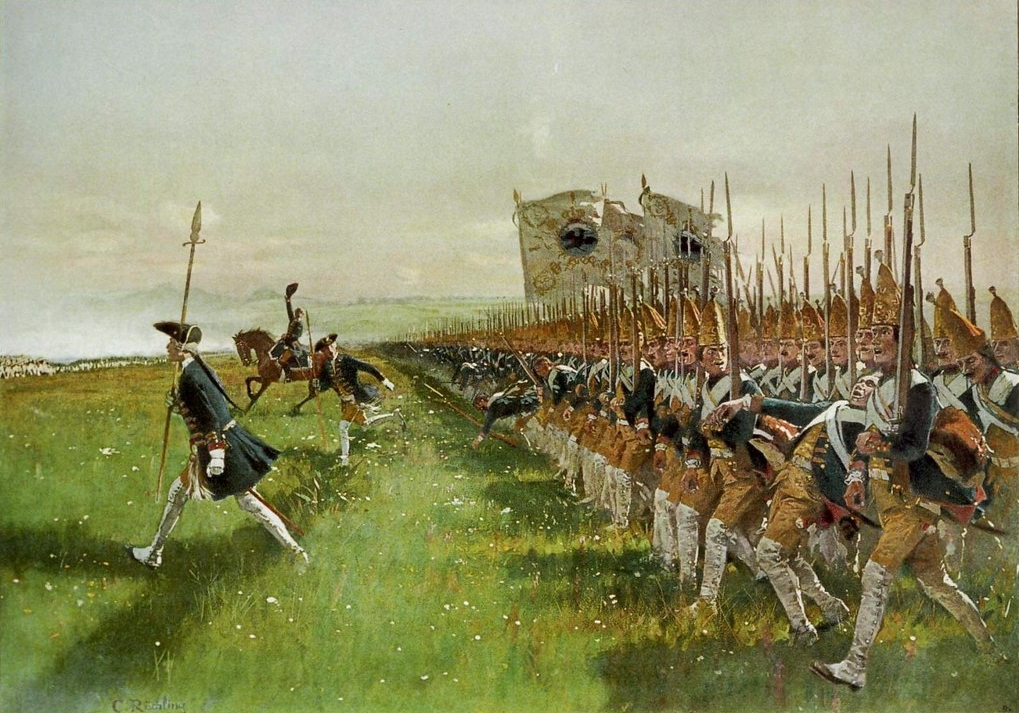
Schlacht bei Hohenfriedeberg, Angriff des preußischen Grenadiergardebataillons, 4. Juni 1745, Historiengemälde von Carl Röchling (1855–1920)
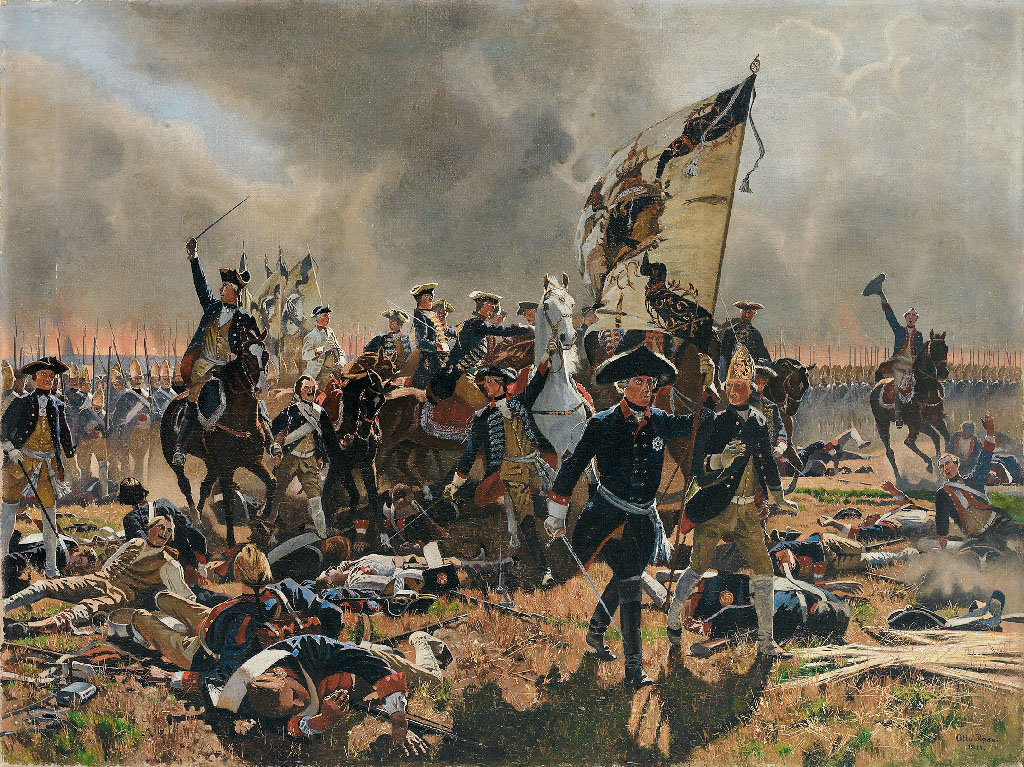
Kopie (von Otto Rose, 1911) des Bilds von Carl Röchling († 1920): Friedrich II. in der Schlacht bei Zorndorf 1758. Öl/Lwd. 82 × 115 cm
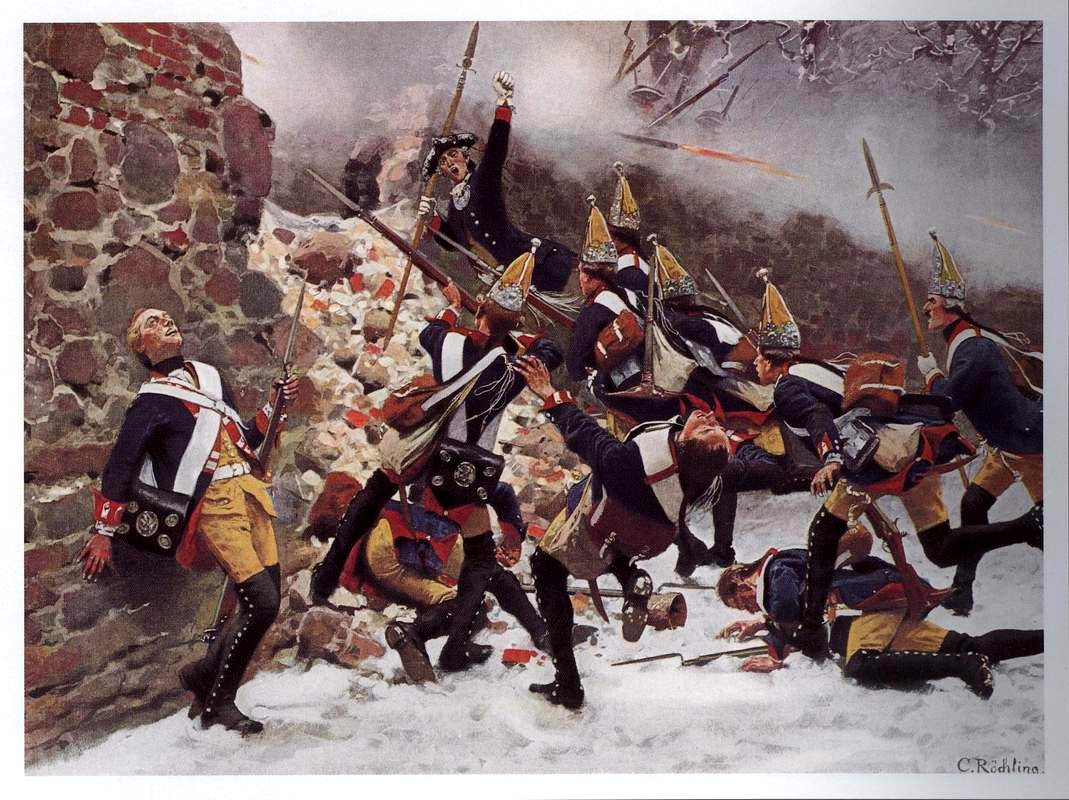
Erstürmung der Wälle durch preußische Truppen in der Schlacht bei Leuthen 1757, Carl Röchling († 1920)

In den 1750er Jahren veränderte sich das außenpolitische Klima erneut. Österreich verbündete sich mit Frankreich im Zuge der Diplomatischen Revolution (1756); Österreich, Frankreich und Russland standen gemeinsam gegen Preußen. Friedrich der Große griff seine Feinde präventiv an, womit er den Siebenjährigen Krieg auslöste. Obwohl zahlenmäßig unterlegen, erreichte die preußische Armee 1757 beachtenswerte Siege in der Schlacht bei Roßbach und der Schlacht bei Leuthen. Hingegen wurden die preußischen Kräfte 1759 in der Schlacht bei Kunersdorf deutlich besiegt. Entgegen der eigenen Handlungsmaxime, unbedingt Abnutzungskriege zu vermeiden und stattdessen alles auf eine schnelle offensive Kriegsentscheidung auszurichten, musste die preußische Armee doch den Abnutzungskrieg führen, den es aufgrund der begrenzteren eigenen Ressourcen im Vergleich zu den Feinden schlechter durchstehen konnte.
Es gelang aufgrund der Verluste nicht, die Personalzahlen zu halten. Allein die Winterfeldzüge von 1759 und 1761 führten infolge von Erkrankungen und Erfrierungen zu soviel Opfern wie mehrere Schlachten. Der Siebenjährige Krieg führte zu Verlustzahlen in der preußischen Armee zwischen 142.722 und 186.000 Mann. Durch Desertion verlor die Armee weitere 80.000 Mann. (Österreich: 62.000 Mann, Frankreich: 70.000 Mann). Die Armee musste im Laufe der Feldzüge praktisch neu aufgestellt werden, wobei der Substanzverlust im Zeitverlauf höher war als die Zuführung neuer Kräfte in die Armee. Insbesondere die Rekrutierung mit Ausländern war in Kriegszeiten nur eingeschränkt möglich und verringerte das Rekrutierungspotenzial. Die Anforderungen an die Qualität des Ersatzes mussten ständig herabgesetzt werden. Die Kämpfe waren deutlich intensiver und fanden häufiger statt als noch im 17. Jahrhundert. Allein im Feldzugsjahr 1757 fanden 188 Kampfhandlungen der preußischen Armee statt (3. September 1756 bis 31. Dezember 1756: 39 Gefechte). 1760 waren es bereits 296 Gefechte, 1762 waren es 204 Kampfhandlungen. Im Schnitt ergaben sich etwa 200 Gefechte pro Jahr, auf den gesamten Konflikt zusammengerechnet sind dies rund 1250 Kampfhandlungen der preußischen Armee von September 1756 bis Ende 1762. Neben den vielen Vorhhutgeplänkeln oder Aufklärungsgefechten gab es nur wenige Dutzend Hauptschlachten die feldzugsentscheidenden Charakter hatten. Von diesen 21, nach Aufzeichnung von Friedrich II. Hauptschlachten siegte die preußische Armee in 14, während sieben verloren gingen.
Mit schwindenden physischen Reserven gewann vor allem der Kleinkrieg immer größere Bedeutung. Um die Überlegenheit der Österreicher (Grenzer, Panduren) und Russen (Kosaken) hier ausgleichen zu können, stellte Friedrich Freibataillone („Dreimal blau und dreimal des Teufels, ein exekaberes Geschmeiß!“) auf und griff sogar, mit Aufstellung von Milizeinheiten, der militärischen Entwicklung der Befreiungskriege vor.
Der offensiv orientierte Friedrich II. war ein Verfechter der „Schiefen Schlachtordnung“, welche beträchtliche Disziplin und Mobilität der Truppen erforderte. Dabei wurde der Großteil seiner Streitkraft auf den linken oder rechten Flügel des Feindes konzentriert. Diese ließ er gestuft um die gegnerische Flanke vorrücken. Um den Zug zu vertuschen, griff Friedrich gleichzeitig die gegnerische Linie mit weiteren Einheiten frontal an, um den Gegner beschäftigt zu halten, damit der keine Zeit bekam, seine Formation dem Zug anzupassen. Wenn die Truppen nah an der Flanke des Gegners positioniert waren, konnten die preußischen Einheiten lokale Überlegenheit erlangen, in die Flanke eindringen, die feindlichen Reihen von der Seite her aufrollen und die Formation damit sprengen. Obwohl diese Taktik bei Kunersdorf fehlschlug, wurde sie mit großem Erfolg in der Schlacht von Leuthen und der Schlacht von Roßbach angewandt. Gegen Ende des Siebenjährigen Krieges begann Friedrich II., neue Taktiken auszuarbeiten, um die schräge Gefechtsreihe zu ersetzen.
Die preußische Niederlage schien unausweichlich, doch Friedrich der Große wurde durch das „Mirakel des Hauses Brandenburg“ gerettet. Der plötzliche Tod der Zarin Elisabeth führte zum Ausscheiden Russlands aus dem Krieg und zur Rettung Preußens. Der Besitz Schlesiens wurde im Frieden von Hubertusburg (1763) bestätigt. Die Armee zählte 1763 etwa 150.000 Mann, davon waren etwa 68 % Landeskinder.

Die Preußische Armee im Siebenjährigen Krieg
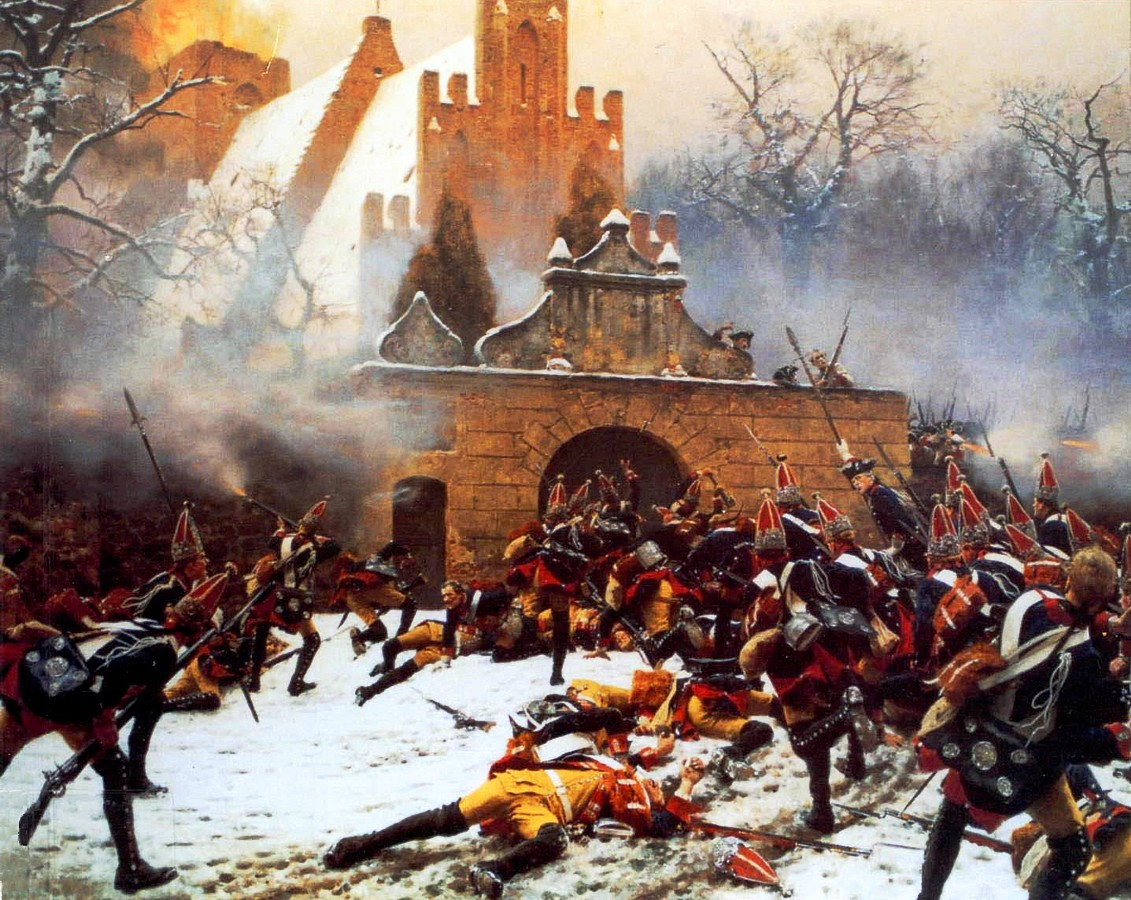
Preußische Truppen in der Schlacht bei Leuthen 1757, Carl Röchling († 1920)
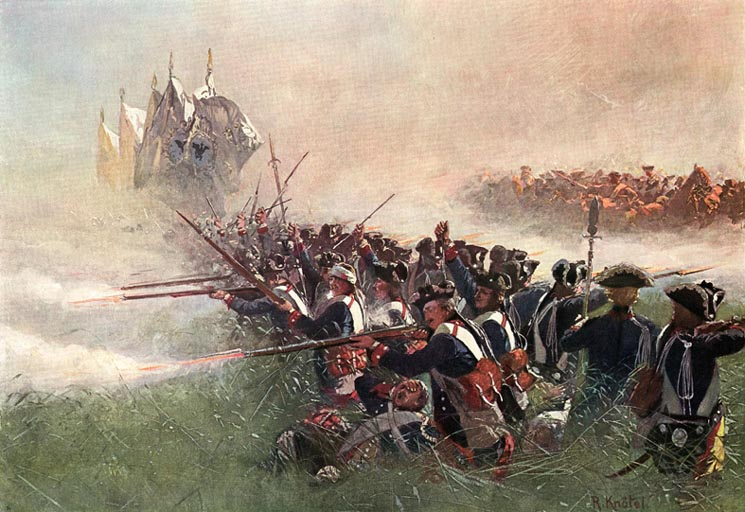
Erstes Bataillon der Leibgarde in der Schlacht bei Kolin, Richard Knötel
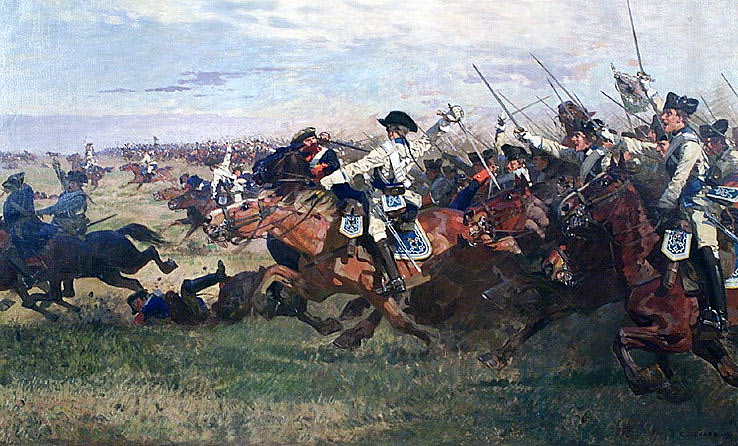
Seydlitz Kavallerieattacke in der Schlacht bei Roßbach 1757
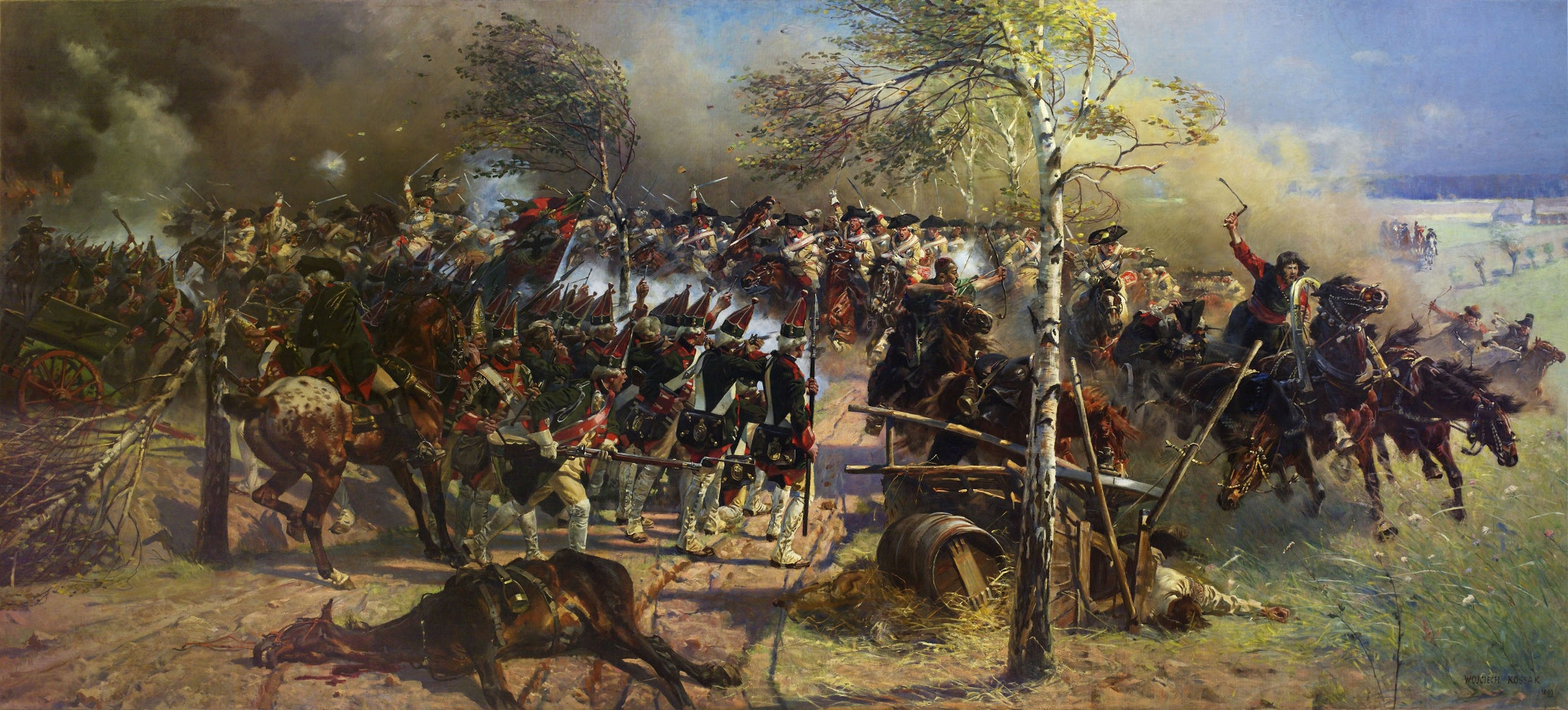
Wojciech Kossak (1856–1942): Attacke der preußischen Kürassiere angeführt von Seydlitz in der Schlacht bei Zorndorf am 25. August 1758
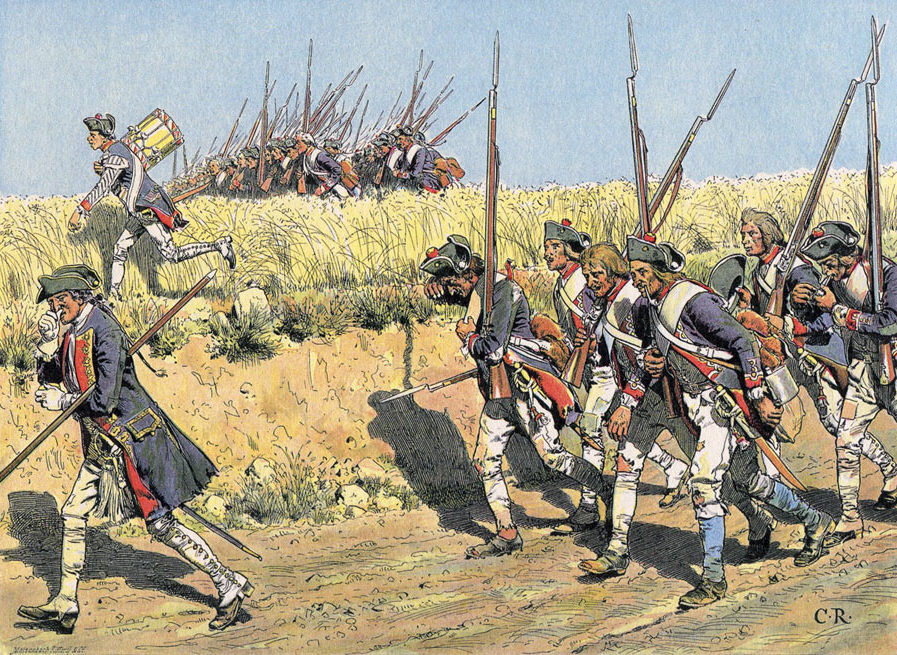
Preußische Infanterie auf dem Vormarsch in die Schlacht bei Zorndorf am 25. August 1758

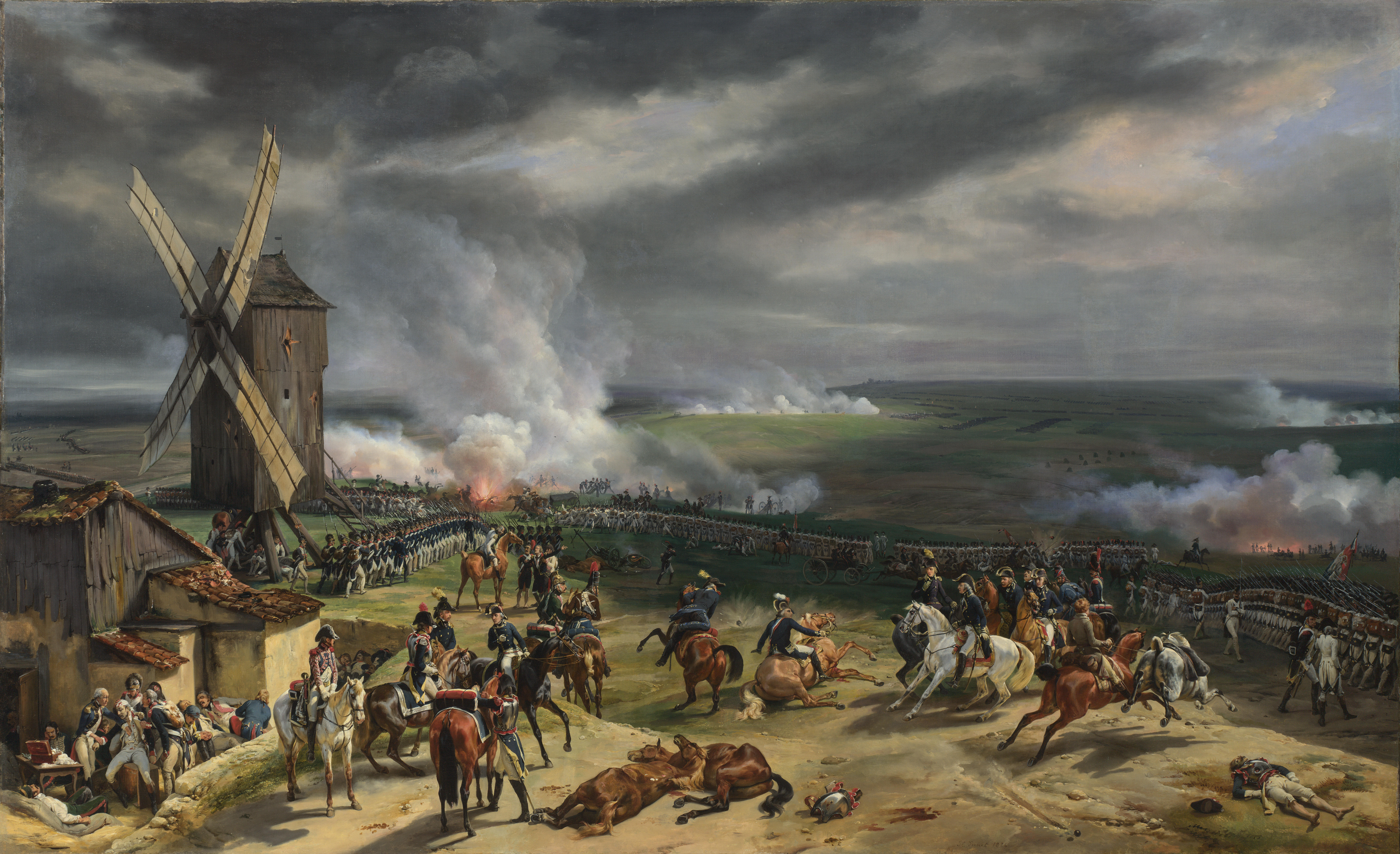
Die Französische Revolution veranlasste Preußen, im Bündnis mit Österreich zu einer gegenrevolutionären Invasion. Infolge der Kanonade bei Valmy am 20. September 1792 endete sie mit dem Rückzug der preußischen Armee aus Frankreich. Das Ereignis markierte in aller Welt den entscheidenden ersten Erfolg Frankreichs im Ersten Koalitionskrieg (Gemälde aus dem Jahr 1835 von Jean-Baptiste Mauzaisse)

### Stagnation, Hybris und Zusammenbruch

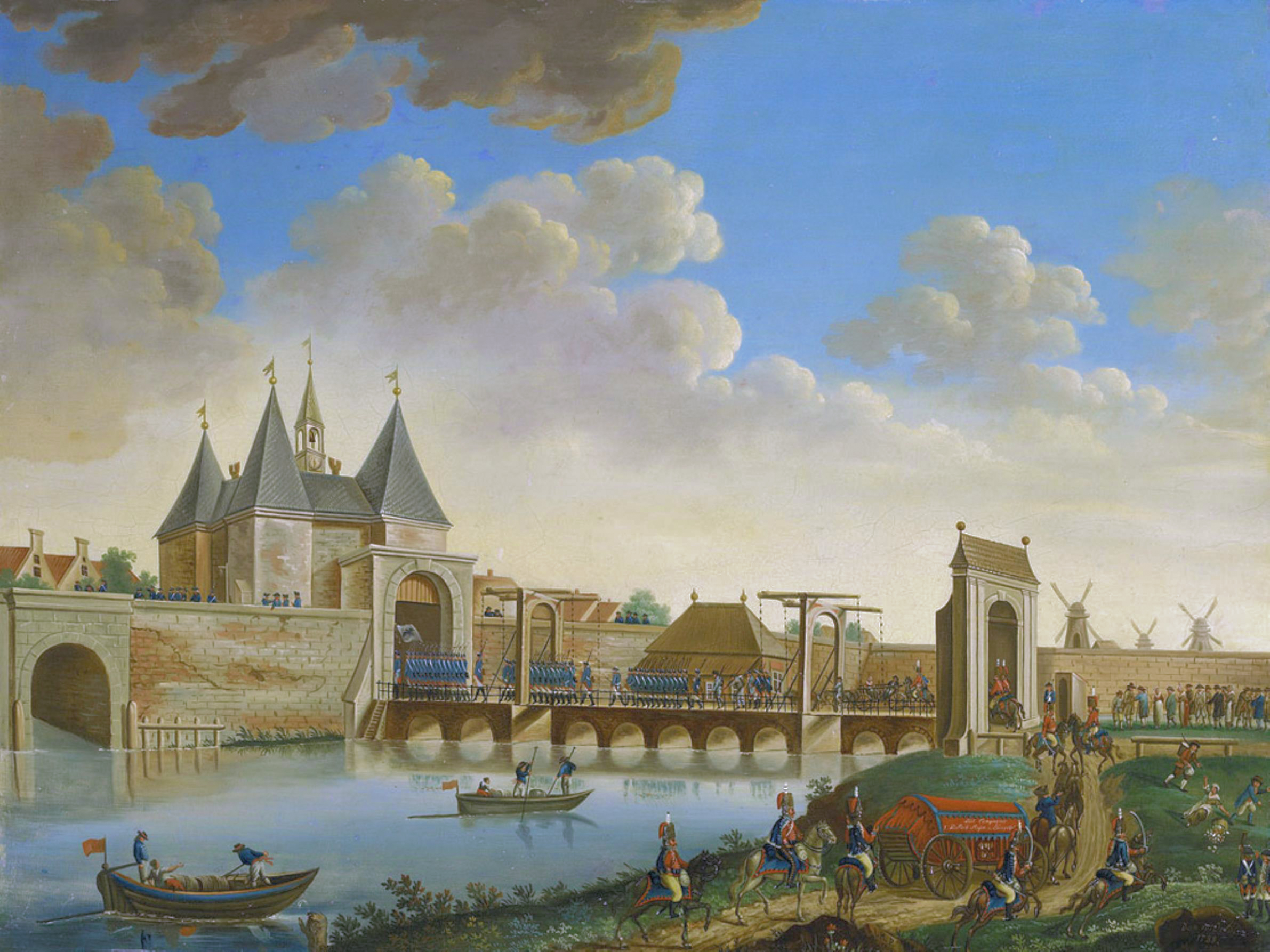
Einmarsch preußischer Truppen in Amsterdam

Um eine abschreckende Wirkung zu entfalten, wurde die Armeegröße auch im Frieden weiter ausgebaut. Ihre Mannschaftsstärke betrug im Jahr des Todes von Friedrich II. etwa 193.000 Soldaten bei einer Bevölkerungszahl von 5,5 Millionen. Darunter befanden sich 140.000 Infanteristen, 40.000 Kavalleristen und 10.600 Artilleristen. Die Armee war damit die drittgrößte Streitkraft des Kontinents nach der Russischen und der Französischen Armee. Auf 29 Untertanen kam ein Soldat. Preußen war demnach ein stark militarisierter Staat, ohne notwendigerweise eine stark militarisierte Gesellschaft aufzuweisen. Es gab keine allgemeine Wehrpflicht und die Ausbildung war nach heutigen Maßstäben kurz und oberflächlich. Um die negativen Auswirkungen der Wehrpflicht auf die Wirtschaft zu verringern, war die preußische Armee auf eine große Zahl ausländischer Soldaten angewiesen. Rund 110.000 Ausländern standen 80.000 Inländer gegenüber. Ausländer in der Armee galten als weniger diszipliniert, weniger motiviert und desertierten eher als Inländer. Durchschnittlich befanden sich 90.000 Soldaten im Urlaub und wurden nur zu den Übungen eingezogen. Die benötigte Zeit zur Mobilisierung dauerte sechs Tage. Sie übertraf damit alle anderen Armeen ihrer Zeit. Daraus resultierte ein strategischer Vorteil, denn sie konnte vor einer feindlichen Streitmacht die Initiative übernehmen und in die Offensive gehen. Der Anteil der Militärausgaben an den gesamten Staatsausgaben betrug nun 66 %, deutlich weniger im Vergleich zu den 85 % Anteil an Militärausgaben in Preußen im Jahr 1740.
Der Nachfolger Friedrichs des Großen wurde sein Neffe Friedrich Wilhelm II. In den 11 Jahren seiner Regierung kümmerte er sich kaum um die Armee. Er hatte wenig Interesse an militärischen Fragen und übertrug die Verantwortung für sie vor allem an Karl Wilhelm Ferdinand, Herzog von Braunschweig, an Wichard von Möllendorff sowie an Ernst von Rüchel. Der König unterließ schon bei seinem Amtsantritt, Posten im Militär und Verwaltung neu zu besetzen. So war die Mehrzahl der Amtsträger und Offiziere bereits seit Ende des Siebenjährigen Krieges in ihren Ämtern. Da sie in jungen Jahren große Verdienste um den preußischen Staat erworben hatten, beließ der neue König sie aus Dankbarkeit in ihren Ämtern. Die Friedensstärke der preußischen Armee wuchs unter Friedrich Wilhelm II. auf 189.000 Mann Infanterie und 48.000 Mann Kavallerie. Auch der folgende König Friedrich Wilhelm III., der als Zauderer galt, vermochte keine neuen Impulse zu setzen.
Zwar wurden nach dem Bayerischen Erbfolgekrieg 1779 Verbesserungen in die Armee eingeführt. Die mobilen, leichten Einheiten und Jägerkontingente waren verstärkt worden und es wurde ein neues Requisitonssystem eingeführt. Das reichte jedoch nicht, um die Kluft zur französischen Armee zu schließen. Zum Teil war die preußische Armee der französischen Armee mit ihrem Levée en masse numerisch unterlegen. Seit Beginn der französischen Revolution hatten die Franzosen zudem Infanterie, Kavallerie und Artillerie in festen Divisionen zusammengefasst, die von einer unabhängigen Logistik unterstützt wurden und imstande waren, autonom gemischte Operationen durchzuführen. Später wurden diese Verbände dann zu Armeekorps zusammengestellt, die eine beispiellose Flexibilität und Schlagkraft ermöglichten. Im Gegensatz dazu stand die preußische Armee erst am Anfang des Prozesses und hatte erst angefangen, die Möglichkeiten von Divisionen mit kombinierten Waffengattungen auszuloten. Auch beim Einsatz von Scharfschützen hinkten die Preußen hinterher. Die Gesamtzahl dieser Truppen (Jäger) blieb klein, auch war die Güte der Waffen nicht hoch und es gab keine Überlegungen zum Einsatz von Schützenverbänden innerhalb großer Truppenkontingente.
Insgesamt stagnierte die Entwicklung des Militärwesens nach 1763. Die Veränderungsdynamik verringerte sich, hervorgerufen durch die Erfolge der vorherigen Dekaden. Hinzu kam eine Überalterung des Militärpersonals. Die meisten im Offizierskorps waren schon 65 und manch einer auch schon über 70 Jahre alt. Gerade das überalterte Offizierskorps der preußischen Armee sollte sich im Koalitionskrieg für Preußen verheerend auswirken, da sie die militärischen Konzepte der Franzosen nicht verstanden. Die verdienten Funktionsträger lehnten aufgrund der eigenen Kriegserfahrungen fundamentale Neuerungen ab. Bereits um 1790 begannen Kritiker eine Reform des friderizianischen Systems zu fordern. Die Debatten gingen bis nach 1800 weiter, als die ersten Vorreiter erkannt hatten, was die Revolutionskriege und Feldzüge Napoleons für Lehren nach sich zogen. Christian von Massenbach sah auf Basis der Kriegsführung der Massenheere eine notwendige Professionalisierung der militärischen Planung und Führung voraus, um die Abhängigkeit einer Armee von der Begabung eines Kriegsherren, wie dem König zu verringern. Es sollten dauerhafte Strukturen existieren, die Sicherstellten, dass alle Informationen verarbeitet werden die eingingen. Dies sollte in die Gründung eines modernen Generalstabs münden. Wichtigstes Forum für die Debatte um eine Heeresreform wurde die 1802 gegründete Militärische Gesellschaft. Demnach war das Heer nicht abgeschottet gegen Diskussionen oder Kritik, es setzte die Änderungen nur nicht um. Jede Reformgruppe stieß irgendwann auf eine Interessengruppe, die um ihre Positionen fürchteten und folglich alles neue Boykottierten. Der Erzkonservative Möllendorff, Feldmarschall und 1806 ein immer noch aktiv dienender Greis von 82 Jahren, erwiderte nach Angaben von Christopher Clark auf Reformplänen sinngemäß «Das ist mir zu hoch» und schmetterte diese damit ab. Solche Leute waren aber in der Armee hochangesehe Veteranen und entschieden über die Entwicklung der Armee. Selbst der König Friedrich Wilhelm III. traute sich nicht in Angesicht der scheinbar fachmännischeren Urteile der Veteranen zu widersprechen.
Dies rächte sich noch nicht sofort. Ganz im Gegenteil lief es für die Armee weiter günstig. Die Erfolge der Armee aus den vorherigen Kriegen hatten einen Nimbus erzeugt, der auch bei anderen europäischen Armeen zu Nachahmungstendenzen führte. So wurde in der Kaiserlich Russischen Armee 1796 das preußische Exerzierreglement eingeführt. Insgesamt gab es in diesen Nachkriegsdekaden ein sehr großes Sendungsbewusstsein in der Armee, das auch außenpolitisch spürbar wurde. Kurz nach Amtsantritt des Königs Friedrich Wilhelm II. erfolgte die Invasion Hollands.
Die Armee ruhte sich auf den Erfolgen früherer Tage aus und verbrauchte ihr Prestige. Die relative Schlagkraft der preußischen Armee nahm daher seit Ende des Siebenjährigen Krieges ab. Es wurde vermehrt großen Wert auf immer komplexere Formen des Drills gelegt. Sie dienten vor allem zum Erlernen der mechanischen Funktionsweise, die jeder einzelner Soldat im Truppenkörper beherrschen musste. Die von Kritikern geforderten Reformansätze wurden innerhalb der Armee abgelehnt, obwohl es bereits neuere Ausbildungsmethoden gab, die ein anderes Menschenideal als das des willenlosen Automaten vertraten. Noch zu Anfang des 18. Jahrhunderts gingen die militärischen Innovationen, die die Entwicklung der Armeen in Nordamerika und Europa im 18. Jahrhundert maßgeblich gestalteten noch von der preußischen Armee aus. Nun ging die Rolle des Innovationstreibers im Zuge der gesellschaftlichen Umbrüche ab Ende der 1780er Jahre in Frankreich auf die französische Armee über. Bereits in den 1790er Jahren zeigte sich, dass die nach preußischer Manier gedrillten Soldaten in ihrer starren Formationsweise im Einsatz gegen die freier beweglichen französischen Truppen unterlegen waren. In der Folgezeit büßte die Armee ihren militärischen Qualitätsstandard ein. Geführt durch alternde Veteranen der Schlesischen Kriege, zudem schlecht ausgerüstet, konnte sie nicht mit der französischen Armee der Koalitionskriege mithalten. Das zeigte schon im Ersten Koalitionskrieg die Niederlage bei der Kanonade von Valmy. Im Ergebnis hielt sich Preußen strikt an einen Neutralitätsgebot und vermied jegliche kriegerische Konfrontation mit der französischen Armee, auch auf Kosten der eigenen Bündnispartner, die fortan häufig wechselten. Stattdessen wurde die Armee 1794 in den polnischen Freiheitskampf hineingezogen, den es zusammen mit der russischen Armee militärisch niederdrückte. Kurz vor dem vollständigen Zusammenbruch des altpreußischen Staats durchlebte Preußen eine Art Hybris.

## Von der Heeresreform unter Scharnhorst bis zu den Befreiungskriegen
Einen großen Umbruch brachte das Jahr 1806. Das Heer, das bis dahin aus Zwangsverpflichteten und Geworbenen bestand, wurde in der Schlacht bei Jena und Auerstedt von der französischen Armee vernichtend geschlagen. Die preußische Armee befand sich in völliger Auflösung, binnen weniger Wochen kapitulierten zahlreiche Festungen trotz guter Versorgungslage ohne Kampf. Der Krieg setzte sich zwar mit russischer Unterstützung bis in den Sommer 1807 fort, doch dann musste Friedrich Wilhelm III. einen Friedensvertrag unterzeichnen, der Preußen hart traf. Preußen verlor als Folge dieser Niederlage im Frieden von Tilsit 1807 große Teile seines Territoriums und die Armee wurde auf eine Stärke von 42.000 Mann begrenzt. Im Juli 1807 als der Schock von Tilsit noch frisch war, gründete der König eine Reorganisationskommission deren Aufgabe es war, alle erforderlichen Reformen auszuarbeiten. Führender Kopf der die Heeresreform wurde Gerhard von Scharnhorst unterstützt von August von Gneisenau, Carl von Clausewitz, Hermann von Boyen, Carl Wilhelm Georg von Grolman. Wichtige Strukturänderungen folgten. Die militärische Exekutive wurde gestrafft, dazu gehörte auch die Schaffung eines Kriegsministeriums, in dessen Rahmen sich allmählich die ersten Ansätze eines Generalstabs herauskristallisierten. Größere Bedeutung wurde dem Einsatz flexibler Jägereinheiten beigemessen, die fortan in einer offenen Schlachtordnung operieren sollten. Beförderungen waren künftig ausschließlich an entsprechende Verdienste geknüpft.
Scharnhorst öffnete die Armee für Bürgerliche mit dem Ziel, den Leistungsgedanken vor den Geburtsrechten des Adels zu verstärken. Dies galt besonders für das Offizierskorps. Das Bürgertum und der Adel sollten eine neue Offiziersschicht bilden, die des wissenschaftlich gebildeten Offiziers.

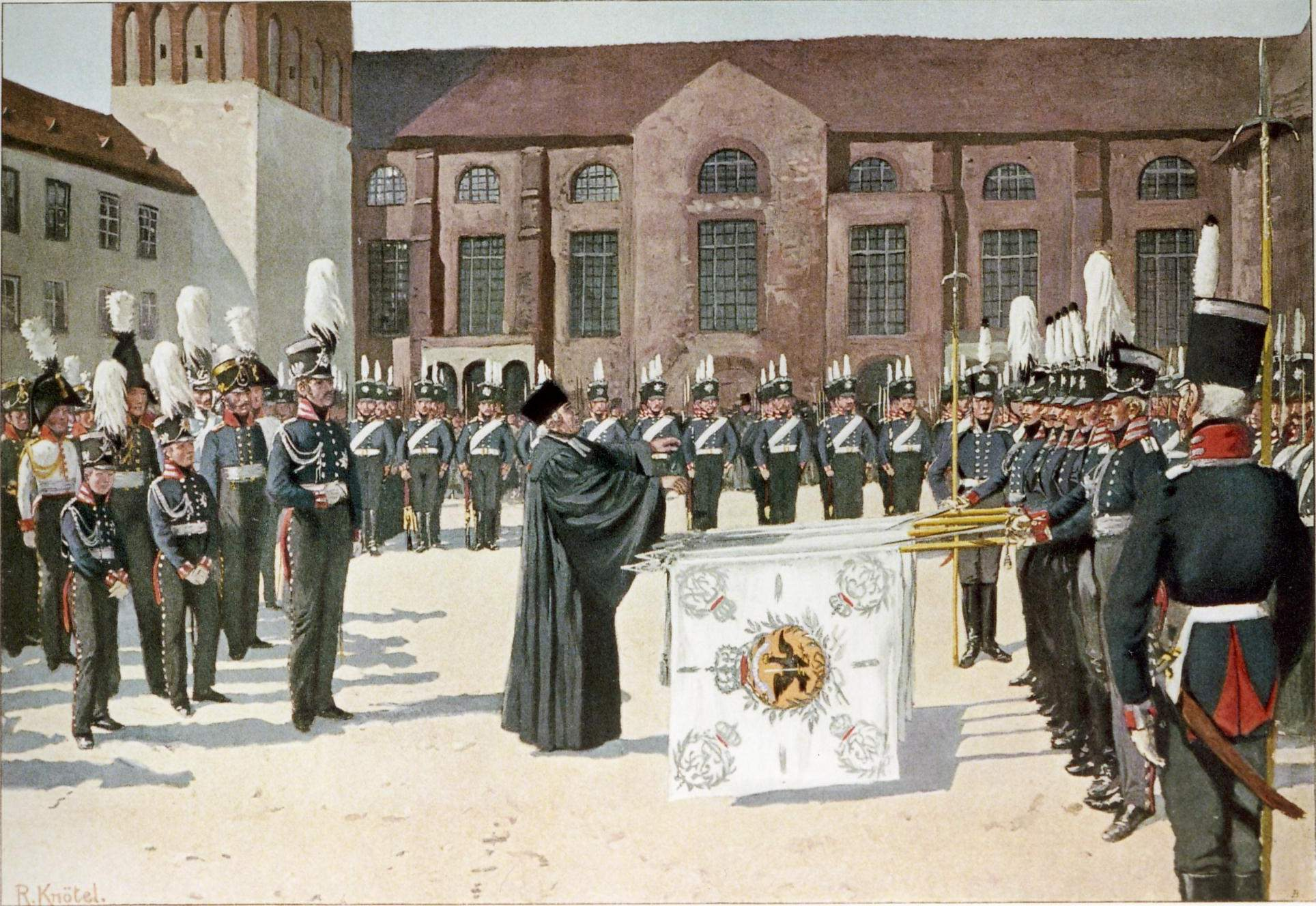
Fahnenweihe Regiment Garde zu Fuß 1808

Er befürwortete das Konzept der Massenaushebung (französisch levée en masse) für das preußische Heer, um die begrenzte preußische Armee zu verstärken; daraufhin wurde die Landwehr als Miliz geschaffen, die eine Stärke von 120.000 Mann erreichte. Sie sollte als hochmotivierte Hilfstruppe die reguläre Armee unterstützen. Die Reform ging einher mit einer beispiellosen Säuberung der preußischen Militärführung. Nach Abschluss der Reorganisation im September 1808 dienten von den 142 preußischen Generälen des Jahres 1806 nur noch 22, von den übrigen waren 6 gefallen und 17 strafweise ausgeschieden. 17 wurden entlassen und 86 mit allen Ehren verabschiedet. Insgesamt waren durch die Säuberung mit Befehl vom 6. August 1808 200 Offiziere aus der Armee ausgeschieden. Unmittelbares Ziel war es einen neuen Führungskader aufzubauen. Die alte kastenartige Exklusivität des Offizierkorps sollte überwunden werden. Durch aufrechten Patriotismus sollte der Elan und das Engagement aufgebaut werden, der 1806 fehlte. Um dieses Ziel, der Hebung eines nationalen Geistes für die Armee nutzbar zu machen, sollte eine allgemeine Wehrpflicht folgen. Die Befreiungen vom Wehrdienst, die Exemtionen sollten wegfallen.
Scharnhorst führte das „Krümpersystem“ ein, indem bis zu einem Drittel der jeweiligen Soldaten beurlaubt und durch neue Rekruten ersetzt wurde. Dadurch wurde die festgesetzte Höchststärke von 42.000 Mann nicht umgangen und doch ein Reservoir an dienstfähigen Männern geschaffen.
Scharnhorst reformierte ebenfalls den Strafenkatalog. Stockprügel und der Spießrutenlauf wurden verboten, stattdessen sah das neue System nur noch Arreststrafen vor. Bei kleineren Vergehen wurden die Strafen entsprechend abgestuft, vom Nachexerzieren bis hin zum Arbeitsdienst oder der Strafwache. Diese Reform der Disziplinarstrafen war notwendig, damit das Konzept des Volksheeres aufgehen konnte. Das Bild des in den Dienst gepressten Soldaten, der mit Desertion drohte und den man mit Gewalt in der Armee halten musste, sollte abgelöst werden. Stattdessen sollte der Soldat ein angesehener ehrenhafter Berufsstand werden, der seine Pflichten freiwillig erfüllt. Das Menschenbild des Soldaten in der Armee entsprach damit nicht mehr dem eines willenlosen Automaten wie zuvor. Den Mannschaften wurden nun Empfindungen wie Gefühle, Stimmungen, Moral, Hunger, Kälte, Müdigkeit und Angst zugestanden. Soldaten hatten jetzt einen Willen und wurden zu subjektiven Variablen die von den Offizieren berücksichtigt werden mussten. Offiziere sollten nicht mehr bei ihren Untergebenen Angst verbreiten, die größer als die vor dem Feind war, sondern die Soldaten erziehen.
Der Erfolg dieser Reformpolitik ermöglichte Preußen wenige Jahre später, an den Befreiungskriegen erfolgreich teilnehmen zu können. Doch zunächst folge eine Politik des Abwartens um zu verhindern durch ein alleiniges Vorpreschen erneut unter die Räder der Großmachtpolitik zu geraten. Der Aufstandversuch des Majors Schill 1809 scheiterte im Ansatz kläglich und wurde auch nur von einer Minderheit im Offizierkorps befürwortet. Die Aufrüstung in Preußen begann Mitte 1811, als sich die Vorboten eines Krieges zwischen Russland und Frankreich ankündigten. Nach Intervention Napoleons wurden die Rekrutierungen und Befestigungsarbeiten wieder eingestellt. Es folgte eine diplomatische Demütigung durch Napoleon, die Preußen zur Stellung eines Kontingents für den kommenden Feldzug gegen Russland zwang. Die Vereinbarung vom 24. Februar 1812 wurde allerdings erst dann nach Berlin durch einen Kurier durchgestellt, als ein vollständiges französisches Armeekorps bereits kurz vor der Stadtgrenze stand. Aus diplomatischer Perspektive hieß dies, das Napoleon dem Staat Preußen keine bedeutende Berücksichtigung in seinem konstruierten Staatensystem zugestand, sondern das es nur die Rolle eine Satellitenstaates wie die anderen deutschen Mittelstaaten innerhalb des Rheinbundes erhielt. Ein Staat auf dieser Rangstufe war im Hierarchiesystem der napoleonischen Staatenwelt ein Gemeinwesen, das nicht auf Augenhöhe stehend gefragt wird, sondern die Befehle des Kaisers entgegenzunehmen und auszuführen hat. Da Preußen eine andere Ausgangsstufe als die anderen Mittelstaaten Deutschlands hatte, wurde dieser Politikansatz von der informellen Bevölkerungsmehrheit und den Führungsstellen im Land als Zurücksetzung empfunden. Einige Reformer quittierten angesichts des erneuten Stillhaltens und Zurückweichens der Regierung und des Königs ihren Dienst und gingen in den Dienst des russischen Kaisers über, mit der Erkenntnis, das nur dieses Land in der Lage war, die Macht Napoleons noch zu brechen.
Der Vormarsch der Grande Armee erfolgte über preußisches Territorium. Auf diesem Weg kam es zu vielfachen Verstößen durch die Soldaten, die in Exzesse umschlugen. Die Vorgänge heizte die Atmosphäre weiter auf, so dass zumindest in Preußen die Stimmung der Bevölkerung von allgemeinen Unmut in glühenden Hass auf die napoleonischen Truppen umschlug.
Der mit militärischem Nachdruck an die preußische Regierung übermittelte Bündnisvertrag vom 24. Februar 1812 verpflichtete Preußen zur Stellung eines Hilfskorps von 20.000 Mann (14.000 Mann Infanterie, 4000 Mann Kavallerie, 2000 Mann Artillerie mit 60 Kanonen) für den Krieg gegen Russland. Dieses Hilfskorps wurde der 27. Division des X. Armeekorps der „Grande Armée“ zugeteilt. Die teilnehmenden Bataillone und Regimenter wurden per Losentscheid ausgesucht. Das preußische Hilfskorps (Yorcksches Korps) geriet aber nicht in den Untergang der Großen Armee auf ihrem Weg nach Moskau und zurück, da es auf der linken Flanke in Kurland eingesetzt war. Widerrechtlich wurden dagegen auf direkten Befehl Napoleons zwei Stammkompanien der preußischen Artilleriebrigade der französischen Garde-Artillerie als Trainsoldaten angeschlossen. Diese kamen bis nach Moskau und sind dort im Gefolge der Garde-Artillerie mit untergegangen. Von diesen beiden Einheiten gab es fast keine Rückkehrer. Trotz einiger Gefechte konnte das Hilfskorps von Yorck weitgehend geschont werden und bildete nach einer Ergänzung im Januar/Februar 1813 in Tilsit den Kern der ersten Truppen im Befreiungskampf gegen Frankreich.
Nach der Niederlage der „Grande Armée“ in Russland wurde am 30. Dezember 1812 bei Tauroggen (Tauragė in Litauen) der Waffenstillstand zwischen Preußen und Russland durch den preußischen Generalleutnant Graf Yorck und von Diebitsch, General der russischen Armee, unterzeichnet. Yorck handelte dabei aus eigener Initiative ohne Befehl seines Königs. Die Konvention besagte, dass Yorck seine preußischen Truppen aus der Allianz mit der französischen Armee herauslösen solle. In Preußen wurde dies als Beginn des Aufstandes gegen die französische Fremdherrschaft verstanden. Die preußische Regierung war in den folgenden Vorgängen nur reaktiv beteiligt und billigte zumeist nachträglich das ohnehin nicht mehr änderbare Ergebnis, das in eine offene Konfrontation mit Frankreich zulief. Angesichts der vorherigen Ereignisse aus dem Vorjahr strömten scharenweise Freiwillige in die Armee, um an dem kommenden Feldzug teilzunehmen.

Schlachtengemälde der Befreiungskriege mit Ansichten preußischer Soldaten
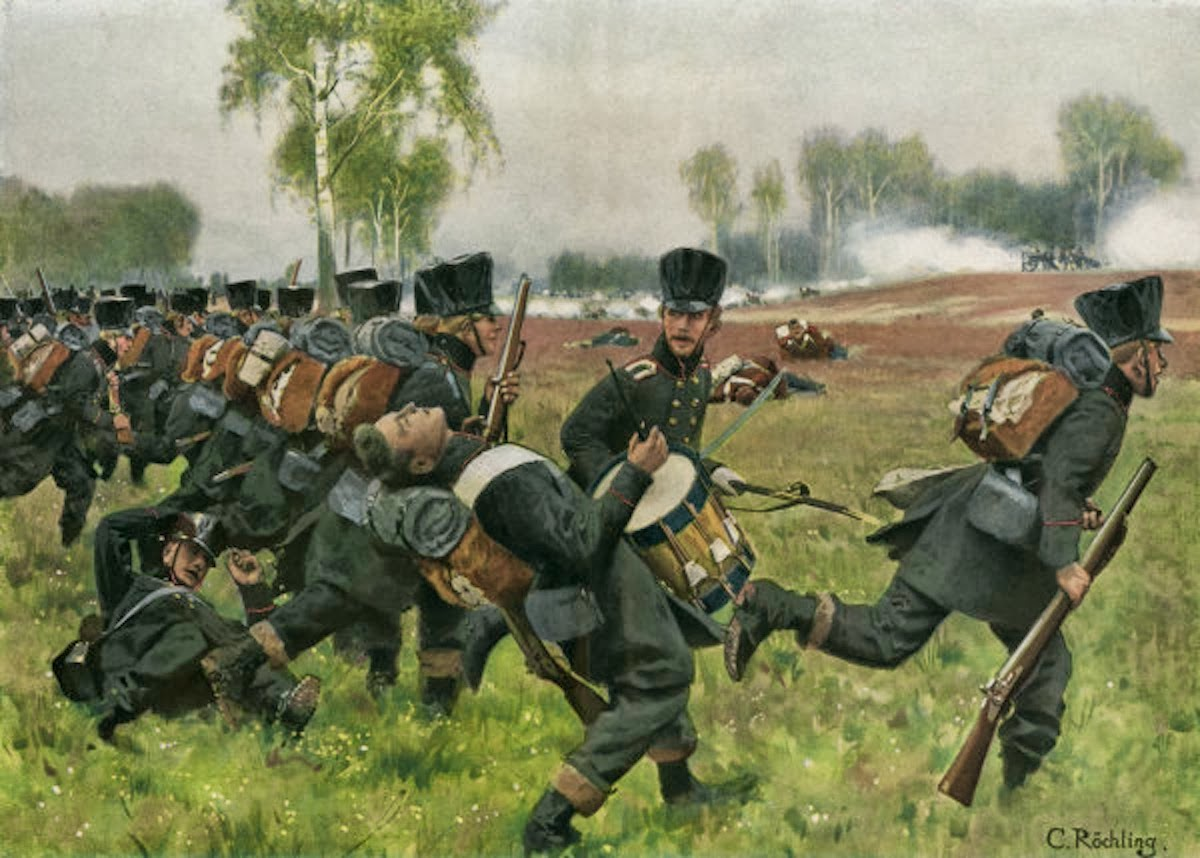
Originaltext: „Das Heldenmädchen Eleonore Prochaska fällt, zu Tode getroffen, in der Schlacht an der Göhrde (16. September 1813)“
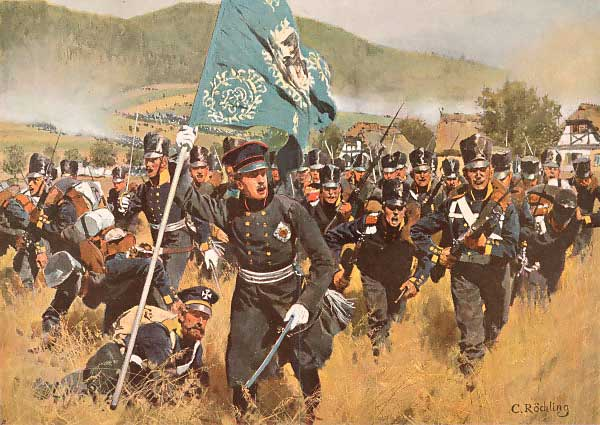
Prinz August führt sein Regiment (2. Schlesisches Infanterieregiment) in der Schlacht bei Kulm 1813 an
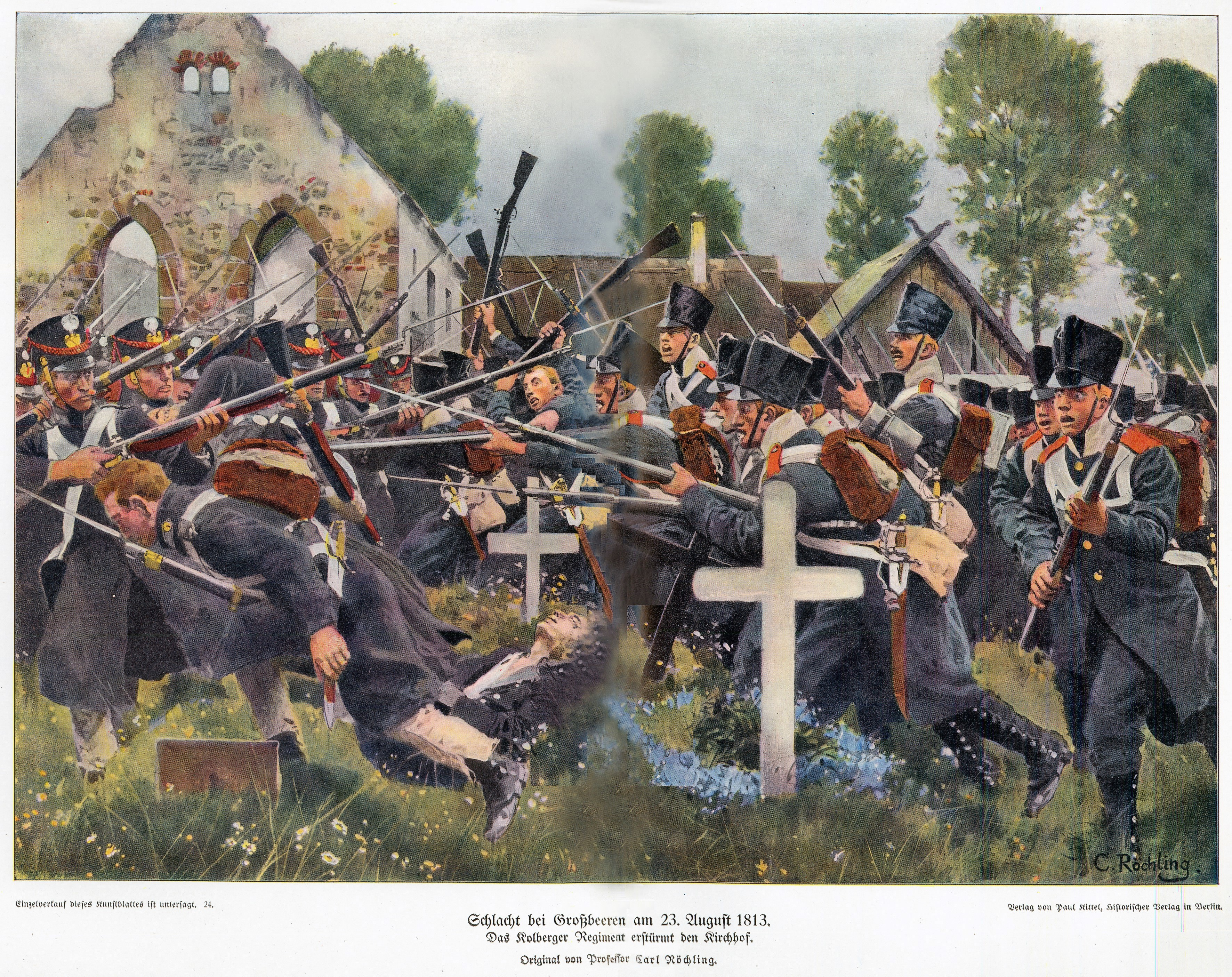
Gemälde der Schlacht bei Großbeeren am 23. August 1813.
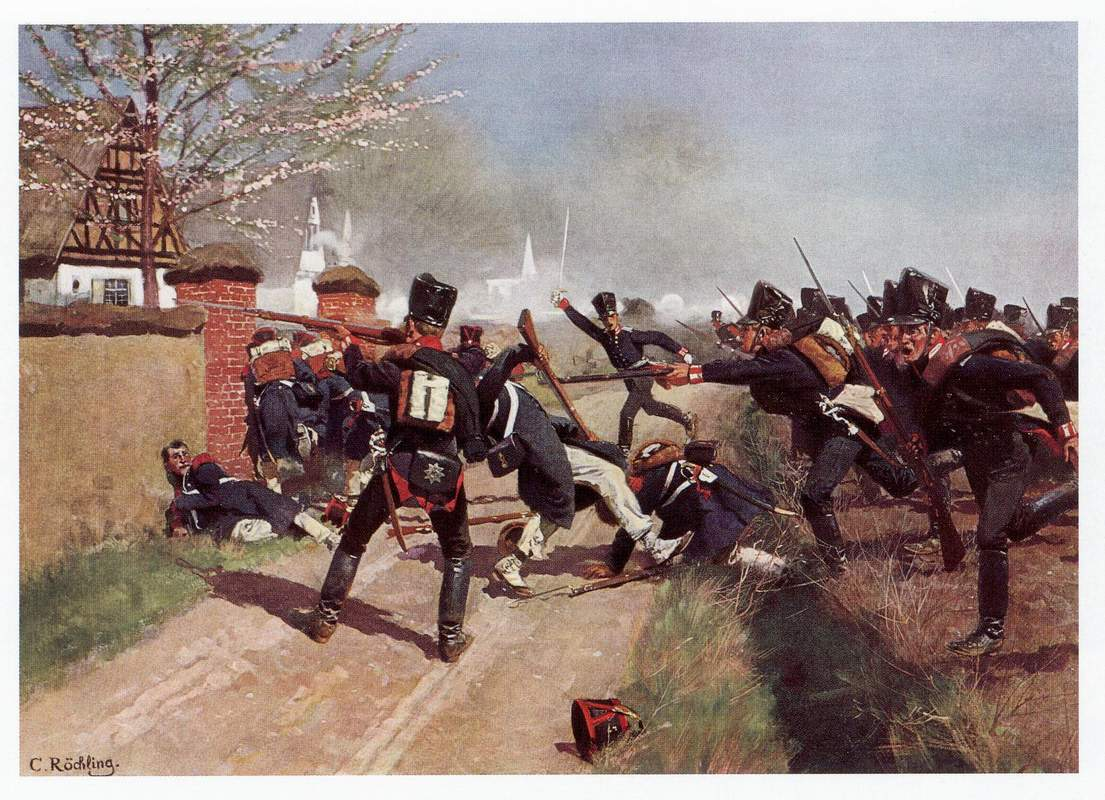
Preußisches Füsilier-Bataillon des „1. Garderegiment zu Fuß“ in der Schlacht bei Großgörschen am 2. Mai 1813
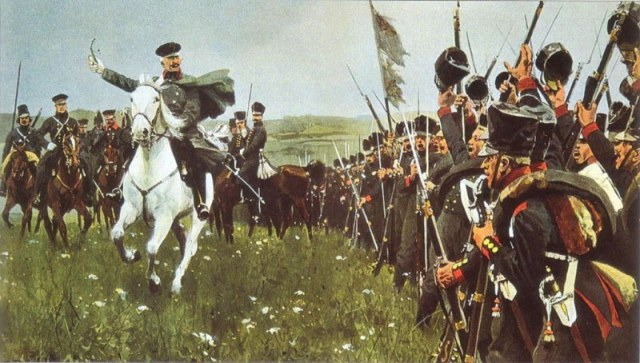
Gebhard Leberecht von Blücher in der Schlacht von Waterloo, Carl Röchling.
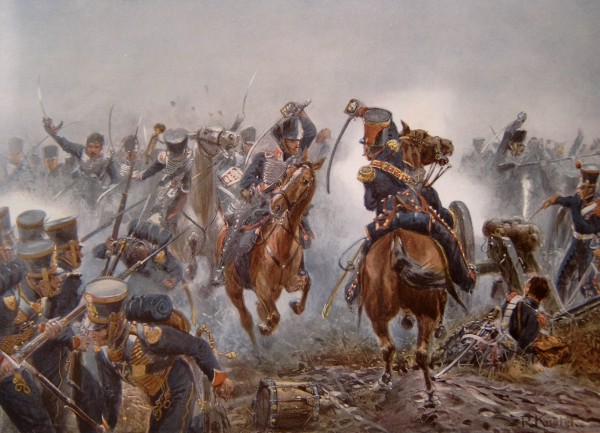
Brandenburgische Husaren bei Möckern (16. Okt. 1813).

Als am 17. März 1813 das Volk zum Befreiungskampf aufgerufen wurde, standen 300.000 preußische Soldaten (6 Prozent der Gesamtbevölkerung) bereit. Für die Dauer des Krieges wurde die Allgemeine Wehrpflicht eingeführt, ab 1814 galt sie auch für die Friedenszeit. Neben dem Stehenden Heer und der Landwehr wurde mit dem Landsturm-Edikt vom 21. April 1813 noch ein drittes Aufgebot geschaffen, der sogenannte Landsturm, der nur für den Verteidigungsfall eingesetzt werden konnte und das letzte Aufgebot darstellte. Im zusammengesetzten Kommando mit der Österreichischen und Russischen Armeespitze zeigte die preußische Führung das energischste Vorgehen, teilweise Befehle missachtend und kompromisslos. Dies setzte sich im Herbstfeldzug 1813 und im Feldzug 1814 fort, als sich die preußische militärische Führungsriege gegen ihre alliierten Kollegen durchsetzte und darauf drängte, den Kampf bis zur Beendigung der napoleonischen Herrschaft fortzusetzen, anstatt wie in Kabinettskriegsmanier Frieden zu schließen. Die sehr guten Leistungen der Armee in diesen zwei Jahren gingen auf die Verbesserung der Befehlsstrukturen zurück. Diese waren so flexibel, dass Korpskommandeuren auf dem Schlachtfeld ein gewisses Maß an Autonomie gestattet wurde. Dies ermöglichte begründete Insubordinationen und wurde als Mittel auch genutzt. Zudem wurden Stabsoffiziere in die Kommandostrukturen eingebettet. Im Falle von Blücher und dem Chef des Generalstabs Gneisenau ergab dies ein schlagkräftiges Team, das sich ergänzte. Die Kampftruppe wurde insgesamt elastischer und kohärenter.
Dennoch blieben auch Mängel der Armee bestehen. Die Reformer hatten sich vorwiegend um die Themen Mannschaft, Kommunikation und Motivation gekümmert. Die Leistungen der Landwehr waren durchwachsen. Die Ausbildungsmöglichkeiten waren noch rudimentär, so dass viele Landwehrmänner nur die nötigsten Elemente des Soldatenhandwerks beherrschten. Die militärische Infrastruktur reichte nicht aus, mit der vermehrten Einbestellung von Landwehreinheiten fertig zu werden. Noch im Sommer 1815 gab es keine ausreichende Ausrüstung. Es hing viel von privater Initiative ab. Entsprechend groß waren die Unterschiede in der Kampfkraft. Einige Landwehreinheiten wie die der Nordarmee zugeteilten kämpften ähnlich wirkungsvoll wie die Liniensoldaten. Die Landwehreinheiten der Schlesischen Armee Blüchers erwiesen sich aber bei Beschuss als unzuverlässig. Den volkstümlichen Charakter dieses Krieges unterstrich die Einführung des Eisernen Kreuzes, das erstmals an alle Dienstgrade verliehen wurde.
Am Ende des Jahres 1815 hatte die preußische Armee eine Stärke von 358.000 Mann.

## Vom Wiener Kongress bis zu den Einigungskriegen
Nach dem Wiener Kongress wurde ein Großteil der Landwehr und ein Teil der Linienarmee demobilisiert, so dass die Stärke von 358.000 Mann 1815 auf etwa 150.000 Mann im Jahre 1816 sank. In den Jahren zwischen 1816 und 1840 (Tod Friedrich Wilhelm III.) wurde der Militärhaushalt infolge eines strukturellen Haushaltsdefizits des preußischen Staates durch vielerlei Sparmaßnahmen begrenzt. 1819 betrug der Militäranteil am Staatshaushalt 38 %, 1840 waren es 32 %.
Nach den Befreiungskriegen verblassten viele der zum Teil idealistisch gedachten Militärreformen. Dies ging mit der allgemeinen Restauration der alten Zustände einher. Die Landwehr war nicht in der Lage, den Platz, den ihr neben dem stehenden Heer zugedacht war, einzunehmen, da ihr militärischer Wert zu begrenzt war. Der Offiziersberuf stand zwar weiterhin dem Bürgertum offen, jedoch wurde die Adelsschicht offensichtlich bevorzugt. So wurde die preußische Armee wieder ein Hort für konservative, aristokratische und monarchische Gesinnung. Während der Revolution von 1848 war die preußische Armee das Instrument, das dafür sorgte, dass die Revolution scheiterte und die Herrschaftsstrukturen unangetastet blieben. Nachdem Preußen im Jahre 1850 eine Verfassung bekommen hatte, wurden die Soldaten auf den Herrscher vereidigt und nicht etwa auf den preußischen Staat.

Abbildungen der Einigungskriege mit Ansichten preußischer Soldaten
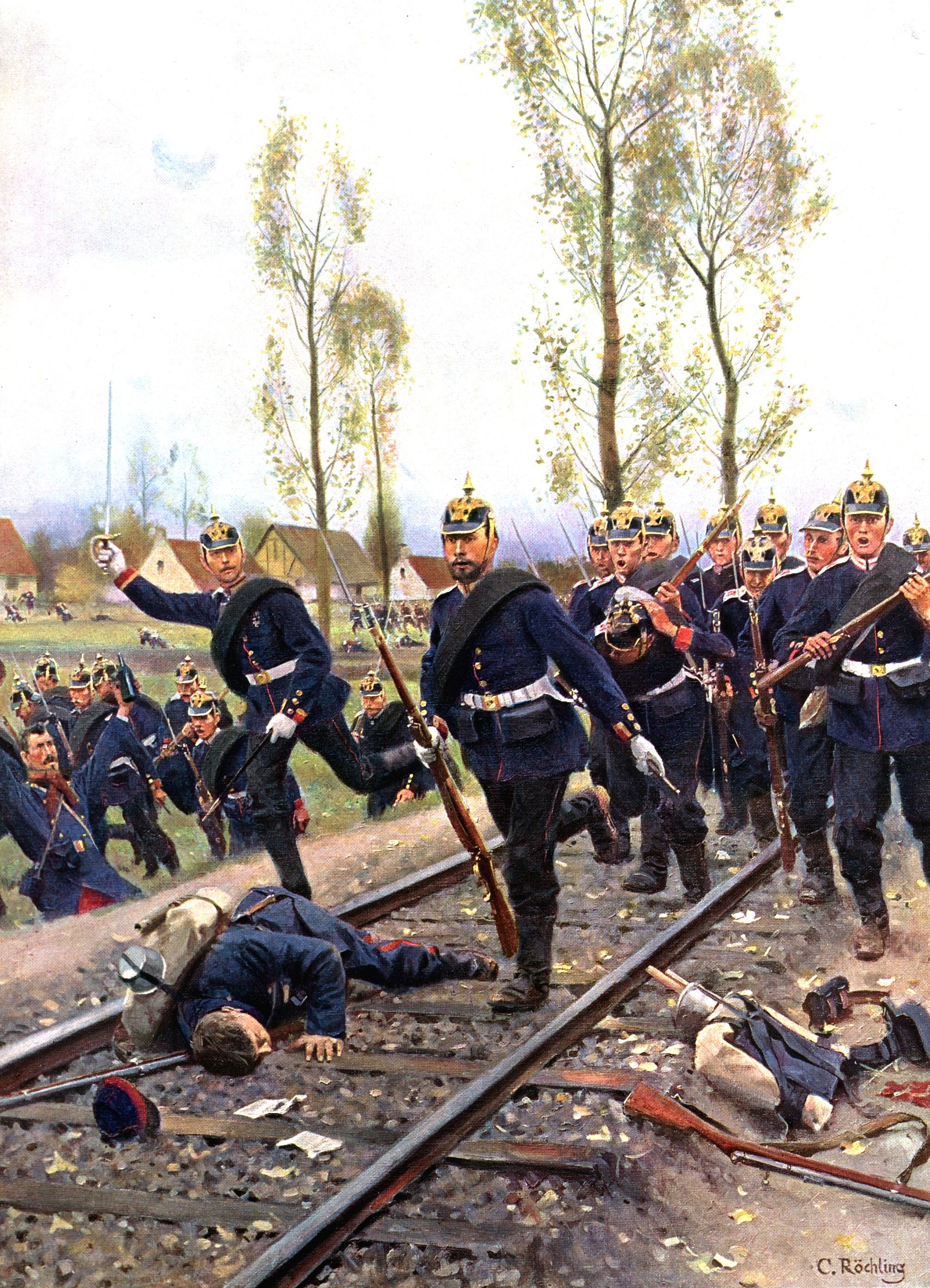
Preußen bei Le Bourget.
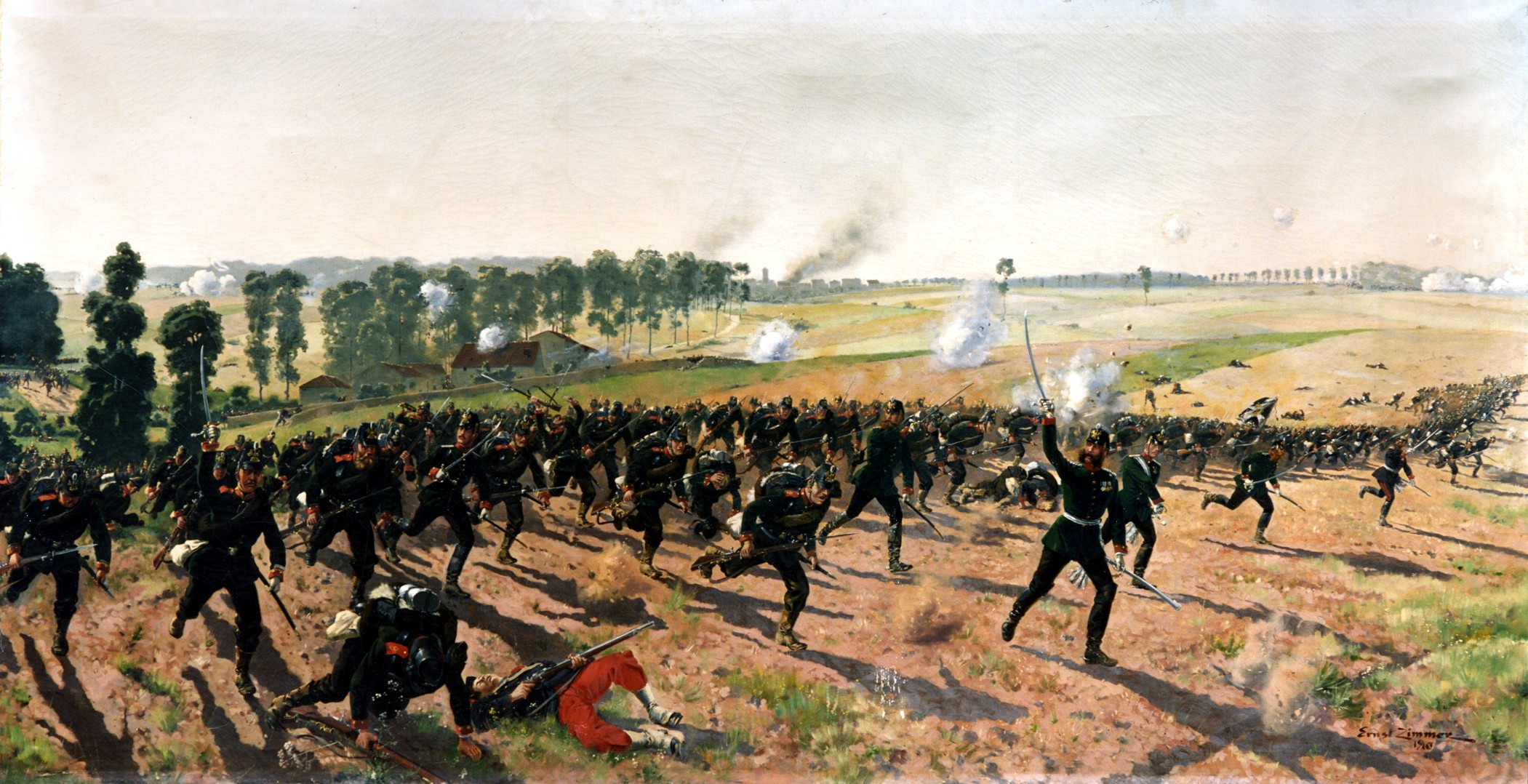
Das Lauenburgische Jäger-Bataillon Nr. 9 bei Gravelotte, Gemälde von Ernst Zimmer
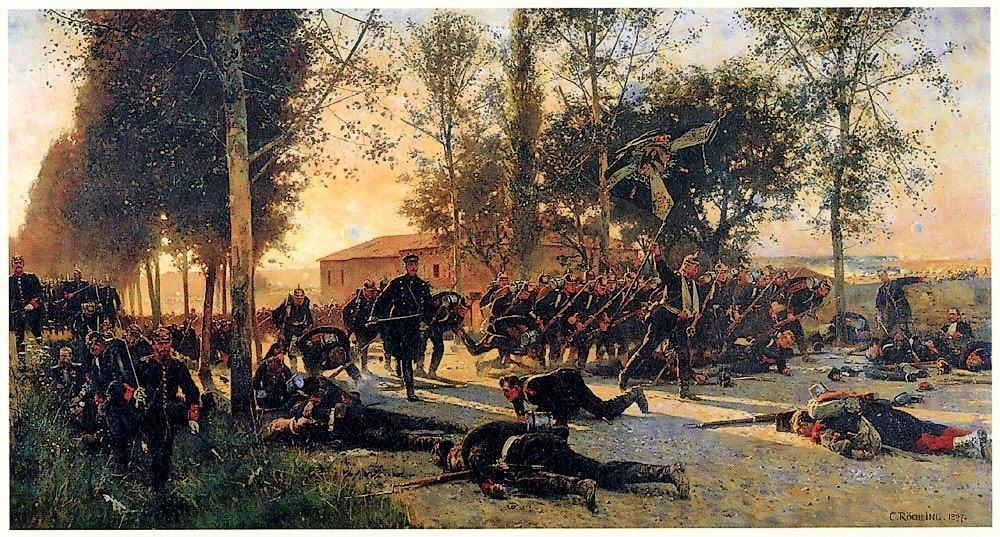
Tod des Majors von Halden, Gravelotte, 18. August 1870
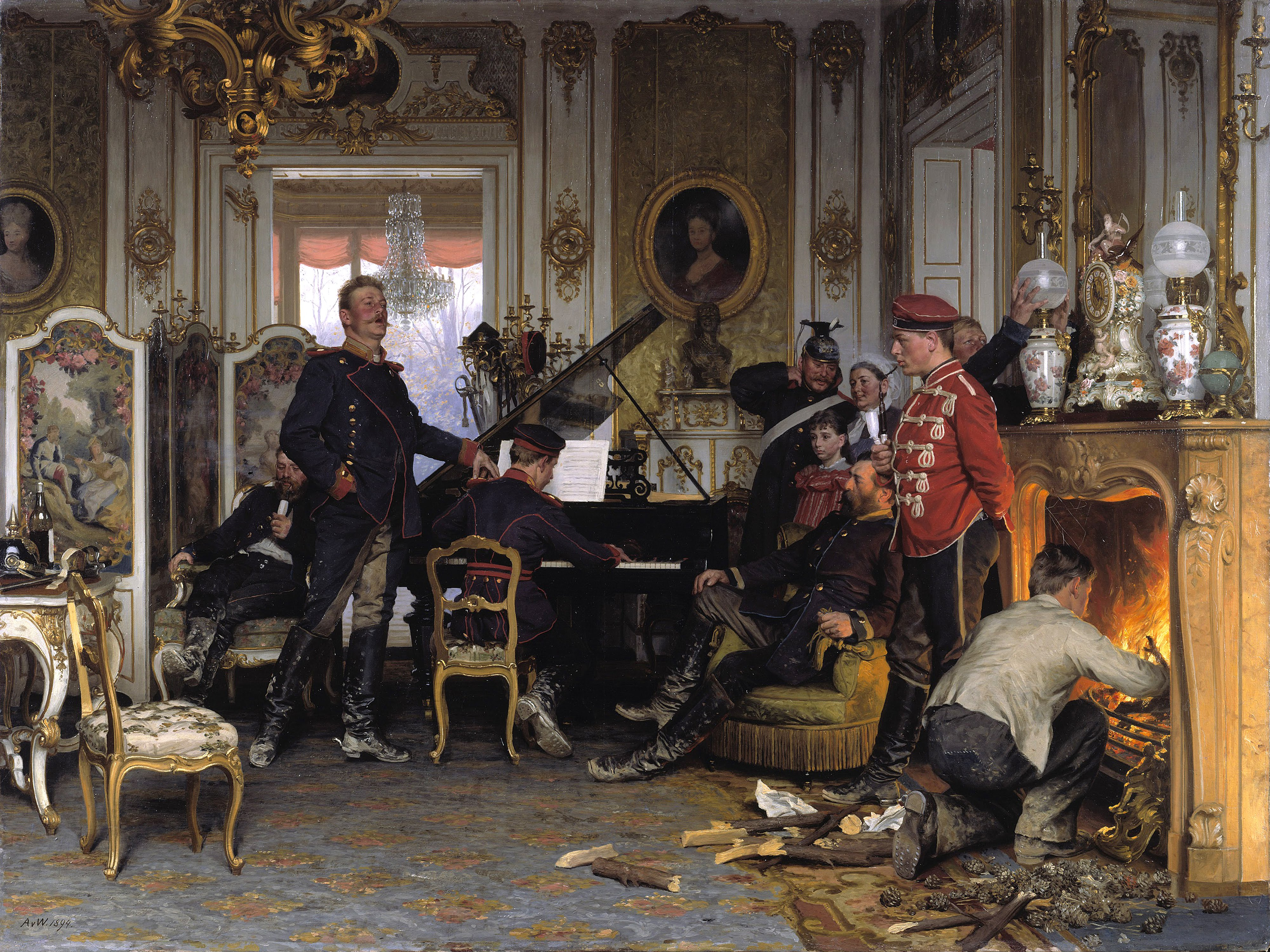
Im Etappenquartier vor Paris
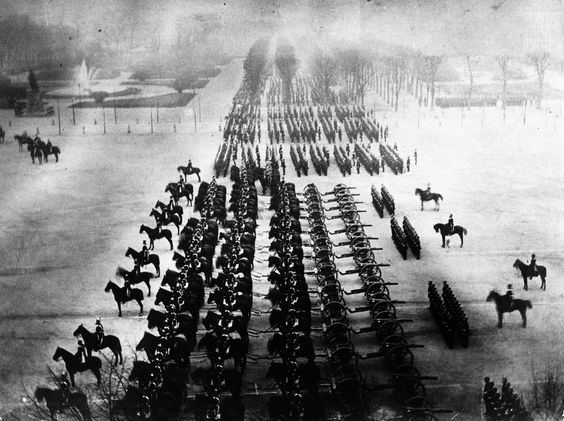
Parade der preußischen Armee durch Paris, März 1871
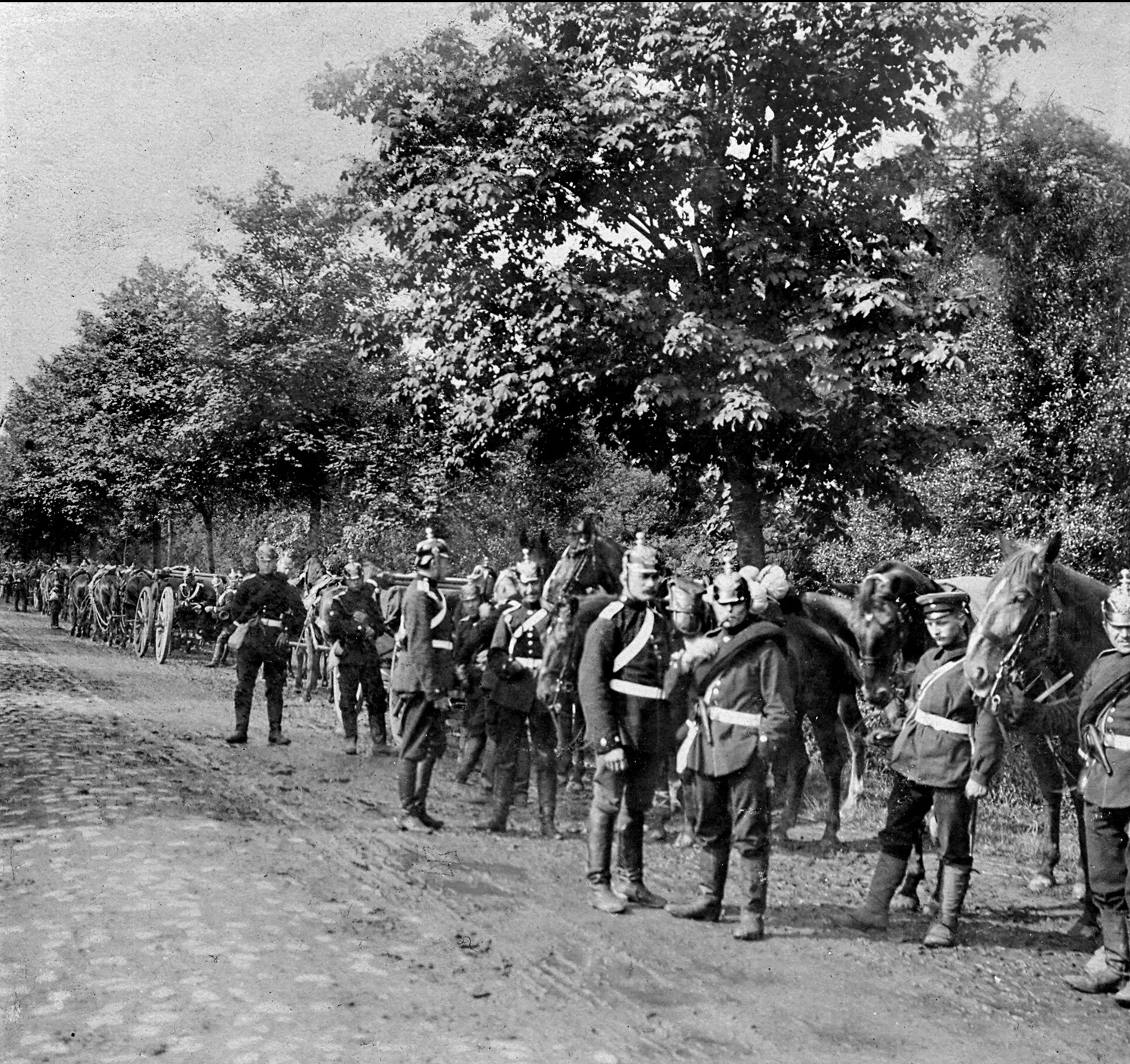
Preußische Feldartillerie bei Torcy

1859 wurde Albrecht von Roon (Kriegs- und Marineminister) von Wilhelm I. beauftragt, eine Heeresreform durchzuführen, um sich den veränderten Verhältnissen anzupassen. Die Ursachen für den erneuten Reformbedarf lagen im technischen Fortschritt und der stark gestiegenen Bevölkerungszahl (Die Heeresgröße lag wie 1816 bei 150.000 Mann). Weiterhin zeigte sich nach zwei chaotischen Mobilmachungen 1850 und 1859, dass die Landwehr für einen Verteidigungskrieg zwar gut zu gebrauchen war, jedoch bei einem Angriffskrieg nur von begrenztem Wert.

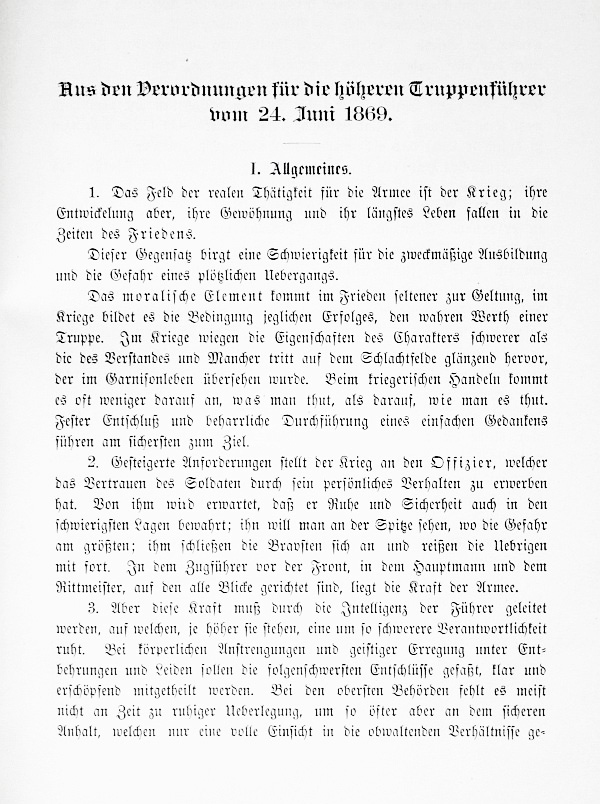
Erste Seite Aus den Verordnungen für die höheren Truppenführer vom 24. Juni 1869 von Helmuth von Moltke

Sein Ziel war es, das System von Scharnhorst auszudehnen und eine bewaffnete Nation zu schaffen. Um dies zu erreichen, schlug er in seiner Heeresreform vor, die Wehrpflicht bei drei Jahren beizubehalten, die Rekrutenzahl um 1/3 zu erhöhen, das Feldheer zu vergrößern und die Landwehr zu verkleinern. Durch einen dadurch ausgelösten Verfassungskonflikt wurde die Reform erst 1866 vom Norddeutschen Bund angenommen. Durch die weitere Zurückdrängung der Landwehr wurde der Prozess der „Entbürgerlichung“ des Heeres weiter vorangetrieben.
Außerdem wurde in dieser Zeit (1850er und 1860er Jahre) die veraltete Ausrüstung modernisiert. Die preußische Armee war die erste, die die gesamte Infanterie mit gezogenen Gewehren, den Zündnadel-Hinterladern, ausstattete. Ebenso wurden die bisherigen glattgebohrten Geschütze allmählich durch neue Geschütze mit gezogenen Geschützrohren ersetzt. Im Mai 1859 bestellte das Allgemeine Kriegsdepartement bei Alfred Krupp 300 Kanonen aus Gussstahl (vor dem Hintergrund des Konflikts zwischen Österreich, Frankreich und Italien → Sardinischer Krieg). Krupp verwarf angesichts dieses Großauftrags seine Idee, die Kanonenproduktion und -entwicklung einzustellen.
Der starke Drill (Exerzieren und Formaldienst), der noch von Friedrich Wilhelm I. stammte, wurde von einem besseren Ausbildungssystem verdrängt; Gefechtsübungen und Scheibenschießen gewannen an Bedeutung. Dadurch stieg die Kampfkraft der Armee. Die lange Zeit vernachlässigte Berufsausbildung der Offiziere brachte man wieder auf einen hohen Stand, wegweisend waren hier die Verordnungen für die höheren Truppenführer vom 24. Juni 1869 von Helmuth von Moltke. So wurde die preußische Armee wieder eine der kampfkräftigsten ihrer Zeit. Dies zeigte sich auch im Deutsch-Dänischen Krieg (1864) und im Deutschen Krieg (1866).

## Im Kaiserreich

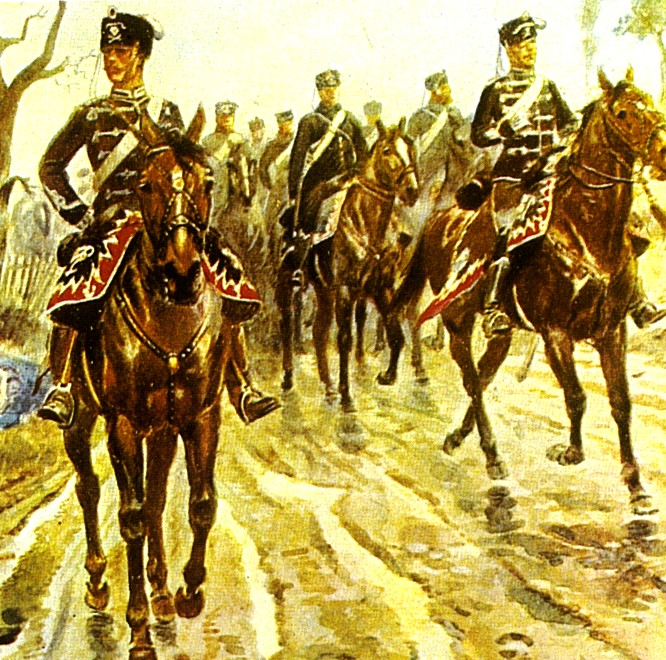
Preußische Husaren
(frühes 20. Jahrhundert)

Mit der Gründung des Deutschen Kaiserreiches im Jahr 1871 wurde die preußische Armee zum Kernbestandteil des Deutschen Heeres, die Badische Armee ging als XIV. Korps in ihr auf. Die preußische Armee blieb in Friedenszeiten rechtlich neben den anderen Länderarmeen (Sächsische Armee, Bayerische Armee, Württembergische Armee) bestehen.
So gab es nach Artikel 63 Absatz 1 der Reichsverfassung vom 16. April 1871 zu Kriegszeiten ein gesamtdeutsches Heer, das dem Oberbefehl des Kaisers unterstand. In Friedenszeiten dagegen war den Bundesfürsten mit eigenem Heer (Preußen, Sachsen, Württemberg und Bayern) der Oberbefehl vorbehalten. Somit hatte in Friedenszeiten der preußische König (der zugleich deutscher Kaiser war) den Oberbefehl über die preußische Armee.
Zudem behielt das preußische Parlament in Friedenszeiten das Etatrecht für den Militärhaushalt. Durch die Reichsgründung besaß kein Bundesstaat mehr ein souveränes Kriegführungsrecht.
Die preußische Armee als rechtlich eigenständige Armee wurde 1919 mit der Aufstellung der Reichswehr aufgelöst.
Ein wichtiges Nachschlagewerk für und über die preußische Armee war – und ist noch heute zum Beispiel für Historiker oder Genealogen – die regelmäßig vom Kriegsministerium zu Berlin herausgegebene Rangliste.
| Jahr     | 1646   | 1656    | 1660    | 1688    | 1713    | 1719    | 1729    | 1740    | 1756    | 1786    | 1806    |
| -------- | ------ | ------- | ------- | ------- | ------- | ------- | ------- | ------- | ------- | ------- | ------- |
| Soldaten | 14.000 | 25.000  | 8.000   | 30.000  | 38.000  | 54.000  | 70.000  | 83.000  | 150.000 | 193.000 | 240.000 |
| Jahr     | 1807   | 1813    | 1815    | 1825    | 1840    | 1859    | 1861    | 1867    | 1870    | 1875    | 1888    |
| Soldaten | 63.000 | 300.000 | 358.000 | 130.000 | 135.000 | 150.000 | 211.000 | 264.000 | 313.000 | 325.000 | 377.000 |

## Nach der Auflösung
Artikel 160 des Versailler Vertrages begrenzte die Größe des (nicht nur preußischen) Landheeres im Deutschen Reich auf 100.000 und die der Marine auf 15.000 Berufssoldaten. Der Unterhalt von Luftstreitkräften, Panzern, schwerer Artillerie (dies beinhaltete Geschütze >10,5 cm), U-Booten und Großkampfschiffen war dem Reich untersagt. Zugleich wurde die Auflösung von Generalstab, Kriegsakademien und Militärschulen verfügt.
Die meisten Soldaten wurden entlassen; viele hatten Schwierigkeiten, sich nach dem Krieg im Zivilleben zurechtzufinden.
Reichswehrminister Otto Geßler begnügte sich während seiner Amtszeit mit begrenzten politischen und administrativen Aufgaben; es gelang dem Chef der Heeresleitung Hans von Seeckt, die Reichswehr der Kontrolle des Reichstages weitgehend zu entziehen. Unter Seeckt entwickelte sich die Reichswehr zu einem „Staat im Staate“. Sie fühlte sich eher einer abstrakten Staatsidee als der Verfassung verpflichtet und stand der politischen Linken mit ausgeprägtem Misstrauen gegenüber.
V. Seeckt war 1885 in die preußische Armee eingetreten und hatte bis 1918 eine steile Karriere gemacht. Während des Kapp-Putsches 1920 verweigerte Seeckt den Einsatz der Reichswehr gegen die putschenden Freikorps; den Aufstand der Roten Ruhrarmee ließ er aber brutal niederschlagen. Die Reichswehr organisierte außerdem mit der sogenannten „Schwarzen Reichswehr“ eine geheime und mit paramilitärischen Formationen vernetzte Personalreserve, als deren Führungskader sie sich begriff.
1926 wurde v. Seeckt gestürzt.
Unter der Reichspräsidentschaft Hindenburgs erlangte die Reichswehrführung zunehmenden politischen Einfluss und bestimmte schließlich auch die Zusammensetzung der Reichsregierungen mit. Dadurch trug die Reichswehr maßgeblich zur Entwicklung eines autoritären Präsidialsystems während der Endphase der Weimarer Republik bei.